# Comuna Bordei Verde, Brăila
Bordei Verde este o comună în județul Brăila, Muntenia, România, formată din satele Bordei Verde (reședința), Constantin Gabrielescu, Filiu și Lișcoteanca. Comuna este situată în centrul județului Brăila, la circa 40 km vest de Brăila, într-o regiune de câmpie, fiind drenată la limita sudică de râul Călmățui.
Situată în zona centrală a Bărăganului brăilean, comuna este continuatoarea istorică a două foste comune care au existat de-a lungul istoriei pe teritoriul său actual: Bordeiul Verde și Filiu. Numele comunei provine de la o cârciumă, loc de popas pe drumul Filiu-Silistraru-Brăila, construită sub formă de bordei într-o movilă. De-a lungul timpului numele a fost ortografiat ca Bordeiul Verde și Bordeiu Verde.
Pe teritoriul comunei au fost descoperite vestigii istorice datând din epoca neolitică, aparținând culturilor Boian și Gumelnița, precum și urme de locuire din perioada migrațiilor sarmatice și pecenege (secolele II-XI e.n.). Toponime aparținând comunei, deși nu implicit localității, sunt printre cele mai vechi toponime rurale din județul Brăila, menționate în documente. Astfel „Șchiaul” este atestat într-un hrisov a lui Radu cel Mare din 1505, la numai 27 de ani de la prima atestare documentară a județului Brăila, în hrisovul lui Ștefan cel Mare din 1481. În perioada medievală și modernă, au apărut și s-au dezvoltat exploatații agricole aparținând unor mari proprietari ca spătarul Mihail Cantacuzino sau Eforiei Spitalelor Civile.
Prima localitate atestată documentar este satul Filiu la 1830. Celelalte sate sunt menționate: la 1835 - Lișcoteanca, 1857 - Bordei Verde și 1906 - Șcheaua Nouă. Localitățile comunei sunt „sate de adunătură”, constituite în a doua jumătate a secolului al XIX-lea, prin comasarea „târlelor” înființate în Bărăgan. Prin reforma agrară din 1921 în comună s-au stabilit locuitori din zona montană a județelor Prahova și Buzău, care au fost împroprietăriți cu loturi de teren, în urma exproprierii moșiei „Bordei Verde”, aparținând Eforiei Spitalelor Civile, fapt care va conduce la înființarea unei noi așezări în comună satul Vintilești, în partea de est a satului Bordei Verde.
În august 1944 satul Filiu este distrus în mare parte de un bombardament al artileriei sovietice, fiind ulterior abandonat de locuitori după inundațiile din 1970.
Pe teritoriul administrativ al comunei Bordei Verde se găsesc un Sit Natura 2000 și o Arie de protecție specială avifaunistică - ROSCI0259 Valea Călmățuiului, precum și un monument istoric de interes local - situl arheologic de la Lișcoteanca-„Moș Filon” (cod LMI BR-I-s-B-02056).
În perioada comunistă, terenurile au fost colectivizate în cadrul cooperativelor agricole de producție, situație care a durat până în 1990, când terenurile au fost retrocedate vechilor proprietari.
Ocupația de bază a locuitorilor comunei a fost și este în continuare agricultura, în special cultivarea cerealelor, desfășurată în prezent în cadrul a câtorva mari exploatații agricole moderne.
În subsolul comunei au fost descoperite și exploatate, începând cu anii 1970, importante zăcăminte de petrol și gaze naturale.

## Structura teritoriului

### Cadrul fizico-geografic

#### Relieful
Comuna Bordei Verde este situată în mijlocul Bărăganului, mai precis în Bărăganul de Nord cunoscut și sub numele de Câmpia Brăilei. Termenul „Bărăgan” provine din cuvântul Buragan, de origine orientală care se traduce prin „furtună”, „vîrtej”, „vifor”. Câmpia Brăilei este formată din două părți aproape egale: Câmpul Viziru și Câmpul Ianca, separate de Valea Ianca.:pp. 9–10

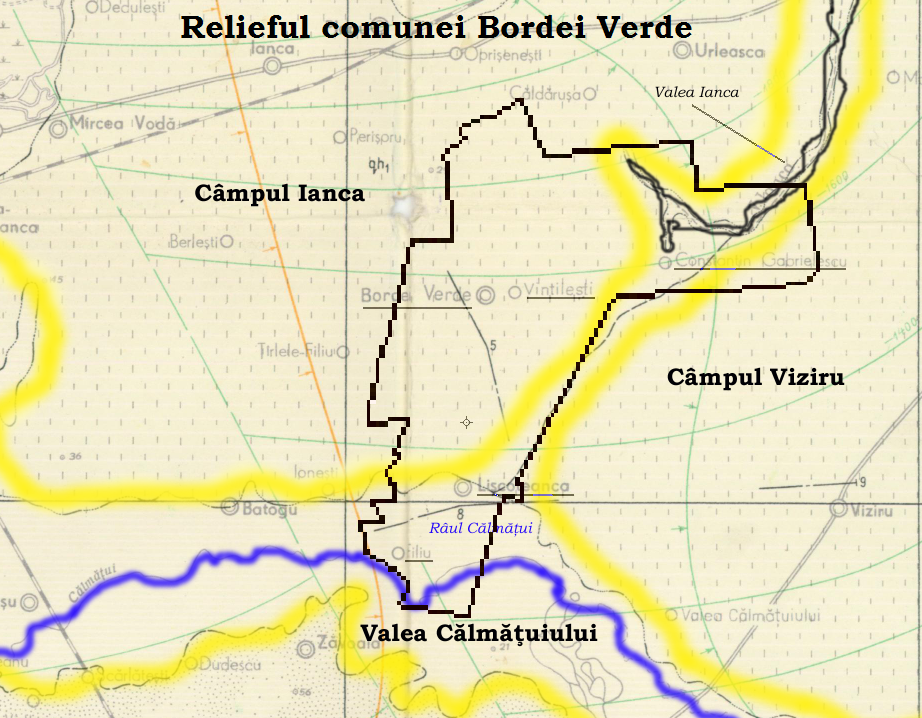
Relieful comunei Bordei Verde

Relieful comunei este relativ uniform, reprezentat prin interfluvii plane întinse, având un aspect șes, de mari dimensiuni, cu înălțimea de 20-24 metri deasupra nivelului mării. Înălțimile sunt mai mari în zona de vest și de sud a comunei (zona Bordei Verde-vest - Filiu - Lișcoteanca, inclusă în Câmpul Ianca) și mai mici în partea estică (zona Bordei Verde-est - Constantin Gabrielescu, inclusă în Câmpul Viziru). Înălțimea maximă a reliefului este de 27 de metri, la 2 kilometri vest de Lișcoteanca, pe terasa râului Călmățui de deasupra amplasamentului fostului sat Filiu (45°0′19″N 27°30′59″E / 45.00528°N 27.51639°E), iar înălțimea minimă de 8 metri în zona Valea Ianca, 2 kilometri nord de Constantin Gabrielescu (45°5′37″N 27°38′37″E / 45.09361°N 27.64361°E).:p. 371
Pe cuprinsul acestor câmpuri se evidențiază ca neregularități, câteva văi late și puțin adânci, care nu sunt străbătute de ape curgătoare cu scurgere permanentă (Valea Adâncă, Valea Ianca, Valea Burta Ianca, Valea Druica, etc.). Adâncimea acestor văi nu depășește 4-6 metri, cea mai mare fiind Valea Ianca, dispusă în partea de nord-est a satului Bordei Verde, având o lățime de până la 2 kilometri și o adâncime maximă de 7-8 metri. Pe lângă câmpie, o a doua formă de relief întâlnită pe teritoriul comunei este reprezentată de Lunca Călmățuiului. Lunca are 2–7 km lățime, malul său nordic (cel aflat pe teritoriul comunei) având o înălțime medie de 5 m, cu mult mai mică decât cel sudic care se se înalță până la 30 m.:p. 371

#### Clima

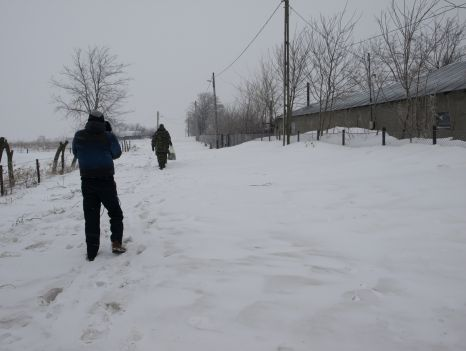
Drumuri blocate de viscol, februarie 2012

Teritoriul comunei Bordei Verde se încadrează în zona climatică temperată, cu aspecte continentale.
Verile sunt caniculare și secetoase din cauza transporturilor de aer cald din nordul Africii precum și datorită nivelurilor ridicate ale radiației solare (125 kcal/cm²) ca urmare a 2.200 ore/an de strălucire a Soarelui (290 de zile/an).:p. 16 În această perioadă precipitațiile sunt scăzute, alternând perioade lungi de secetă de 1-3 săptămâni cu averse de ploaie torențială. Pentru a compensa deficitul de apă în ultimii ani ai secolului XX au fost executate mari lucrări de irigații și îmbunătățiri funciare. Iernile sunt în general reci, uscate, influențate de vânturile aspre provenite din nordul Câmpiei Ruse, cum este crivățul. Temperatura medie anuală este în jurul valorilor de 10 °C–11 °C. Iulie este cea mai caniculară lună din an, cu temperaturi medii multianuale de 22-23 °C.
Climatul arid este evidențiat și de cantitatea mică de precipitații (sub 500 mm/an în medie). Ninsorile apar, de regulă, în intervalul noiembrie-martie, numărul de zile cu ninsoare fiind mic (15-20 zile pe an), iar stratul de zăpadă este subțire (10 cm) și se menține în jur de o lună/an.:p. 4-6 Un fenomen specific zonei este viscolirea și troienirea zăpezii, în special la marginea de nord a satelor. Pe teritoriul comunei, în zona Filiu-Lișcoteanca, a fost înregistrat în anul 1910 maximul istoric al cantității de precipitații căzute în județul Brăila, într-o singură zi - 126 mm/24 de ore.:p. 23

#### Hidrografia

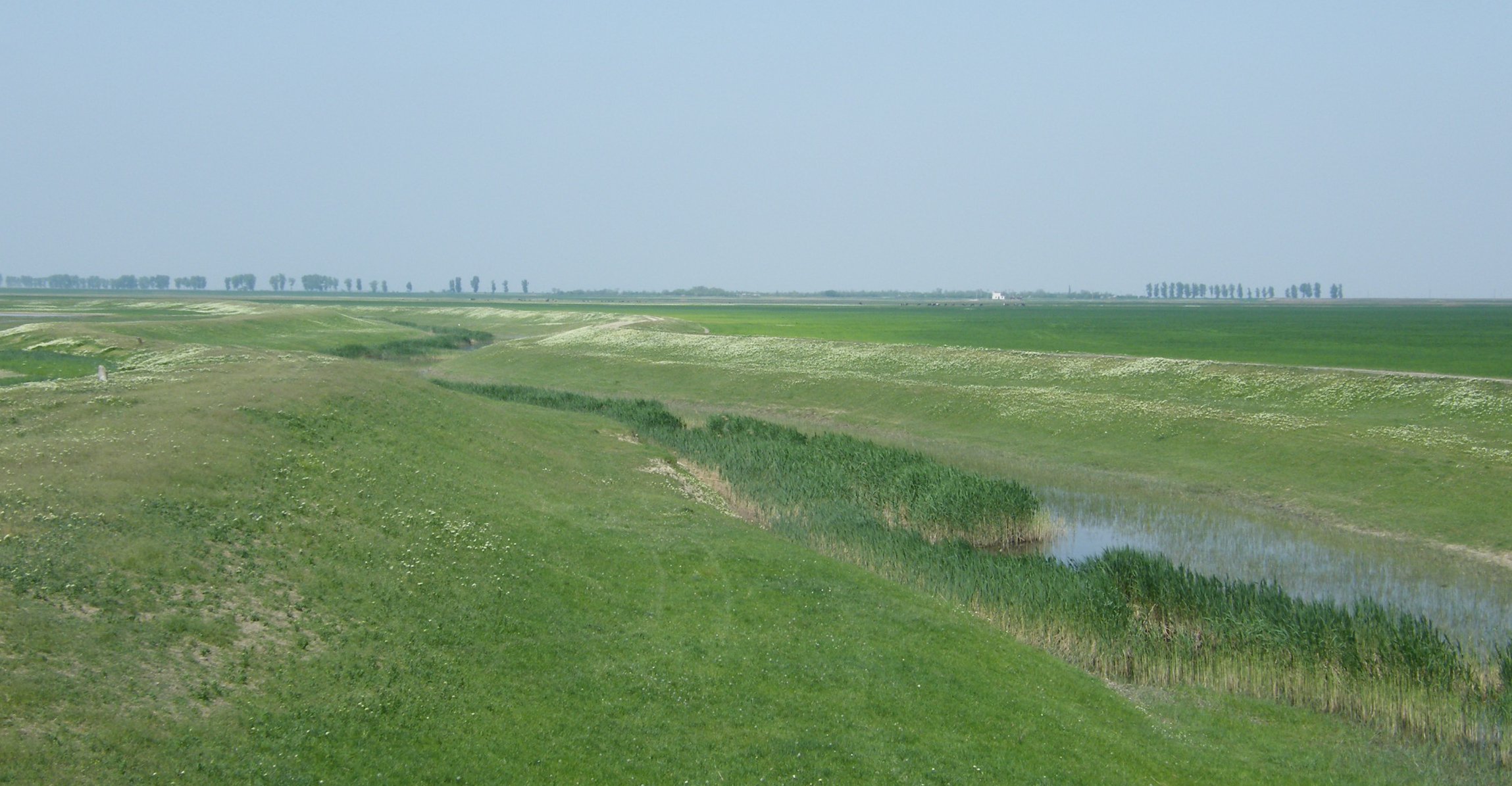
Râul Călmățui

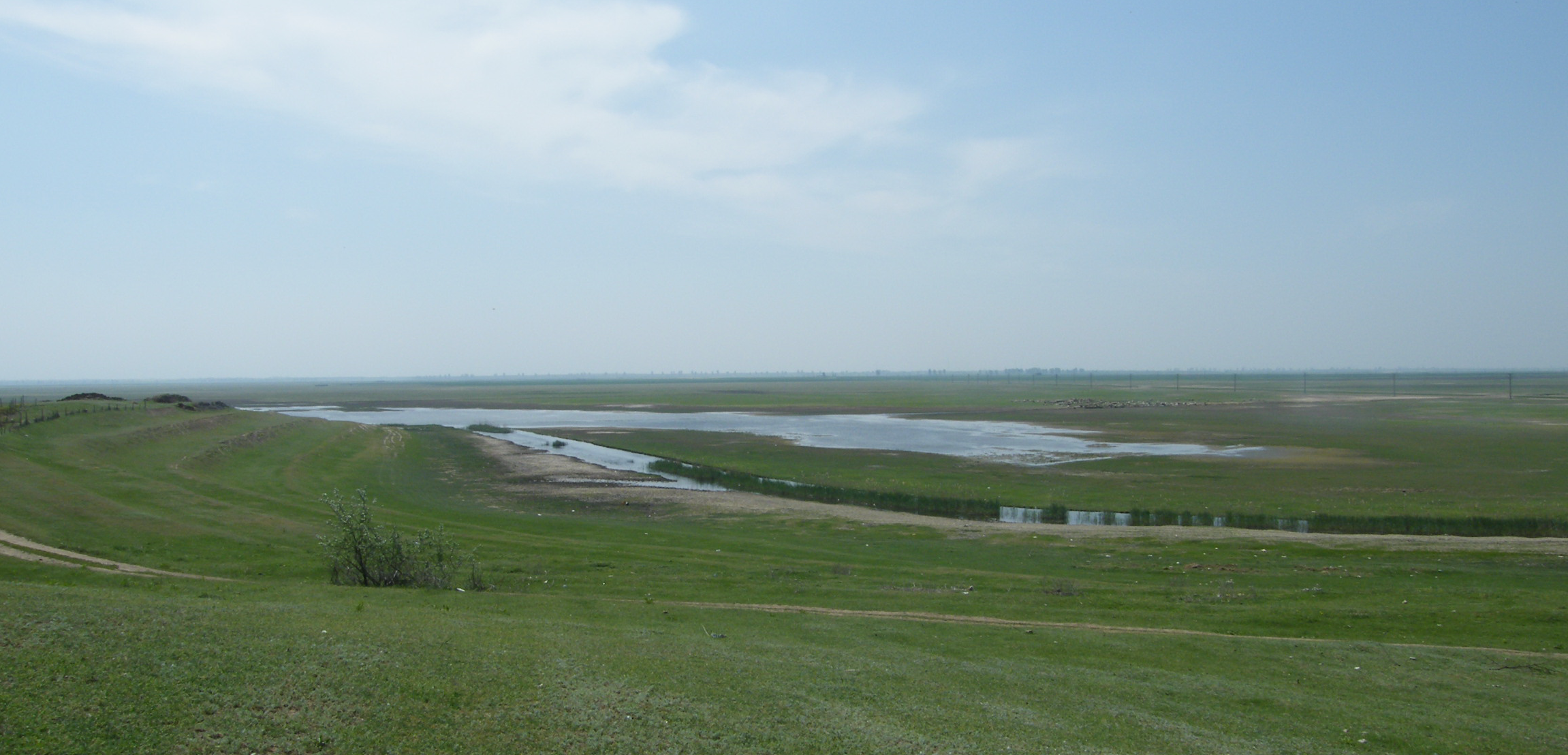
Balta Lișcoteanca

Râul Călmățui este singura apă curgătoare permanentă de pe teritoriul comunei Bordei Verde, formând limita cu comuna Zăvoaia, pe o distanță de circa 5 kilometri, în zona satului Lișcoteanca. Călmățuiul este un râu de câmpie, puțin adânc și cu debit mic, care curge printr-o luncă foarte lată pentru dimensiunile sale (5-7 kilometri lățime în zona Lișcoteanca-Satnoieni), probabil o fostă albie a râului Buzău.
Râul a fost regularizat și îndiguit pe toată lungimea sa în anii 1970-1980.:p. 20
În dreptul satului Lișcoteanca, în lunca râului Călmățui s-a format Balta Lișcoteanca, puțin adâncă și a cărei suprafață variază funcție de sezon și cantitatea de precipitații. Balta era folosită în perioada interbelică de topitoriile de cânepă din zonă. 
Rețeaua hidrografică nepermanentă mai include scurgerile temporare pe văile dintre câmpuri (Valea Adâncă, Valea Ianca, Valea Burta Ianca, Valea Druica etc.).:p. 371

#### Vegetația și fauna

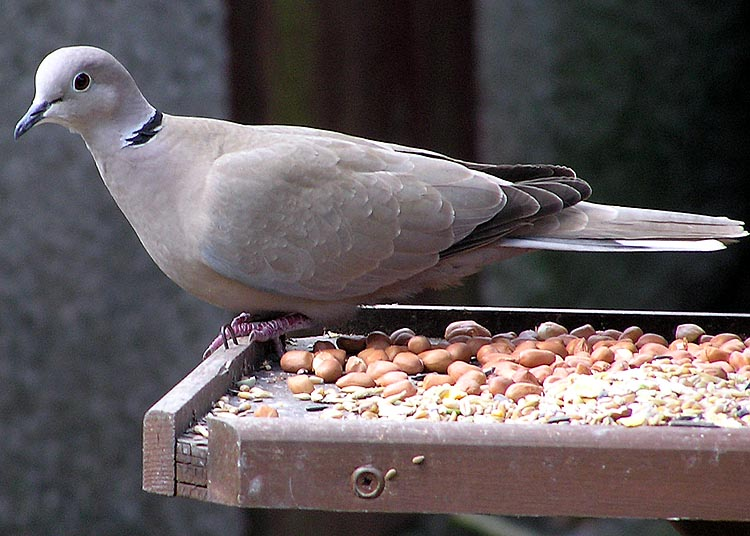
Guguștiuc

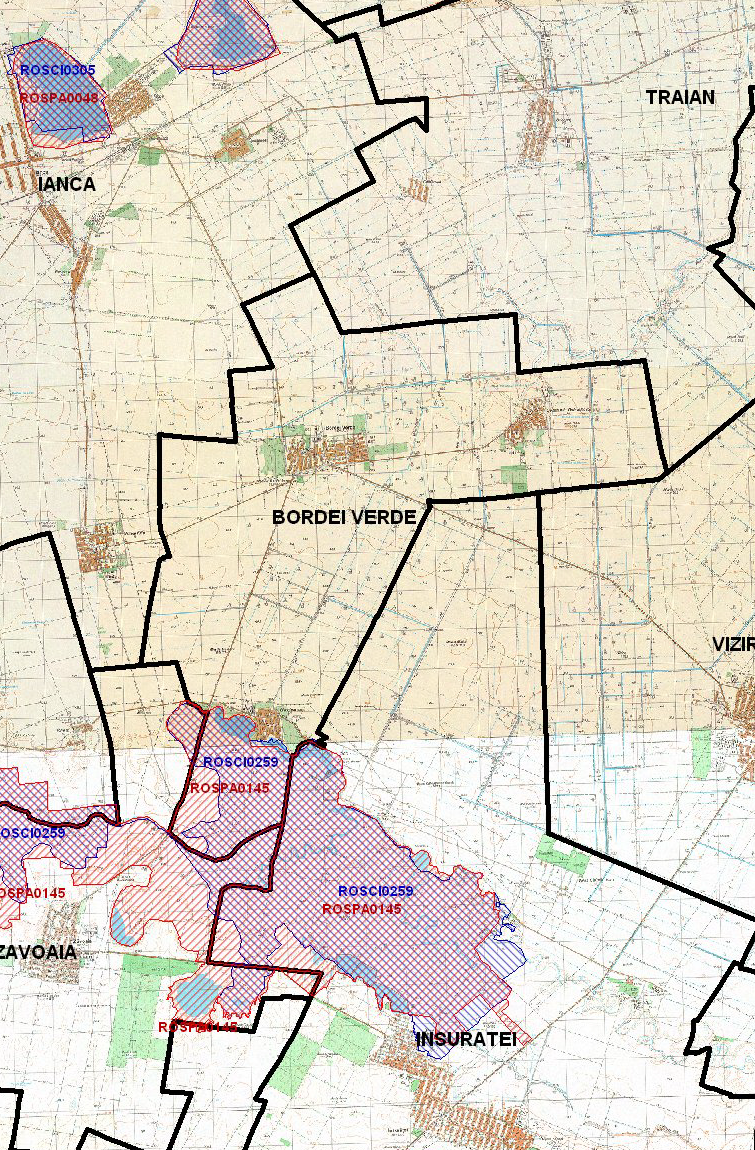
Aria protejată Valea Călmățuiului

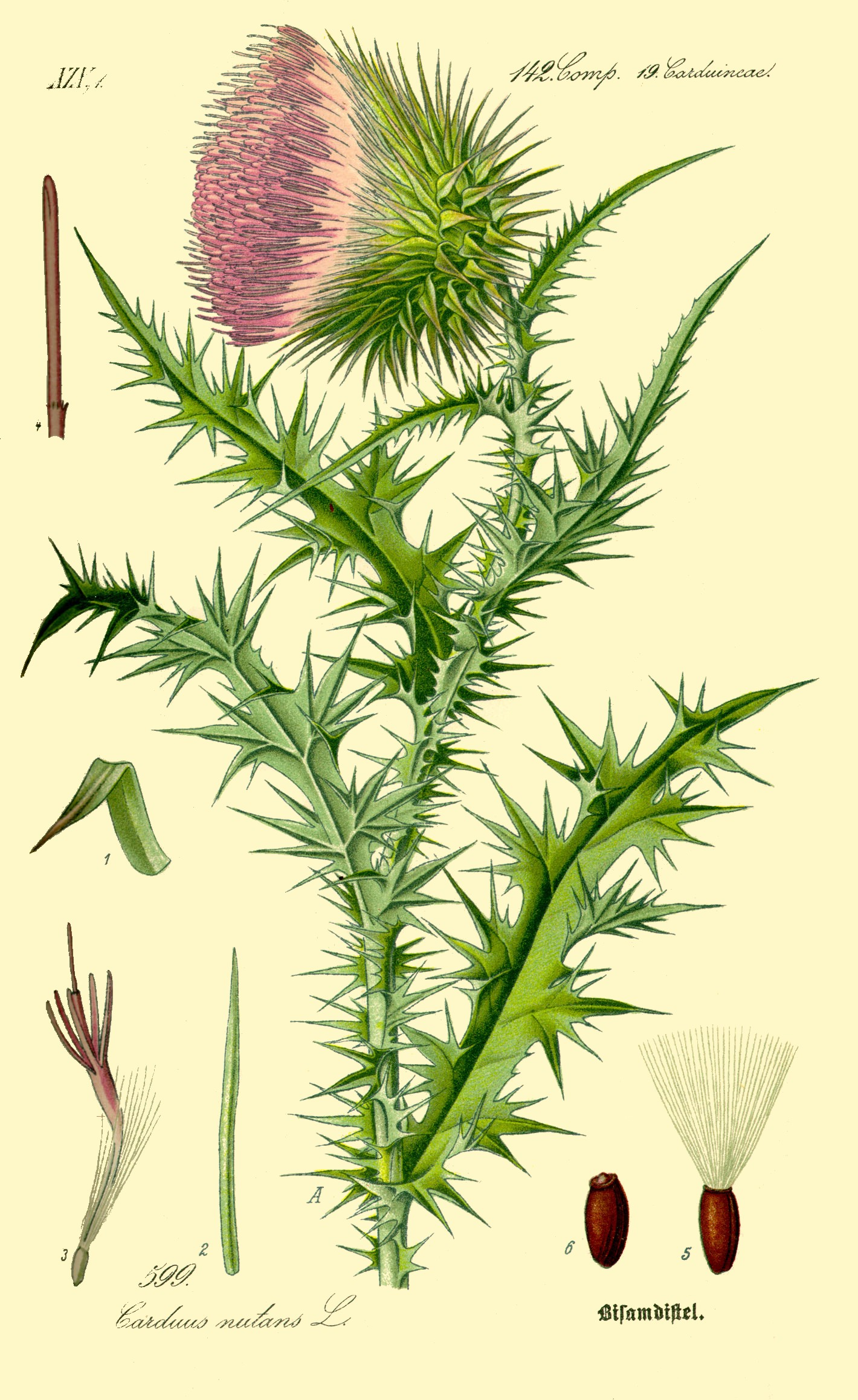
Ciulin

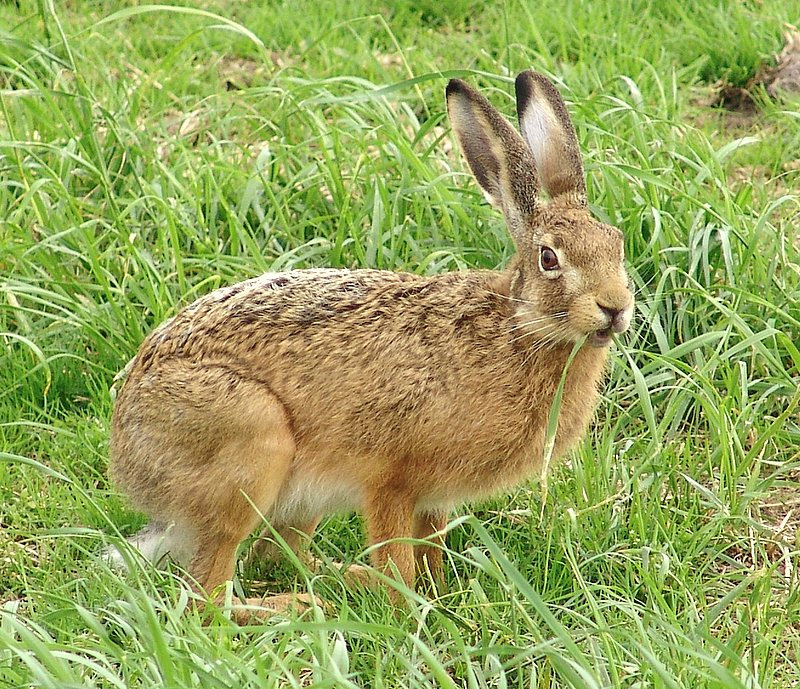
Iepure de câmp

Pe teritoriul administrativ al comunei Bordei Verde se găsesc două arii protejate incluse în rețeaua europeană Natura 2000 în România: Valea Călmățuiului (ROSCI0259) - sit de importanță comunitară și Valea Călmățuiului (sit SPA) - arie de protecție specială avifaunistică (ROSPA0145). Suprafața aflată pe teritoriul comunei a celor două arii protejate este de 583 de hectare, reprezentând circa 7% din suprafața lor totală.
Ariile protejate conservă două tipuri de habitate naturale: Cursuri de apă din zonele de câmpie, cu vegetație din Ranunculion fluitantis și Callitricho-Batrachion și Pajiști și mlaștini sărăturate panonice și ponto-sarmatice și protejează specii importante din fauna și ihtiofauna Câmpiei Călmățuiului.
Vegetația este specifică de câmpie. Marea majoritate a terenurilor sunt ocupate de culturi agricole, iar o mică parte sunt izlazuri folosite pentru pășunat. Exceptând terenurile cultivate, habitatele întâlnite sunt de tip ruderal. În lunca râului Călmățui, ca și pe văile fără scurgere permanentă, se întâlnesc terenuri, pajiști si mlaștini sărăturate panonice si ponto-sarmatice, cu o vegetație moderat până la slab halofilă.:p. 111
Fauna de nevertebrate este reprezentată de numeroase specii terestre. Cele mai comune specii observate sunt: Helix pomatia (melc de livadă), Aranea diadema (păianjen cu cruce), Gryllotalpa gryllotalpa (coropișniță), Decticus verrucivorus (cosaș), Formica rufa (furnică), Apis mellifera (albină), Libellula depressa (libelulă), Coccinella septempunctata (buburuză), Melolontha melolontha (cărăbuș de mai), Pieris brassicae (fluturele alb al verzei), Bombus terrestris (bondar), Musca domestica (musca de casă).:p. 111
Fauna de vertebrate mici este foarte săracă, fiind reprezentată de amfibieni și reptilieni: Lacerta viridis (gușter), Lacerta agilis (șopârla cenușie) si Natrix natrix (șarpe de casă). Avifauna reprezintă componenta faunistică cu cele mai multe specii semnalate majoritatea acestora fiind cantonate în zona așezărilor umane si mult mai puține pe terenurile agricole: Perdix perdix (potârniche), Coturnix coturnix (prepeliță), Streptopelia decaocto (guguștiuc), Cuculus canorus (cuc), Athene noctua (cucuvea), Pica pica (coțofană), Corvus monedula (stăncuță), Corvus frugilegus (cioară de semănătură), Sturnus vulgaris (graur), Passer domesticus (vrabie de casă).
Mamiferele sunt foarte slab reprezentate, fiind observate doar câteva specii: Talpa europaea (cârtiță), Myotis myotis (liliac), Lepus europaeus (iepure de câmp), Microtus arvalis (șoarece de câmp).:p. 112

#### Resursele solului și subsolului

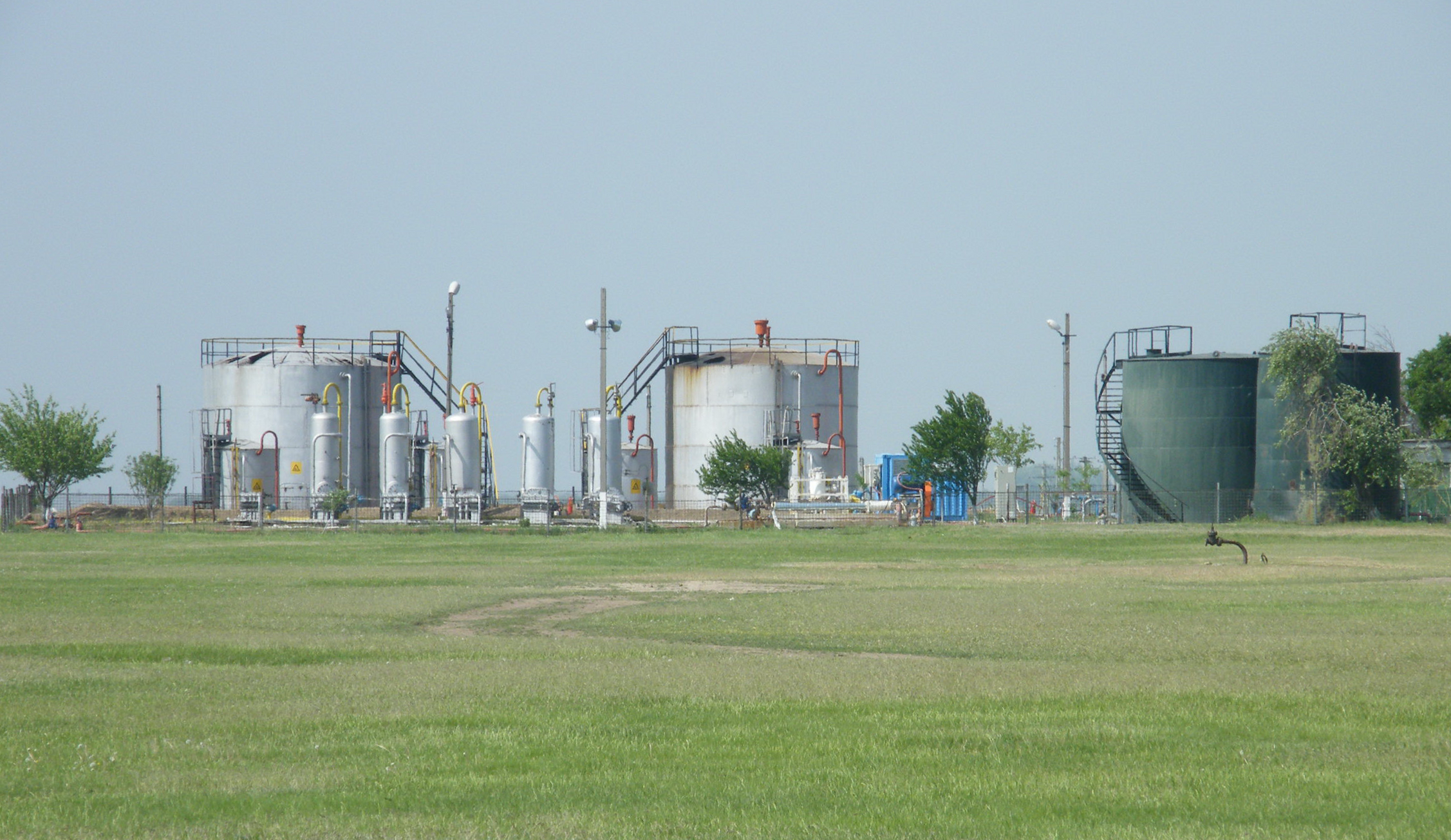
Parc petrolier în zona Bordei Verde-vest

Cea mai mare parte a solurilor comunei Bordei Verde este reprezentată de cernoziomuri de foarte bună calitate și propice pentru dezvoltarea unei agriculturi intensive. Excepția o constituie lunca râului Călmățui (zona Filiu-Lișcoteanca), formată din soluri halomorfe de tipul solonceacurilor, soluri sărăturoase datorate existenței unei pânze de ape freatice cu mineralizare ridicată, la adâncime foarte mică (1-1,5 m). Aceste suprafețe sunt folosite în special pentru pășunat.:p. 22

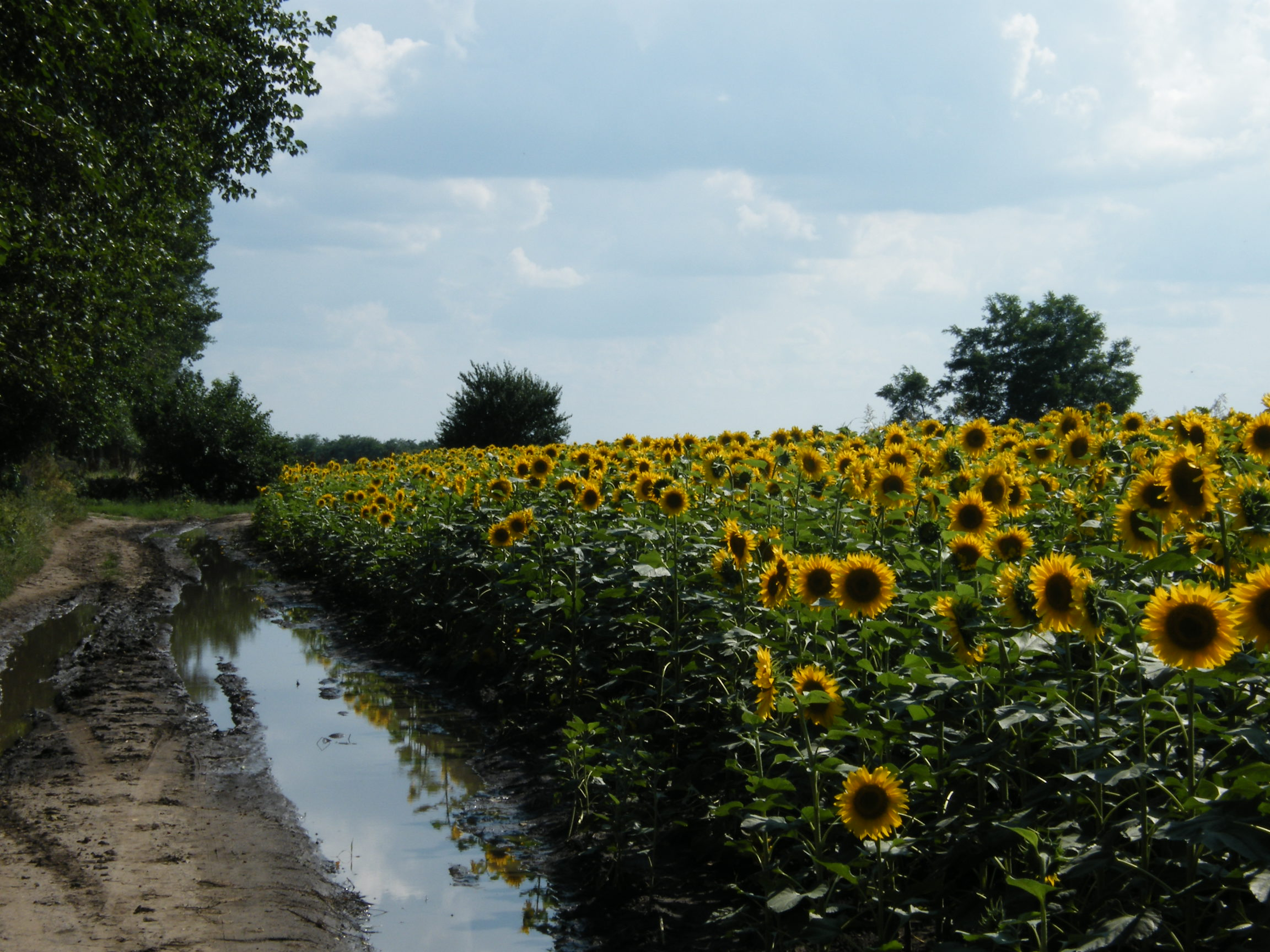
Cultură agricolă - 2011

În a doua parte a anilor 1960 pe teritoriul comunei au fost descoperite importante zăcăminte de petrol și gaze naturale (gaze asociate) în perimetrele Bordei Verde-Est, Bordei Verde-Vest, Lișcoteanca și Filiu.:pp. 16-17
Exploatarea acestora a contribuit la dezvoltarea generală a zonei, prin locurile de muncă create și modernizarea infrastructurii. Această activitate rămâne încă cea mai importantă activitate industrială din comună, deși volumul său s-a restrâns după 1990 prin reduceri de personal, dezafectarea unor sonde, închiderea unor parcuri petroliere, ecologizarea unor terenuri etc.:p. 22:187

### Rețeaua de localități

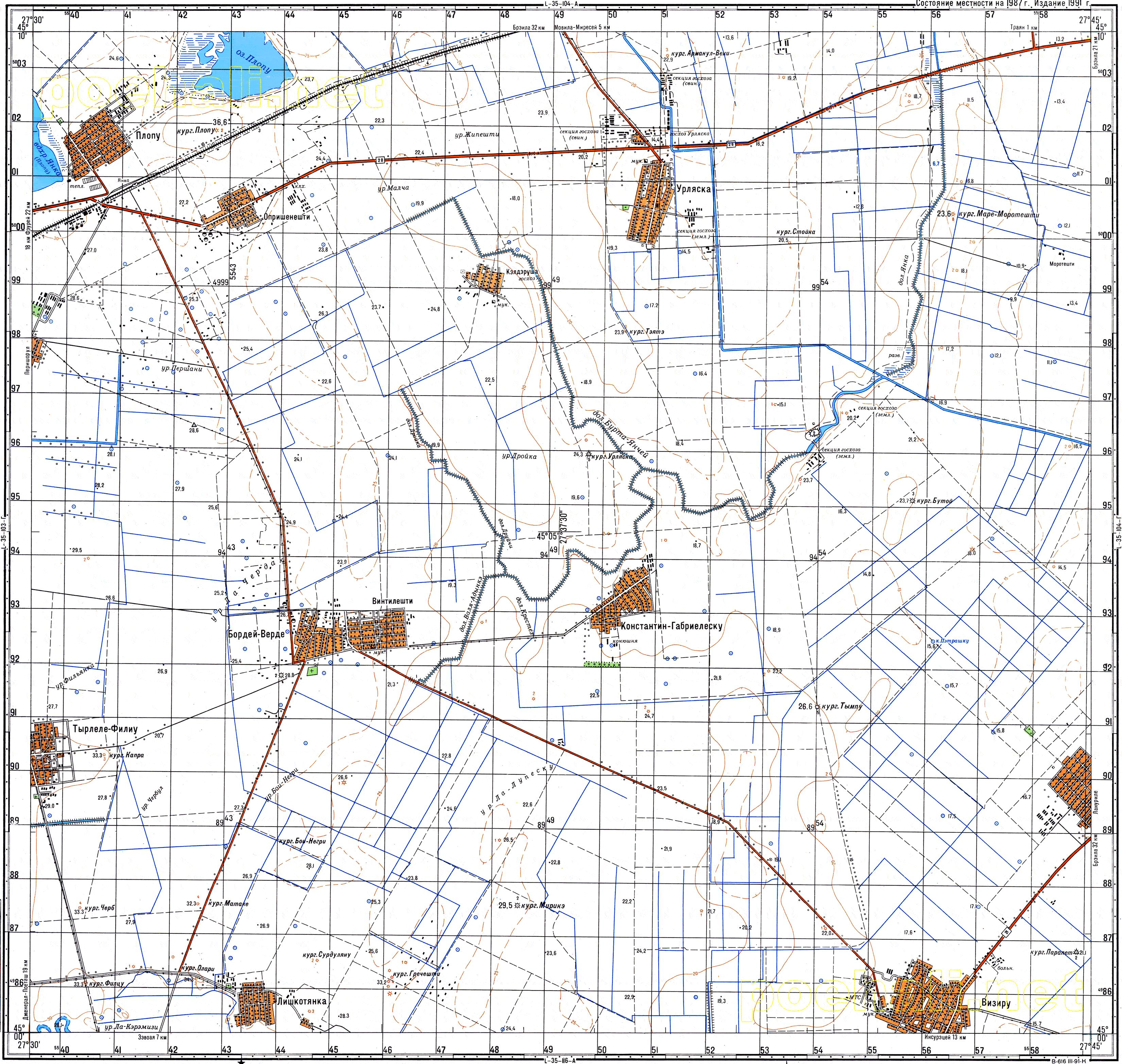
Harta fizică a comunei Bordei Verde

Coordonatele geografice ale satelor comunei sunt prezentate în tabelul de mai jos.
|                | Latitudine | Longitudine | Altitudine |
| -------------- | ---------- | ----------- | ---------- |
| Bordei Verde   | 45°03'59"  | 27°33'58"   | 23 m       |
| C. Gabrielescu | 45°04'18"  | 27°38'12"   | 18 m       |
| Lișcoteanca    | 45°00'15"  | 27°33'07"   | 26 m       |
| Filiu          | 44°59'17"  | 27°31'03"   | 23 m       |

Bordei Verde, localitatea de reședință a comunei, este situată la intersecția a două drumuri județene: DJ 211 - Gara Ianca – Bordei Verde - Zăvoaia - Grivița și DJ 211A - Bordei Verde – Viziru – Cuza Vodă. Satul Lișcoteanca se află la circa 8 km sud de centrul comunei, fiind situat de-a lungul drumului județean DJ 203R - Ulmu - Valea Călmățuiului - Dropia, în apropierea intersecției acestuia cu DJ211. Satul Constantin Gabrielescu se află la circa 5 km est de centrul comunei, de care este legat prin intermediul drumului comunal DC12.
Localitățile învecinate sunt: orașul Ianca la nord și vest, comuna Traian la nord-est, comuna Viziru la est, orașul Însurăței la est și sud și comuna Zăvoaia la sud.:p. 150
În conformitate cu prevederile Legii nr. 351/2001 satul reședință al comunei Bordei Verde este clasificat ca localitate rurală de rangul IV iar celelalte sate componente sunt clasificate ca localități rurale de rangul V. Aceeași lege include comuna în lista cu comunele în care s-au produs scăderi accentuate de populație în perioada 1966 - 1998 între 30 și 50% și care necesită acțiuni de sprijin și revitalizare.
Conform recensământului agricol din 2002, suprafața totală a comunei era de 8.652 ha, din care 204 ha teren intravilan. În comună existau 1.126 de gospodării și 1.079 de locuințe. La recensământul din 2011 au fost găsite ca existând 1.023 de locuințe grupate în 930 de gospodării.

### Locuire și habitat

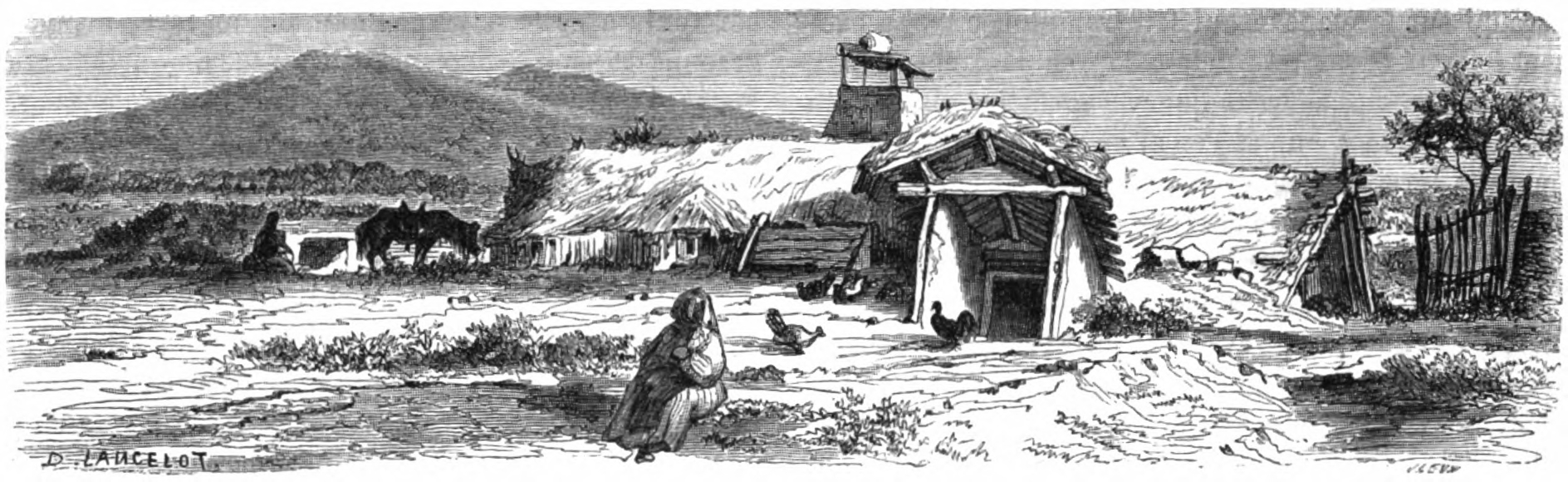
Locuință de tip bordei, 1840

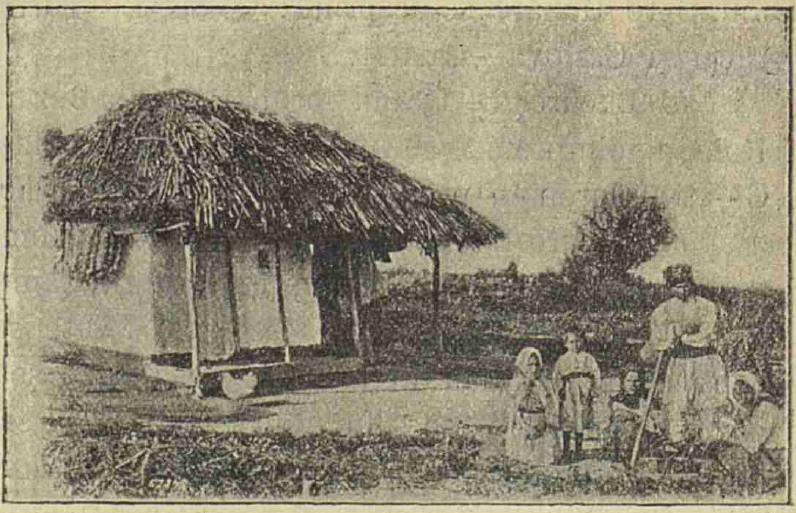
Casă de țăran pălmaș, 1870-1880

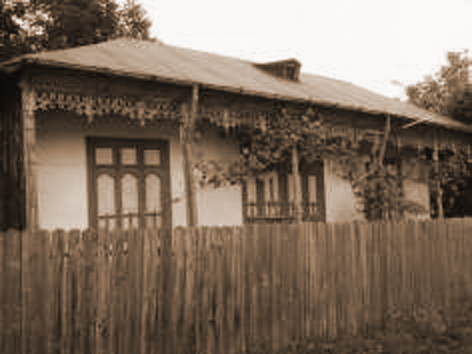
Locuință tipică din perioada interbelică

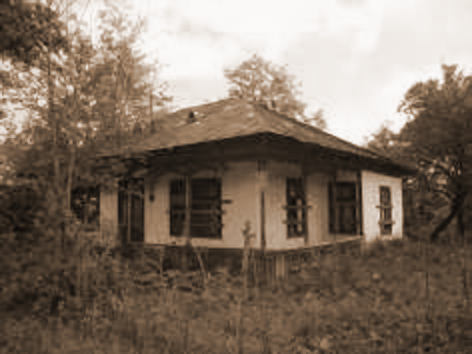
Casă de locuitor înstărit din perioada interbelică, Filiu

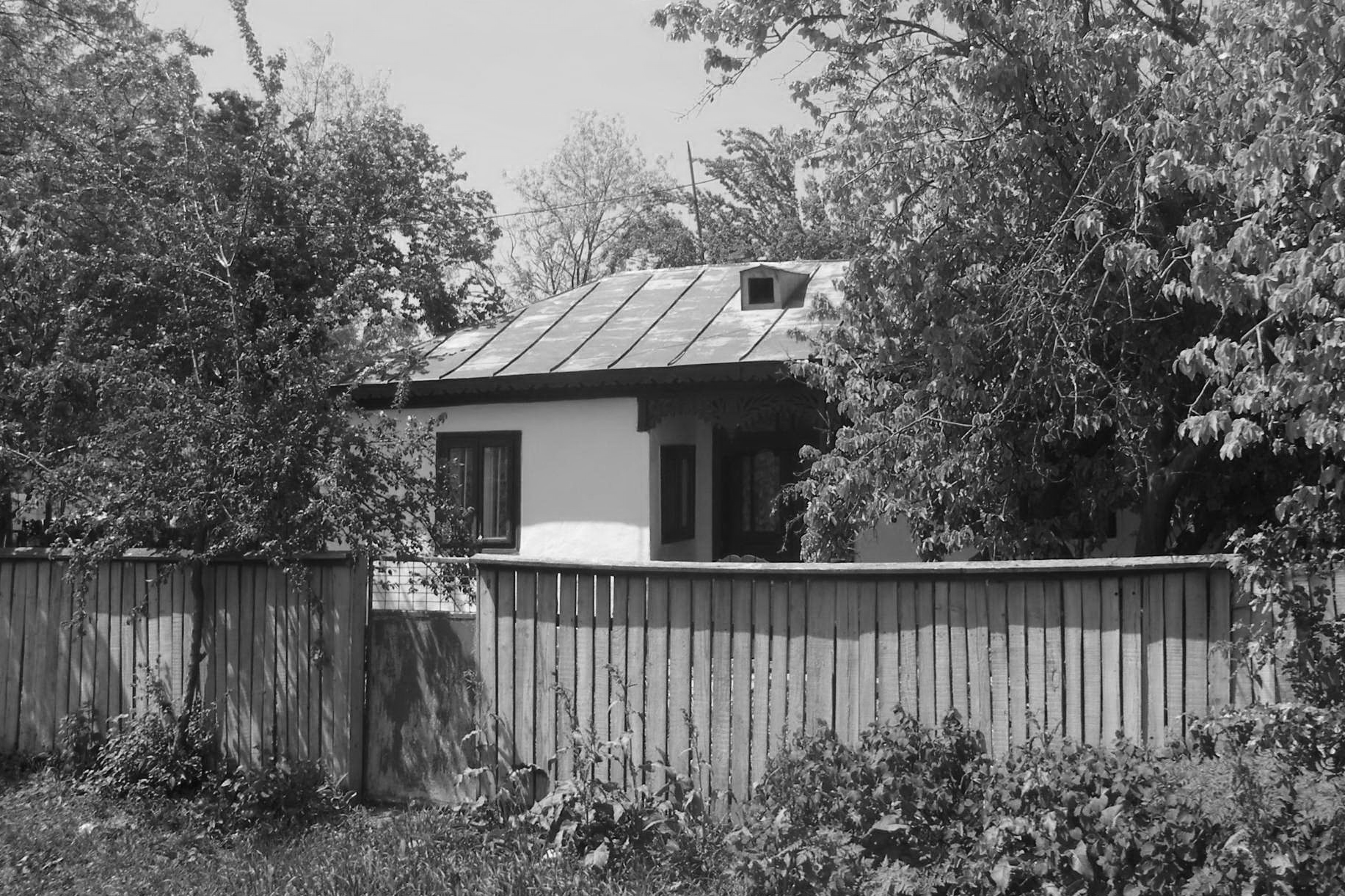
Locuință specifică din anii 1950-60

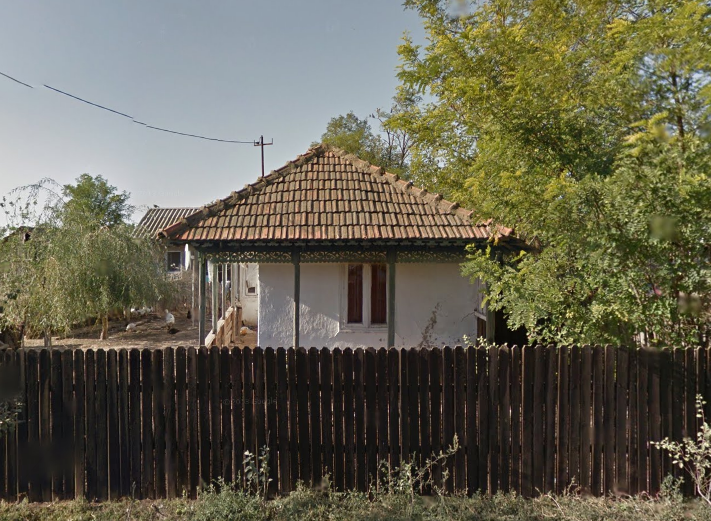
Casă veche din Constantin Gabrielescu

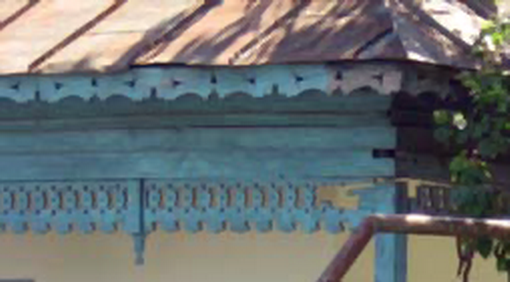
"Florărie" ornamentală

Majoritatea satelor comunei sunt „sate de adunătură”, constituite în a doua jumătate a secolului al XIX-lea, prin comasarea „târlelor” înființate în Bărăgan. Ele au evoluat de la grupurile de locuințe individuale, fără un plan anume, cu vatra satului delimitată de proprietăți agricole sau de elemente naturale, la satul de tip „adunat”, cu loturile de casă bine delimitate. Nucleul în jurul căruia s-au dezvoltat satele a fost constituit din clădirile publice - biserica, primăria, școala, precum și locuințele micilor negustori cu prăvăliile aflate de-a lungul drumurile principale care străbăteau localitățile.:p. 6
Condițiile istorico-geografice specifice au făcut ca până pe la 1850, principala formă de locuință să fie bordeiul îngropat sau semi-îngropat. Un diplomat francez descria casele din Câmpia Brăilei ca fiind gropi în pământ, câteva mizerabile împletituri de nuiele cu chirpici, acoperite cu pănuși de porumb. De câțiva ani, din motive de siguranță, casele au ieșit din pământ, dar tot construite din nuiele și chirpici.:p. 26Aceeași situație va fi confirmată câțiva nai mai târziu de către un călător englez:
Satele prin care am trecut, formate în cea mai mare parte din bordeie, prezentau același aspect deprimant ca acelea pe care le văzusem cu șaptesprezece ani în urmă, nici locuitorii nu erau mai puțin mizerabili. Aceste sate subterane au fost așa de eficient ascunse, cu iarba crescută pe acoperiș încât, dacă nu le dădea de gol fumul pe care îl vedeam făcându-și loc în sus, din pământ, ca un vulcan istovit, am fi putut călări peste ele fără a bănui că dedesubt trăiau mai multe ființe umane.
- Edmund Spencer - Turcia, Rusia, Marea Neagra și Circazia
Începând cu anul 1864, odată cu constituirea comunelor și apariția primelor reglementări privind construcția de locuințe, bordeiele dispar treptat locul acestora fiind luat de primele case de suprafață. Ele erau locuințe scunde, cu pereții ridicați din chirpici, vălătuci, sau pur și simplu lut, cu acoperișul din trestie, coceni sau paie, cu podeaua din lut bătut cu maiul, cu ochiuri mici de fereastră, de cele mai multe ori goale sau, mai târziu acoperite cu bășici de porc sau hârtie. Ulterior apar pereții și tavanele din nuiele lipite cu lut, sau pereții din paiantă: schelet de lemn cu umplutura din chirpici sau lut simplu. Într-un raport de inspecție de la 1895, medicul județului Brăila nota că la Bordeiu-Verde stradele sunt regulate, bine întreținute, casele sunt făcute de gard, lipite cu pământ, cu câte două trei camere, destul de înalte luminate prin ferestre mari, mobile. Ele sunt în genere nepardosite cu scânduri au o tindă la mijlocul corpului..
Locuința țăranului pălmaș avea o singură încăpere, prelungită obligatoriu spre exterior cu o prispă, cu sau fără stâlpi și parapet. Pentru majoritatea săracă a satului, singura încăpere a casei ținea loc de încăpere de gătit, de luat masa, de dormit și de primit, și chiar de loc de rugăciune. La țăranii fruntași și mijlocași locuința avea două sau trei încăperi. A doua încăpere era exclusiv destinată vetrei, iar când apare cea de a treia, indiferent de cât de numeroasă este familia, ea era ținută drept „camera bună”, destinată păstrării avutului și primirii oaspeților importanți, la sărbători. În perioada interbelică, o casă tipică era compusă din 2 camere pe un antreu și o prispă cu sau fără geamlâc. În partea din spate se găsea o poiată unde era instalată bucătăria. În curte mai erau de regulă un grajd și cotinețe pentru păsări.:p. 6
Construcțiile publice erau de regulă construite din cărămidă cu acoperiș de tablă. Locuințele ridicate după 1950 sunt ridicate din aceleași materiale paiantă cu învelitori din țiglă sau tablă. Locuințele păstrează elemente de arhitectură țărănească: prispa cu cerdac, uneori apare si pridvorul, stâlpii din lemn, benzile din lemn decorate cu motive geometrice sau florale, traforate, așa-numitele florării. Rareori, în această zonă, cerdacul este închis. Curțile sunt împrejmuite cu garduri de lemn.:p. 6
Pe la sfârșitul anilor 60, cerdacul si stâlpii din lemn sunt înlocuiți de terase, pereții sunt tencuiți cu ciment. Noile construcții tind să elimine elementele de decor din lemn, este preferată casa pătrată, cu aspect de robustețe. La mijlocul anilor 70 a început planul de sistematizare a localităților comunei. În satul de reședință au fost construite între 1978-1984 două blocuri de locuințe iar locuințele din cvartalele periferice ale localităților erau propuse spre demolare.:p. 7

### Infrastructura

Școala Generală din satul Bordei Verde

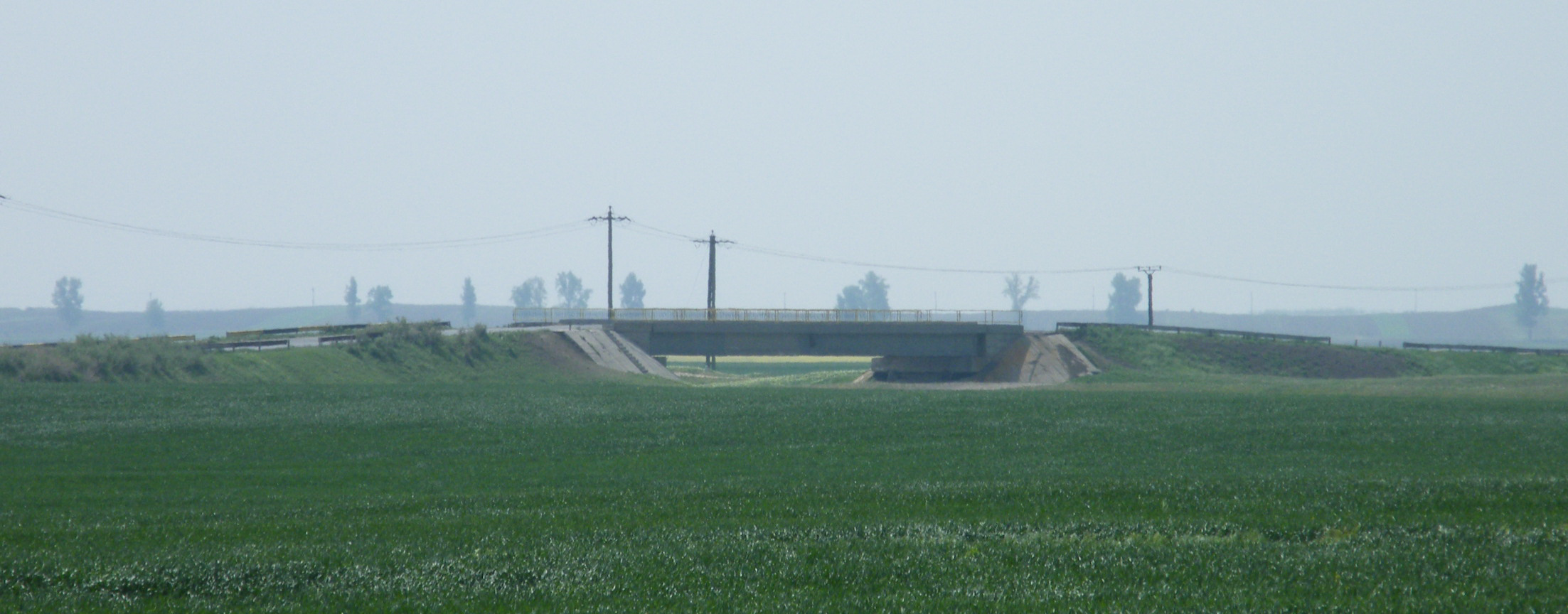
Pod rutier peste Călmățui

Comuna Bordei Verde beneficiază de o infrastructură destul de binedezvoltată, fapt datorat în special necesității de a asigura buna desfășurare a activităților legate de extragerea și transportul petrolului și gazelor naturale, de la exploatările de pe teritoriul comunei. Rețeaua de transport rutier principală este formată din drumurile județene DJ 211 și DJ 211A, (ambele asfaltate), iar sistemul de transport și distribuție a energiei electrice cuprinde linii electrice de medie și joasă tensiune de 110kV/20kV și 0,4kV, precum și o stație de transformare 110/20kV în localitatea Bordei Verde. Satul de reședință este legat printr-o magistrală de comunicații de fibră de sticlă, iar în toate satele componente există rețea de telefonie fixă și acoperire de către principalele rețele de telefonie mobilă.
Infrastructura socio-edilitară este formată dintr-o școală generală în reședința de comună cu localuri în toate satele componente, o grădiniță în satul Bordei Verde, trei cămine culturale (în prezent fiind renovate și funcționale doar cele din satele Bordei Verde și Constantin Gabrielescu), o bibliotecă comunală, un dispensar comunal, un parc public (în satul Bordei Verde, zona Vintilești), alimentare cu apă potabilă, trei biserici ortodoxe și o casă de rugăciuni adventistă.  Agricultura beneficiază de o infrastructură diversificată cuprinzând: sistem de irigații care acoperă toată suprafața agricolă a comunei, sistem de îmbunătățiri funciare și o bază de recepție și depozitare produse agricole aparținând S.C. Prutul S.A Galați.
Principalele lipsuri în domeniul infrastructurii sunt reprezentate de: lipsa infrastructurii feroviare (cea mai apropiată gară este Gara Ianca fiind situată la 8 kilometri de satul Bordei Verde), lipsa alimentării localităților cu gaze naturale și lipsa sistemelor de canalizare și a stațiilor de epurare.

## Evoluție istorică

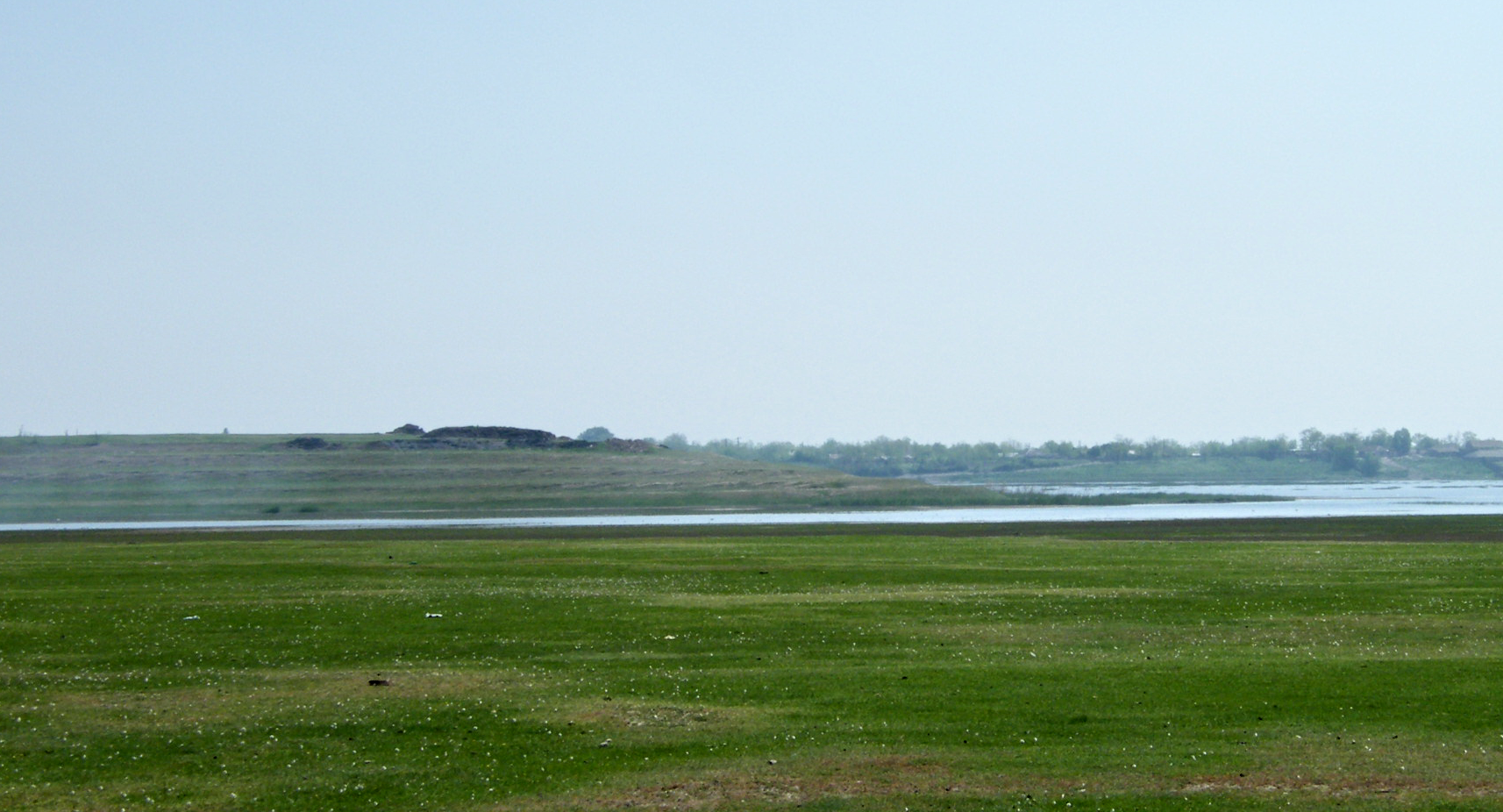
Situl arheologic La Mos Filon, Lișcoteanca

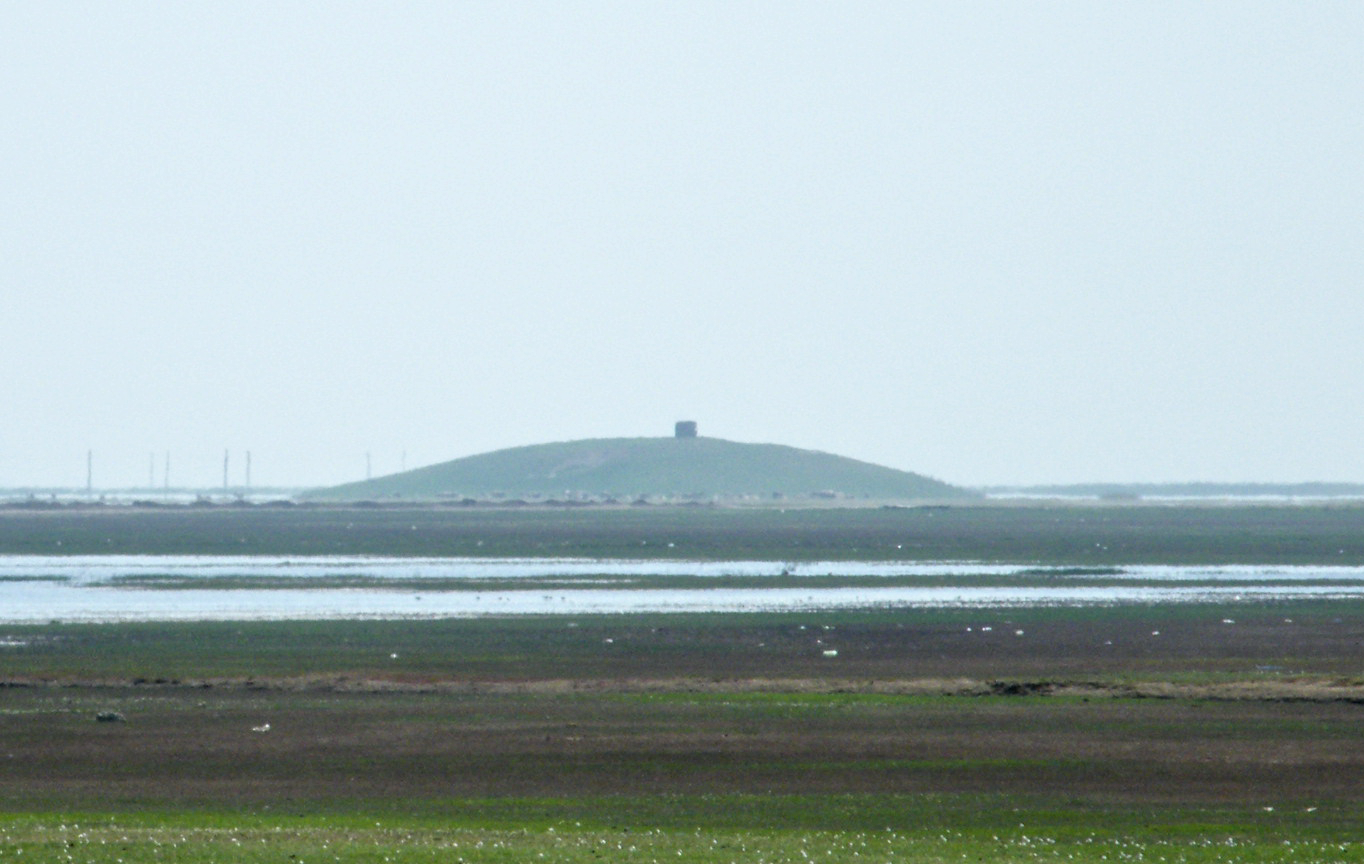
Situl arheologic Movila din Baltă

Evoluția istorică a locuirii pe actualul teritoriu al comunei Bordei Verde este una sinuoasă, neuniformă și cu multe discontinuități, modelată fiind de evoluțiile politice, economice și sociale generale din spațiul Câmpiei Române. În neolitic a fost o foarte însemnată locuire, urmată de dovezi sporadice până pe la mijlocul veacului al XIX-lea și de o dezvoltare accentuată începând cu a doua jumătate a aceluiași secol.:pp. 60-64:pp. 67-84
Un singur obiectiv din comuna Bordei Verde este inclus în lista monumentelor istorice din județul Brăila ca monument de interes local. Este vorba despre situl arheologic de la Lișcoteanca, situat pe un bot de terasă de la marginea de vest a satului, în punctul denumit „Moș Filon” (cod LMI BR-I-s-B-02056). El cuprinde o așezare neolitică aparținând culturii Boian, faza Giulești; o altă așezare eneolitică aparținând culturii Gumelnița (fazele A1 și A2); precum și morminte sarmatice (secolele al II-lea–al III-lea e.n.) și pecenege (secolele al X-lea–al XI-lea e.n.).

### Epoca antică și medievală

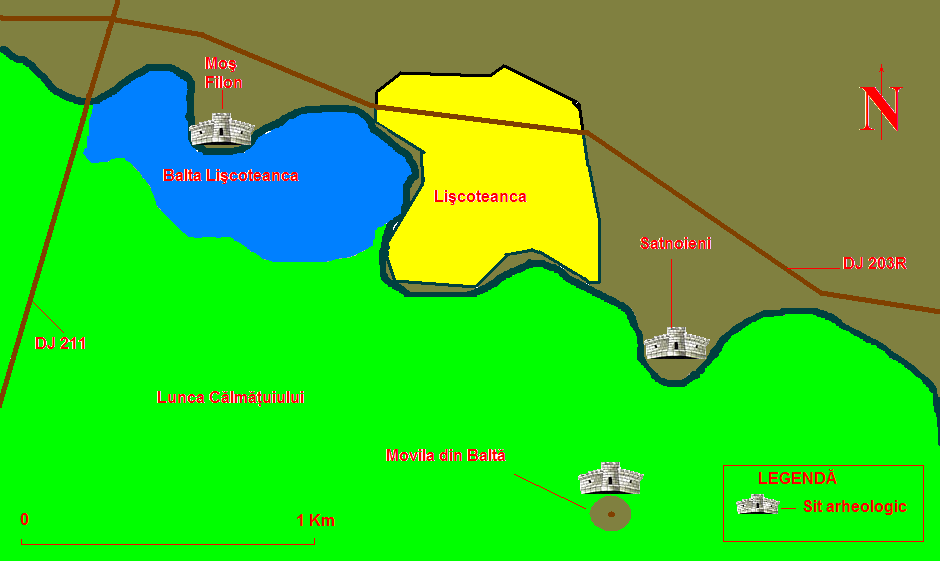
Harta Monumentelor Istorice din comuna Bordei Verde

#### Epoca antică
Importantele cercetări arheologice dintre anii 1971 – 1974 și 1979 – 1980 au condus la descoperirea, pe teritoriul comunei Bordei Verde, în situl arheologic de la „Moș Filon”, lângă Lișcoteanca, a celor mai vechi urme de cultură materială cunoscute până în prezent pe teritoriul județului Brăila, aparținând de cultura Boian II, faza Giulești, care datează din mileniul V î.e.n.:pp. 40-43:pp. 67-84
În siturile arheologice din jurul satului Lișcoteanca („Moș Filon”, „Movila Olarului”, „Movila din Baltă” și „Satnoieni”) au fost descoperite artefacte din diferite epoci istorice, ilustrând atât continuitatea locuirii permanente în zonă, cât și valurile migratoare care s-au deplasat de-a lungul văii Călmățuiului, de-a lungul istoriei.
Din cursul fazei Giulești se cunosc așezări situate pe grinduri sau popine în luncile râurilor, marginile simple de terasă, gorgane, boturi de deal. Preferința oamenilor fazei Giulești de a alege pentru așezările lor grindurile sau popinele din luncile râurilor este argumentată de complexul de pe popina din lunca Călmățuiului (Movila din Baltă), de lângă satul Lișcoteanca.:pp. 40-43
 Următoarea etapă istorică este reprezentată de cultura Gumelnița, fazele AI și AII, ale căror mărturii au fost descoperite în aceleași situri. Cercetările efectuate în nivelurile gumelnițene din faza Gumelnița A2 de la Lișcoteanca și Însurăței demonstrează că aceste așezări au sfârșit incendiate ori au fost părăsite. Faptul că după momentul încetării existenței așezărilor Gumelnița A2, pe locul lor nu s-au mai descoperit așezări stabile, precum și descoperirea unor fragmente ceramice de tip Cernavoda I, a unor morminte izolate și a necropolei de la Brăilița dovedesc că în nord-estul Câmpiei Române, după încetarea existenței așezărilor gumelnițene, s-au instalat triburile de păstori nord-pontici (3.450-3.000 î.e.n.), care au dat naștere culturii Cernavodă I.:pp. 67-84
Următorul nivel de locuire corespunde secolelor al II-lea - al III-lea e.n., epoca migrațiilor sarmaților. Descoperirile din mormintele sarmatice de la Movila din Baltă, Movila Olarului și Moș Filon, constând în arme, ceramică cenușie indigenă și ceramică de import romană, demonstrează existența sedentară a unei populații sarmatice (cel mai probabil din tribul roxolanilor), aflată sub controlul Imperiului Roman.
Au mai fost de asemenea descoperite mărturii din perioada invaziilor pecenego - cumane din secolele X-XI.

#### Epoca medievală
Teritoriul actualei comune Bordei Verde s-a situat de-a lungul întregii perioade medievale la frontiera estică a Țării Românești cu Imperiul Otoman. După 1540, județul Brăila dispare din catagrafiile Țării Românești, ca urmare a anexării Brăilei de către Imperiul Otoman, care a organizat în jurul orașului raiaua Brăilei, ce ocupa mai bine de jumătate din teritoriul fostului județ. Satele rămase în Țara Românească aveau să fie înglobate în județul Slam Râmnic.:p. 275
Această situare la granița cu Imperiul otoman a făcut ca zona actualei comune Bordei Verde să devină de multe ori scena disputelor și luptelor dintre țăranii de pe moșiile vecine, fugiți „la turci” pentru a scăpa de asuprirea stăpânilor și bostangii nazârului din Câșla Vizirului, plecați la pradă în Țară Românească, fapt care a făcut ca nici așezare omenească stabilă să se poată înființa aici timp de aproape 280 de ani.:pp. 67-84

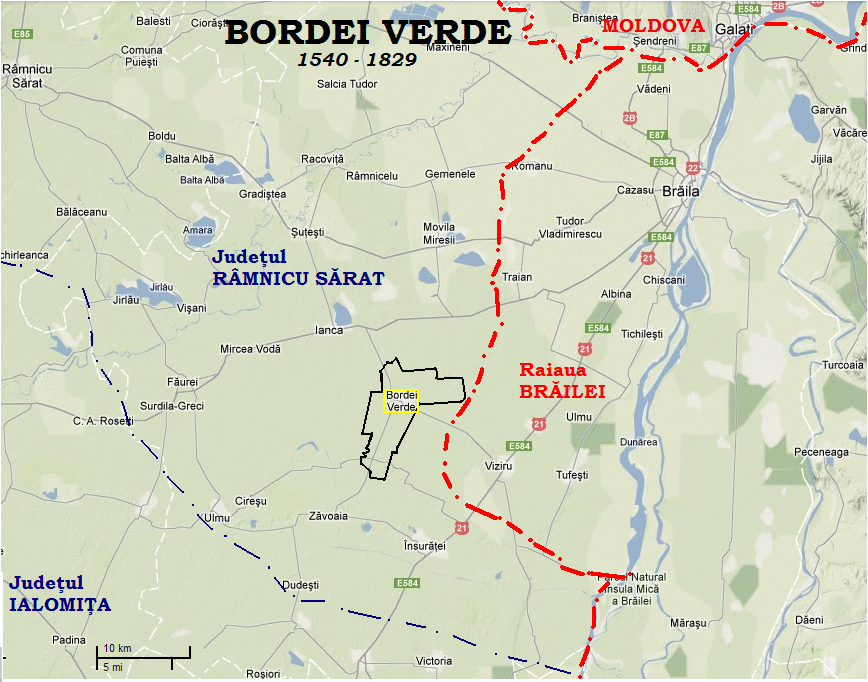
Situația geo-politică între 1540-1829

Formele de locuire și viață socială din Bărăganul Brăilei, constau în locuiri temporare și de multe ori în locuințe subterane, după cum se poate observa din mărturiile călătorilor străini de la mijlocul secolului al XIX-lea. „Bordeiului acoperit de verdeață” era o prezență obișnuită în stepa Brăilei.

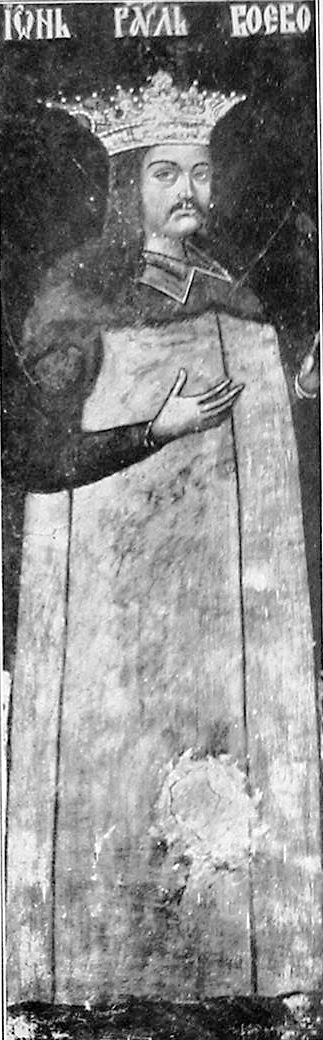
Domnitorul Radu cel Mare

Prima mențiune documentară a unui toponim de pe teritoriul actualei comune Bordei Verde, apare într-un hrisov al voievodului Radu cel Mare din 18 iulie 1505. Este vorba de moșia „Șchiaul”, moștenire lingvistică pe care o regăsim în vechea denumire a actualului sat Constantin Gabrielescu, și anume „Șcheaua Nouă”.
Prezența toponimului „Șchiaul” a fost de-a lungul timpului interpretată ca atestând existența actualului sat Constantin Gabrielescu, ca una din cele mai vechi localități din județ, lucru devenit deja un loc comun în prezent. Chiar dacă hrisovul atestă pentru prima dată un toponim legat de comuna Bordei Verde (prezența moșiei Șcheaua, care acoperea și porțiuni din suprafața actuală a comunei), aceasta nu are nici o legătură cu atestarea vreunei localități componente.
În secolul XIX a existat un sat cu denumirea „Șchiaua” dar acesta era actualul sat Căldărușa din comuna Urleasca. Satul „Șcheaua-Nouă”, fostul nume al actualului Constantin Gabrielescu avea să fie întemeiat la cumpăna dintre secolele al XIX-lea - al XX-lea, prin crearea unui nou amplasament în care au fost mutați toți locuitorii din fostele cătune aflate în zona actualei localități (Crestezul, Mototolești și Burta-Encei). De altfel chiar atribuirea numelui de „Nouă” avea rolul de a evita o confuzie cu „Șcheaua-Veche” (Căldărușa).
Prima localitate menționată documentar de pe teritoriul comunei Bordei-Verde este Lișcoteanca, care apare în actul de donație din 1715 a spătarului Mihail Cantacuzino către ctitoria sa filantropică, Spitalul Colțea.
Actul original de donație nu s-a păstrat, dar conținutul său se regăsește în actele de proprietate ale Eforiei Spitalelor Civile, de unde putem afla că aceasta stăpânea în județul Brăila, printre altele, „moșiile Doiceasa, Șchiaua și Lișcoteanca, dăruite de spătarul Mihail Cantacuzino.”:p. 558

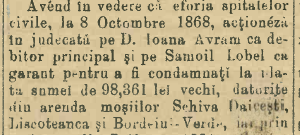
Extras din Monitorul Oficial cu referire la Ioan Avram

Următorul sat care apare în documente este Filiu. Originile satului nu pot fi urmărite decât începând de la 1830, momentul în care, oficial, raiaua Brăilei revine la Țara Românească. Precum majoritatea satelor din zonă, satul s-a dezvoltat dintr-o târlă pe care oierii o foloseau în transhumanța lor. Moșia Filiu intră pe la 1840 în posesia uneia dintre cele mai vechi familii boierești muntene, boierii Budișteanu.
Pe la mijlocul secolului al XIX - lea este întemeiat și satul care dă numele comunei, Bordei Verde. Momentul exact al înființării localității nu este cunoscut cu exactitate, dar cel mai probabil este vorba de anul 1855.

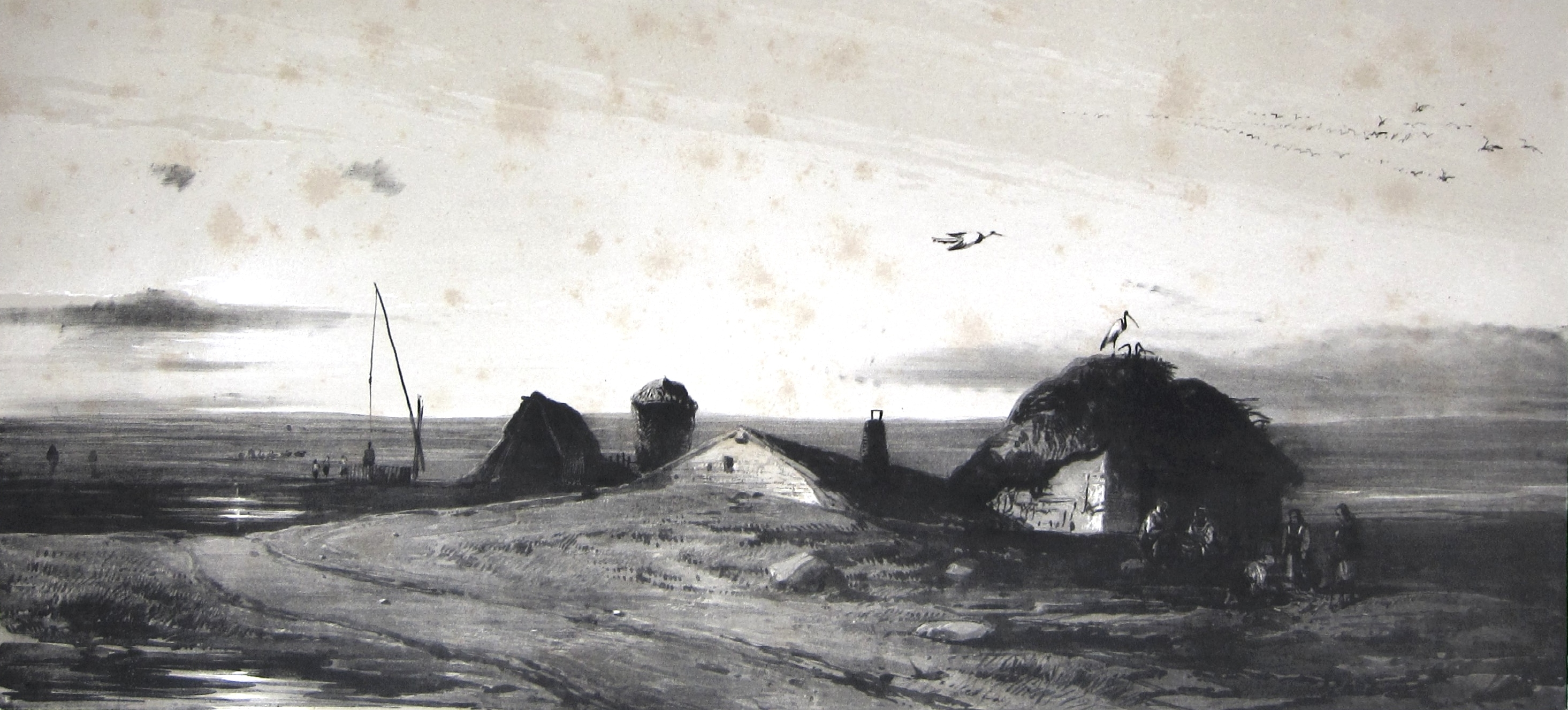
Cârciuma Bordeiul Verde, 1841

Atestarea oficială a satului este legată de apariția în zona teritoriului comunei a unei noi moșii a Eforiei Spitalelor Civile, care era situată în prelungirea moșiei Filiu. Primul arendaș al noii moșii este Ioan Avram (variante Ioana Avram, Ióna Avram), care întemeiază satul clăcașilor noii moșii la circa 10 kilometri nord-est de Filiu, pe drumul mare al Brăilei, lângă cârciuma „La Bordeiul Verde”, loc de popas binecunoscut de pe acest drum. Cârciuma era adăpostită într-un bordei acoperit cu pământ, pe care vara creștea iarba, săpat în movila Bordei-Verde, aflată la ieșirea de sud a actualului sat, pe drumul spre Târlele Filiu, în apropiere de intersecția acestuia cu DJ-211. Originea toponimului este confirmată de studii recente care arată că prima atestare documentară a numelui de Bordei Verde datează cel puțin din anul 1861, fiind folosit în mod continuu din acel moment.
Cârciuma reprezenta un punct important de reper în stepa Brăilei, fiind înscrisă expres pe harta din 1835 a Statului Major al Armatei Ruse, deși fără a-i fi menționat un anumit nume: „la S.E. de Perișoara (Perișoru)”. Faptul că ea funcționa neîntrerupt de atâta timp se datora situării sale „la marginea lumii”, călătorul care pleca de aici având de trecut o porțiune de stepă sălbatică, fără a mai întâlni vreo așezare omenească până la Silistraru.:p. 228
Comuna a cunoscut o dezvoltare mai puternică după anul 1864, când 107 dintre cele 167 de familii din Bordeiul-Verde și 96 de familii din Filiu au fost împroprietărite, prin Legea rurală a lui Alexandru Ioan Cuza. 1864 este totodată și anul în care se constituie și comunele, în sens administrativ, prin aplicarea noii legi de organizare administrativ-teritorială, înființându-se pe actualul teritoriu comunele Bordeiul-Verde și Filiu. La începutul secolului al XX-lea a fost înființat satul Constantin Gabrielescu.:p. 40

### Epoca modernă și contemporană

#### Perioada 1850 - 1918
În a doua jumătate a secolului al XIX-lea, localitățile aflate pe actualul teritoriu al comunei au avut o evoluție încadrată în evoluția generală a situației din țară și în mod specific a evoluției județului Brăila. Are loc un proces de consolidare economico-administrativă în cele două noi comune, caracterizate prin crearea și dezvoltarea instituțiilor (primării, școli, biserici, cămine culturale, etc.) precum și a diferitelor forme de activitate economică (exploatații agricole, mori, bănci populare, comerț etc).
în satul Bordeiul-Verde, școala de băieți este înființată în 1864 iar școala de fete în 1879. Biserica, cu hramul „Sfântul Dumitru”, este înființată la 1869 și rezidită, în forma actuală, la 1881). În comună exista o sucursală a Casei de Economii (CEC), care avea în evidență un număr de 44 de librete cu un sold de 2.570 lei, în anul 1888.
În satul Filiul, școala de băieți ia ființă în 1858, cea de fete în 1881, iar biserica este zidită la 1845, (rezidită la 1873), ctitor fiind clucerul Ioniță Budișteanu. La sucursala CEC din localitate erau înregistrate în anul 1888, un număr de 3 librete cu un sold de 1.888 lei.
La Lișcoteanca întâlnim o școală mixtă, construită în1895. și o biserică, zidită în 1846 În satul Constantin Gabrielescu școala mixtă a fost construită în anul 1909, iar biserica abia după cel de-al doilea război mondial, în anul 1954.
La sfârșitul secolului al XIX-lea și începutul secolului al XX-lea, comunele Bordeiul-Verde și Filiul făceau parte din Plasa Balta a județului Brăila, pe actualul teritoriu al comunei existând următoarele localități (vezi și harta alăturată):

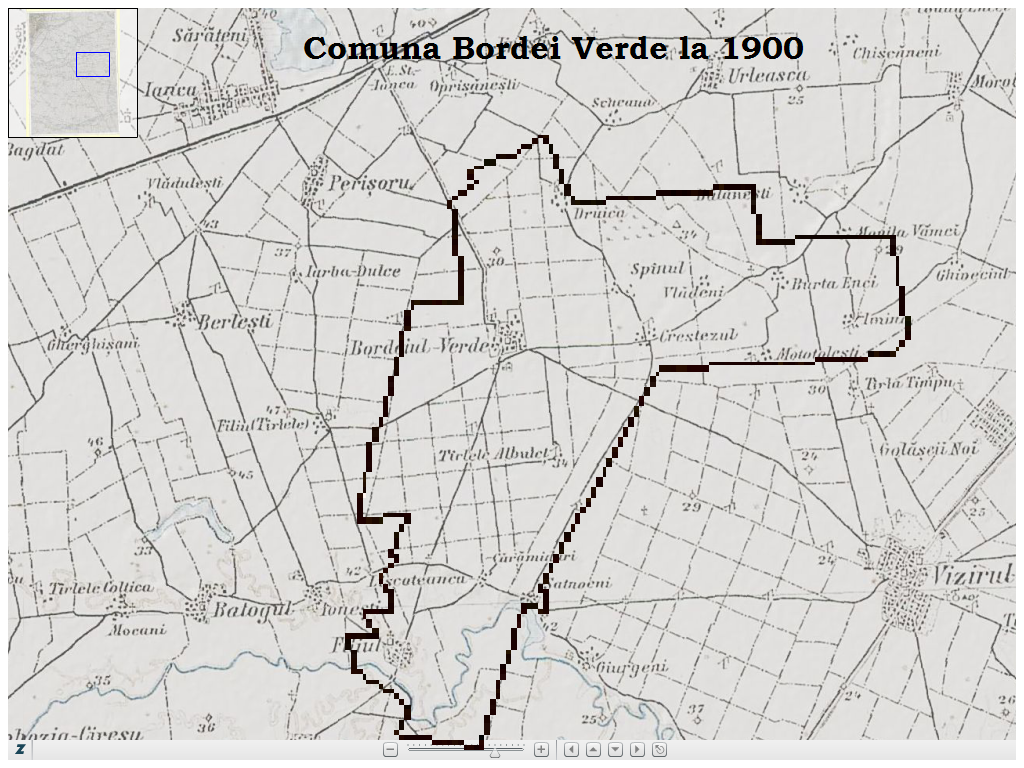
Harta comunei Bordei Verde la anul 1900

- Comuna Bordeiul-Verde cu satul reședință de comună Bordeiul-Verde (193 de gospodării cu 906 locuitori), satul Crestezul (27 de gospodării cu 150 locuitori), cătunele Druica (34 de gospodării cu 155 locuitori) și Mototolești (24 de gospodării cu 109 locuitori) și târlele, Colțica, Vlădeni și Spînul[57]
- Comuna Filiu cu satul reședință de comună Filiul (109 de gospodării cu 539 locuitori), satul Lișcoteanca-Satnoieni (27 de gospodării cu 105 locuitori) și târlele Lișcoteanca-Cărămidari (38 de gospodării cu 138 locuitori) și Albuleț (7 gospodării cu 27 locuitori). Nu sunt date referitoare la populația din târlele Colțica, Vlădeni și Spînul, dar populația lor totală era de sub 30 de persoane. În total, pe teritoriul de azi al comunei se găseau 541 de gospodării cu 2.330 de locuitori.[59]

Caracteristica economică acestei perioade este marea inechitatea în distribuirea beneficiilor economico-sociale, care avea să genereze mișcările de la 1907, câțiva ani mai târziu. Astfel, în vreme ce cele două comune aveau un venit anual de circa 4 lei/cap de locuitor (5.584 lei Bordeiul Verde și 4.022 lei Filiul) Eforia Spitalelor Civile obținea venituri de zeci de ori mai mari numai din arendarea moșiilor lucrate de țăranii din cele două comune::pp. 678–679
| Moșia          | Valoare arendă |
| -------------- | -------------- |
| Bordeiul-Verde | 78.000 lei     |
| Filiul         | 69.000 lei     |
| Lișcoteanca    | 23.000 lei     |
| Total          | 160.000 lei    |

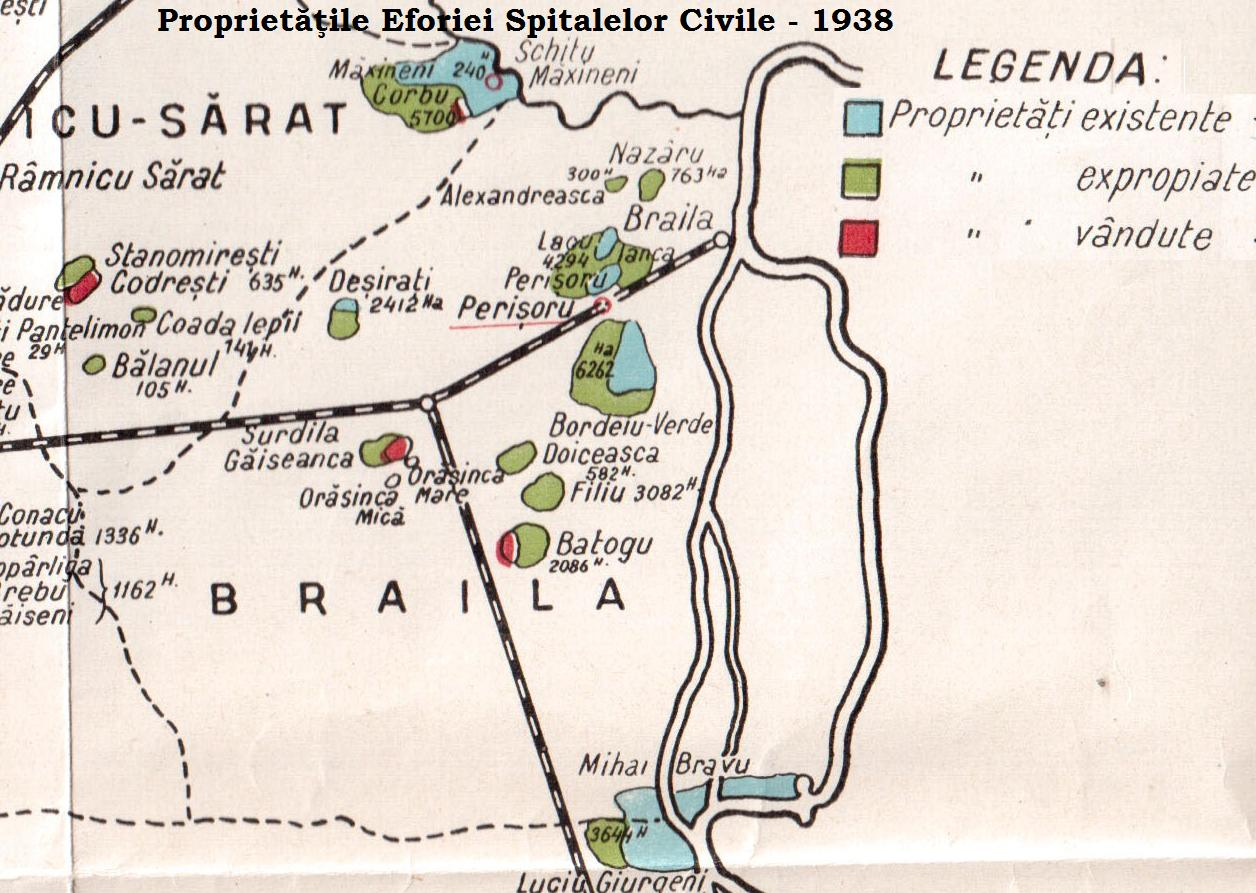
Proprietățile Eforiei Spitalelor Civile în județul Brăila, 1938

O etapă imediat următoare în evoluția administrativ-teritorială este sistematizarea localităților din zona actualului sat Constantin Gabrielescu, prin crearea unui nou amplasament, pe platou și strămutarea locuitorilor din cătunele și târlele împrăștiate pe văile înconjurătoare (Crestezul, Mototolești, Vlădeni, Spânul (Cinci Câini), Burta-Encii și Imina). Satul nou creat a primit numele de Șcheaua Nouă având un plan regulat, cu străzi drepte și perpendiculare pe drumul comunal ce face legătura cu Bordei Verde. Acțiunea de relocare se desfășoară în anii 1904-1906 pe vremea când prefect al județului Brăila era juristul și profesorul Constantin Gabrielescu. Acest fapt este confirmat și de demararea în anul 1908 a demersurilor de construire a școlii din localitate. Constantin Gabrielescu va dona mobilierul pentru funcționarea primăriei din localitate, în semn de recunoștință, în anul 1923, atunci când Șcheaua Nouă va fi declarată comună de sine stătătoare, obștea satului solicitând atribuirea denumirii de Constantin Gabrielescu, pe care o menține și astăzi.
Recensământul din 1912, primul recensământ sistematic din Regatul României avea să consemneze modificări de substanță în structura socială a comunei. Două fenomene se evidențiază: o explozie populațională, cu o creștere spectaculoasă a populației tinere coroborată cu eradicarea practică a neștiinței de carte în rândul aceleiași categorii de populație.

Evoluție populație - 1912 
| Comuna         | Populație sub 20 de ani | Populație peste 20 de ani | Total populație | Evoluție față de 1900 |
| -------------- | ----------------------- | ------------------------- | --------------- | --------------------- |
| Bordeiul-Verde | 1.029 (55,5%)           | 866                       | 1.855           | +24,6% (1.488)        |
| Filiul         | 833 (53,6%)             | 720                       | 1.553           | +76,1% (842)          |
| Total          | 1.862 (54,9%)           | 1.586                     | 3.388           | +68,7% (2.330)        |

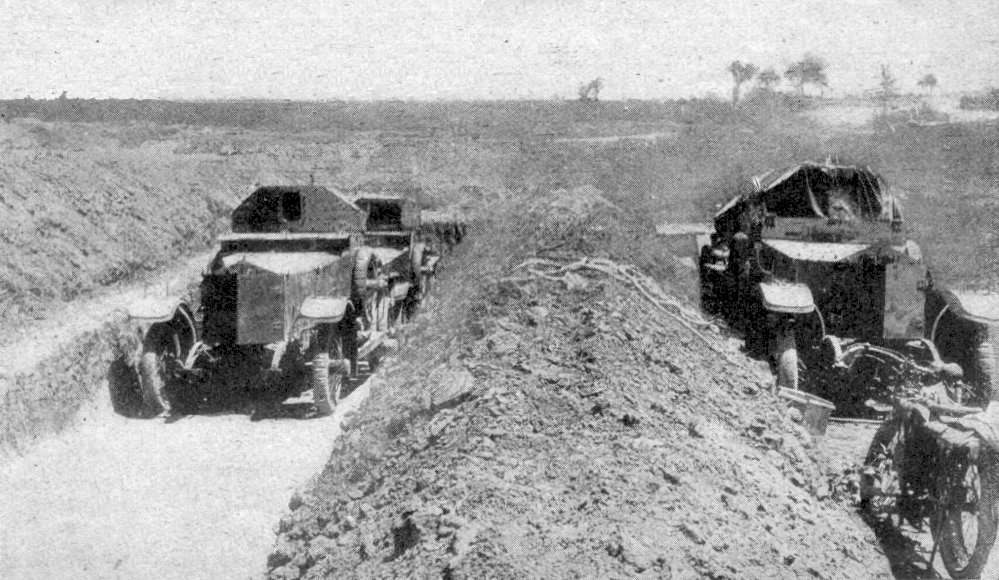
Mașini blindate ale Corpului Expediționar Britanic, folosite în bătălia de la Bordei Verde - Viziru, decembrie 1916

Nevoia de pământ și justiție socială a fost permanent un motiv de nemulțumire care a îmbrăcat diferite forme, de la manifestele îndemnând la revoltă lipite de tinerii Gheorghe Mocanu și Radu Mânecă la 1906 până la începutul de răscoală din martie 1907, înăbușit rapid de intervenția energică a armatei.
Teritoriul comunei avea să fie câmp de bătălie în dramatica campanie din toamna anului 1916, aflându-se pe aliniamentul Râmnicu-Sărat – Viziru, unde trupele Armatei a II-a au luptat și rezistat eroic în cursul lunii noiembrie 1916, pentru a asigura retragerea autorităților statului și a Armatei Române în Moldova.
Un aspect puțin cunoscut este faptul că pe aliniamentul Bordei Verde - Viziru s-a dat în perioada Crăciunului anului 1916 prima mare confruntare motorizată de pe teritoriul României dintre trupele Corpului Expediționar Otoman și Detașamentul Expediționar Britanic de Mașini Blindate aflat în compunerea Diviziei Rusești de Mașini Blindate, care apăra acest aliniament.

#### Perioada interbelică
Soldații care au luptat în război aveau să fie împroprietăriți prin reforma agrară din 1921. Împroprietărirea s-a făcut prin exproprierea moșiei Bordei Verde aparținând Eforiei Spitalelor Civile, consemnată în procesul verbal din 5 octombrie 1922 al Comisiunii IV județene de expropriere, ocol Viziru, la prețul de 2.600 lei/hectar terenul arabil și 1.900 lei/hectar terenul de pășune din lunca Călmățuiului.

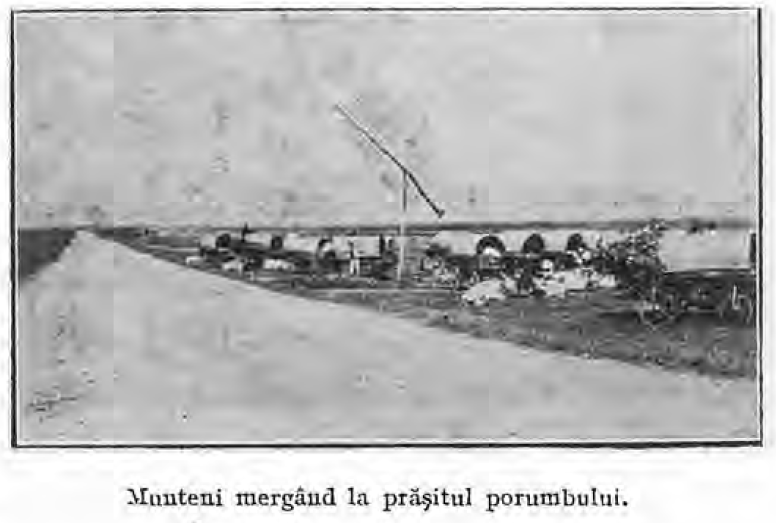
Munteni mergând la prășitul porumbului

Efectul principal, pe plan local, al acestei legi avea să-l constituie apariția unei noi așezări, satul Vintilești, în partea de est a satului Bordei Verde. Localitatea a fost înființată pentru stabilirea locuitorilor din zona montană a județelor Prahova și Buzău, care au fost împroprietăriți cu loturi de teren aici. Satul Vintilești s-a populat efectiv abia după 1930, când locuitorii împroprietăriți încep să renunțe treptat la naveta sezonieră către localitățile lor de origine și să se stabilească definitiv aici. Primul locuitor care s-a stabilit definitiv în Vintilești a fost Vasile Sârbescu, din cătunul Sârbești, comuna Vintilă Vodă, județul Buzău, în anul 1927. De altfel, numele de „Vintilești” a fost ales tocmai plecând de la preponderența numerică a celor împroprietăriți, provenind din această comună buzoiană.
Noii locuitori aveau să fie numiți, ca mai pretutindeni în Bărăgan, „munteni”, spre a-i deosebi de „cojani”, locuitorii vechi ai câmpiei. Localitatea avea să fie numită mult timp de localnici „Satul Nou” pentru a-l diferenția de „Satul Vechi” (Bordei Verde). Vintilești avea să capete oficial statutul de sat distinct de satul Bordei Verde abia în 1947.
Anuarul „Socec” al României Mari, consemnează la 1925, următoarea structură administrativă pe teritoriul actual al comunei: comuna Bordei Verde, în plasa Ianca, cu 1989 de locuitori, compusă din satele: Bordeiu Verde și Scheaua Nouă. și comuna Filiu, în plasa Ianca, cu 1623 de locuitori, având în componență satele: Filiu, Filiu-Târlele, Lișcoteanca-Cărămidari, și Lișcoteanca-Satnoeni
Nefiind un document oficial, datele din anuar, deși foarte importante pentru prezentarea contextului istoric, nu trebuie interpretate în mod absolut. Astfel comuna Bordei Verde este prezentată cu un nume nou („Bordeiu Verde” în loc de „Bordeiul Verde” denumirea oficială cu care era menționat în 1923 în hotărârea de înființare a comunei Constantin Gabrielescu).
În al doilea rând, în 1925 satul Scheaua Nouă nu mai exista și nu mai era în componența comunei Bordeiul Verde, el schimbându-și numele în 1923 în Constantin Gabrielescu, formând începând din acel moment comuna cu același nume.

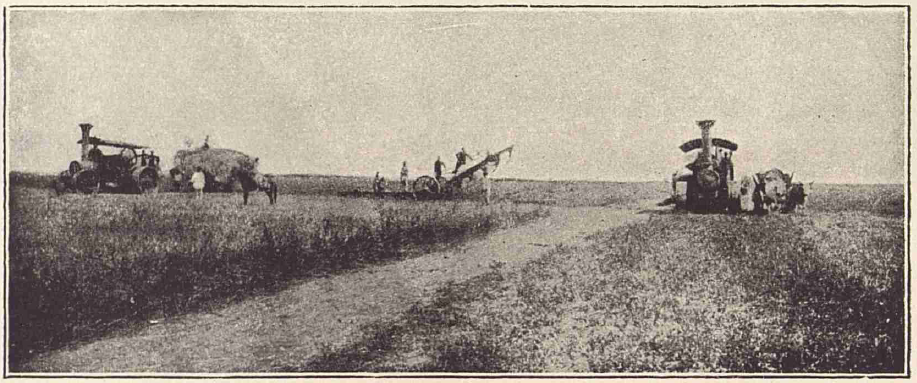
Arat cu pluguri mecanice, 1930-1940

Cel mai probabil anuarul Socec din 1925 este o reproducere actualizată a unei ediții mai vechi. El surprinde deja un început de transformare capitalistă în societatea din comuna Bordei Verde, apărând pe lângă agricultori un număr semnificativ de persoane care se ocupau cu activități ne-agricole: „intelectualitatea sătească” (funcționari publici, învățători, preoți, medici, funcționari ai băncilor populare etc.), proprietari de exploatații agricole, meseriași și comercianți (croitori, dulgheri, fierari, cârciumari etc.) sau muncitori în industria agricolă (morari, dărăcitori de lână, mecanici agricoli etc.). Cel mai relevant aspect economic este prezența activă a băncilor populare, în număr de 3 cu un capital total de 364.758 lei.
| Banca Populară  | Comuna       | Președinte       | Capital Social |
| --------------- | ------------ | ---------------- | -------------- |
| „Vasile Lascăr” | Bordei Verde | Mihai Fodulu     | 202.778 Lei    |
| „Opinia”        | Filiu        | Gheorghe V. Dinu | 87.500 Lei     |
| „Vlăsceanul”    | Filiu        | Consantin Butuc  | 74.480 Lei     |

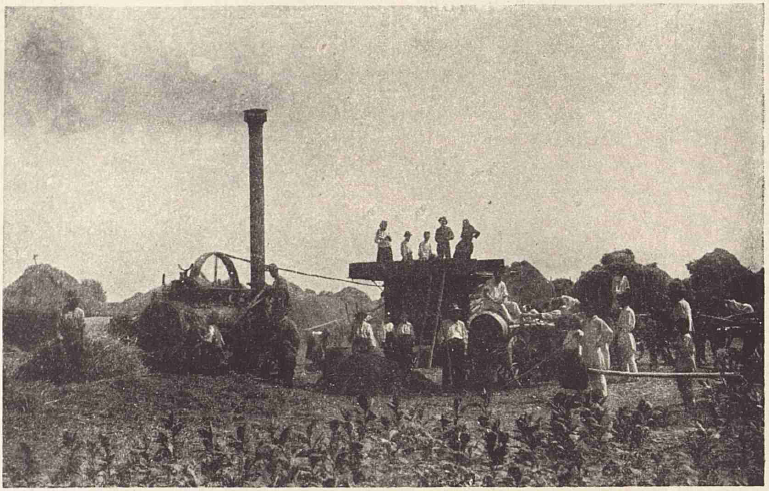
Treierat cu batoza, 1930-1940

În 1931, o nouă reorganizare administrativă, creează pe teritoriul actual al comunei următoarele unități administrative: comuna Bordei Verde cu satul Bordei Verde, comuna Constantin Gabrielescu cu satul Constantin Gabrielescu, comuna Filiu cu satele Filiu și Ionești și comuna Lișcoteanca Cărămidari cu satele Lișcoteanca Cărămidari, Lișcoteanca Satnoeni și Pănești.

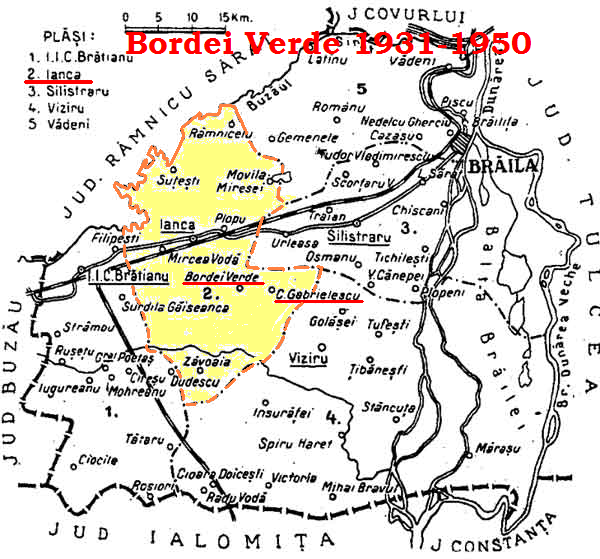
Harta comunei Bordei Verde între 1931-1950

Documentul aduce câteva elemente de noutate. În primul rând, din acest moment numele de „Bordeiul Verde” va fi înlocuit în documentele oficiale cu denumirea „Bordei Verde”, folosită și astăzi. În al doilea rând este pentru prima dată când Lișcoteanca devine comună, și tot pentru prima dată este menționat satul „Pănești”, astăzi dispărut, sat format în jurul exploatației agricole a boierului Petru Pană. (circa 3 kilometri Est de Lișcoteanca).
Între 1931 - 1950 s-a menținut această împărțire la nivel de comune, deși ele au fost arondate la diferitele entități administrative superioare, create și desființate succesiv în această perioadă (Ținut, Județ, Plasă). Acest lucru este confirmat și de un decret al conducătorului statului, mareșalul Ion Antonescu, din 1942, care includea cele patru comune în cuprinsul plășii Ianca, județul Brăila. (vezi harta alăturată.)
Cel de-Al Doilea Război Mondial avea să reprezinte o nouă perioadă dificilă, atât pentru tinerii trimiși să lupte și să moară pentru patrie din Caucaz până la Viena, cât și pentru cei rămași acasă, nevoiți să suporte privațiunile unui regim autohton autoritar și o cvasi-ocupație germană, urmate de un regim dictatorial comunist și o ocupație sovietică. Teritoriul comunei avea să devină din nou câmp de luptă în perioada 26 - 28 august 1944, când trupele sovietice de sub comanda mareșalului Rodion Malinovski duc lupte grele cu trupele germane în retragere, care se apărau pe aliniamentul Buzău-Bordei Verde, ocazie cu care satul Filiu a fost bombardat puternic și distrus în mare proporție.

#### Perioada regimului comunist
Prin Deciziunea Consiliului de Miniștri nr. 1307 din 02 octombrie 1948, „se trece în patrimoniul comunei” (naționalizează) „moara, fosta proprietatea Mircea Nicorescu, din comuna Bordei-Verde”, precum și moara Vlăsceanu din Filiu.

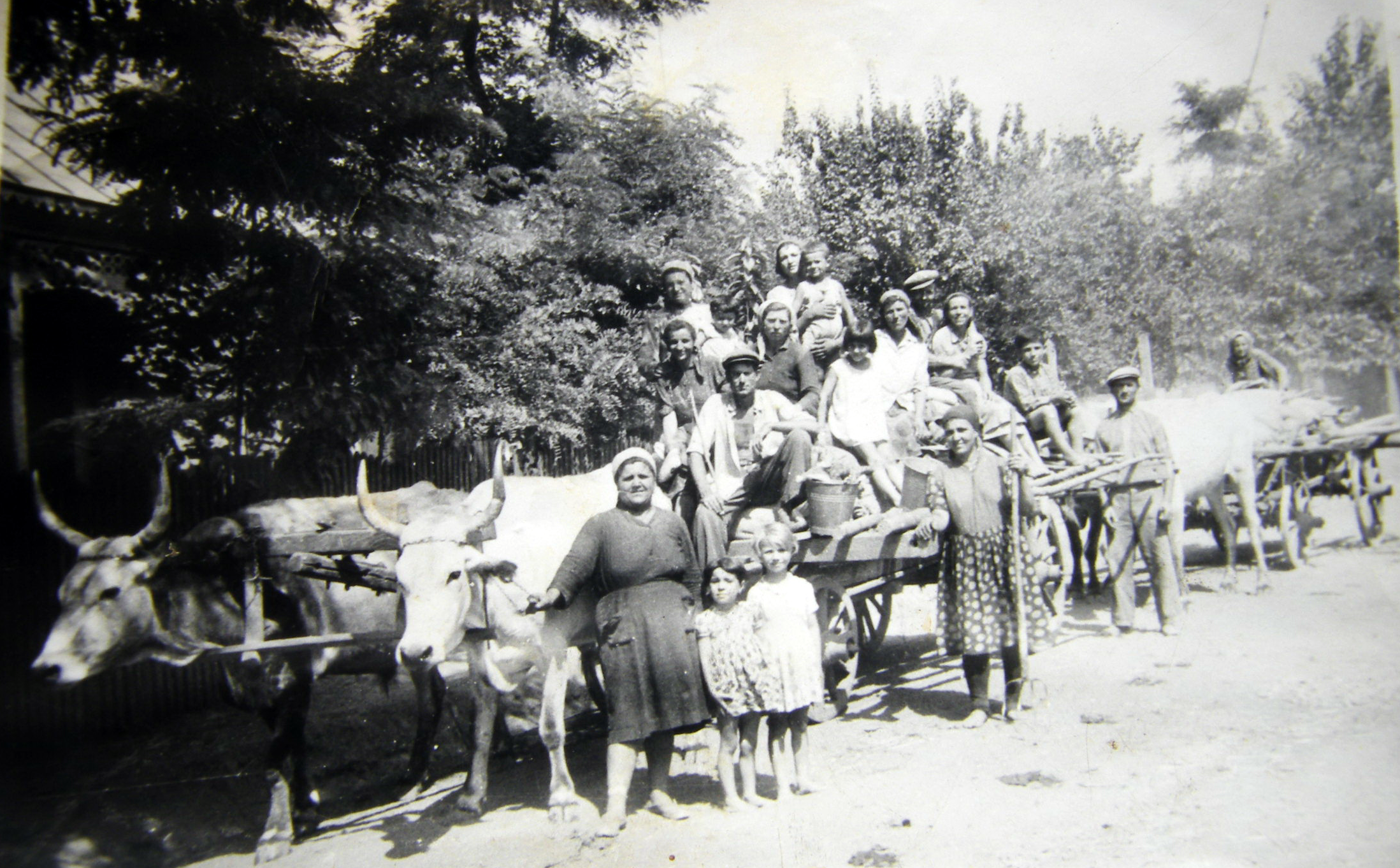
Țărani cooperatori de la CAP „7 Noiembrie”, Vintilești, 1962

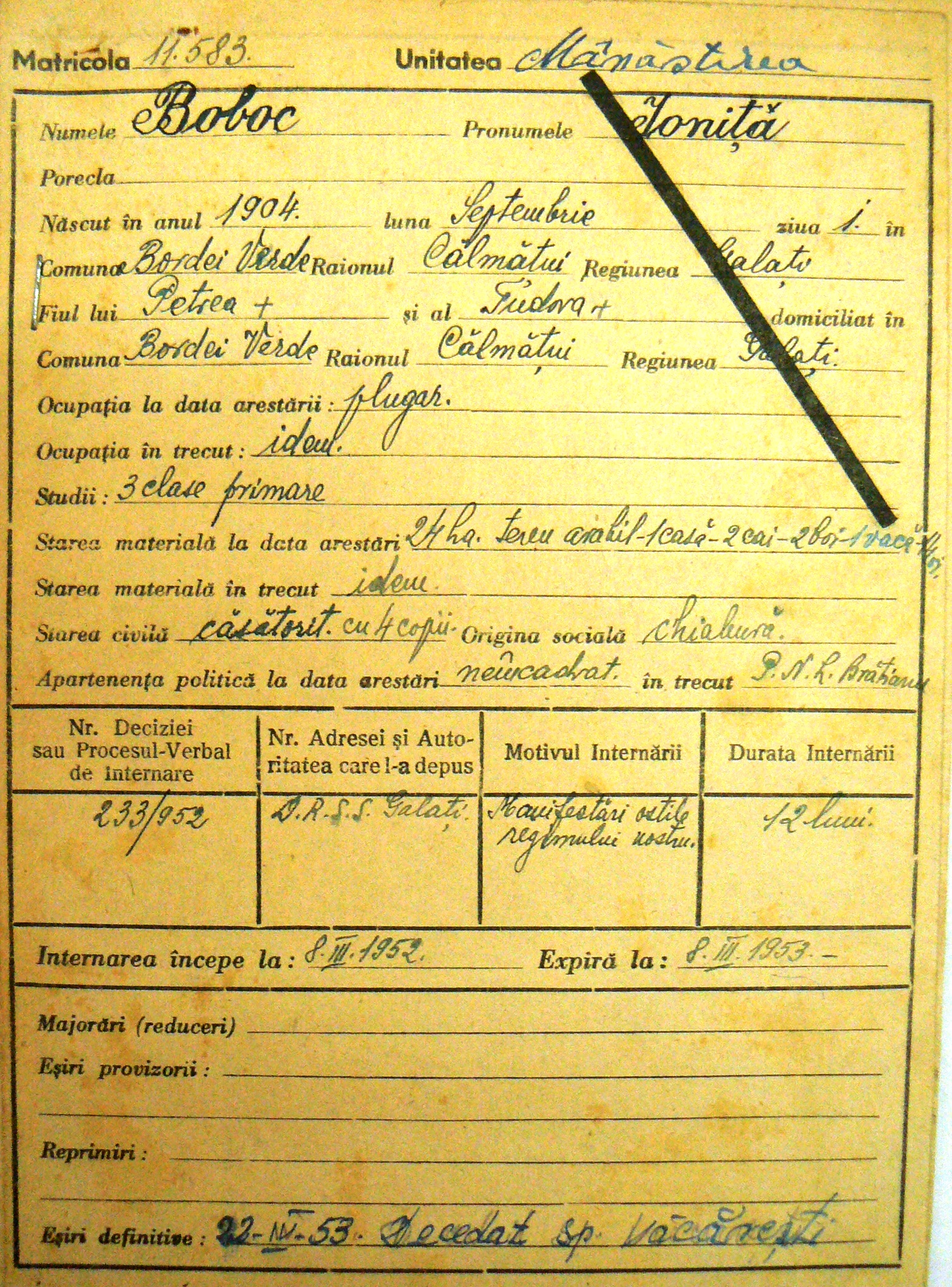
Ioniță Boboc, fișa de detinut politic

Pe parcursul anilor 1950 s-a desfășurat procesul de colectivizare a agriculturii, care a afectat profund structura socio-economică a localităților. S-au înființat cooperative agricole de producție se în toate satele comunei între 1950-1954 iar sub conducerea unor comuniști "cu înalte calități formate la școala muncii de partid ca Vasile Hornea" autoritățile au reușit până la sfârșitul deceniului să-i „convingă” pe toți proprietarii de terenuri agricole să intre în „colhoz”.
Cooperativizarea nu a fost acceptată cu resemnare, opoziția elementelor harnice și fruntașe ale comunității făcându-se simțită, chiar dacă unii dintre ei au suferit suferințe, ani grei de închisoare sau chiar moartea. Dintre aceștia pot fi amintiți: Ioniță Boboc, țăran fruntaș, membru al P.N.L., mort în 1953 la Închisoarea Văcărești, preoții parohi Grigore Bejan din Bordei Verde și Alexandru Matei din Filiu, învățătorul Virgil Popescu de la școala din satul Vintilești sau Nicu Albuleț, mecanic de aviație, din Lișcoteanca.
Ăn același timp au avut loc alte de modificări administrativ-teritoriale. Satele comunei au făcut parte pe rând, în perioada 1950-1968, din raioanele Călmățui, Filimon Sârbu și Făurei din regiunea Galați.
La 16 februarie 1968 este adoptată "Legea nr. 2 privind împărțirea administrativ teritorială a teritoriului Republicii Socialiste România", prin care comuna Bordei Verde este stabilită în componența actuală, în cadrul re-înființatului județ Brăila.
Legea aduce câteva modificări esențiale: se desființează satul Vintilești, prin contopire cu satul Bordei-Verde,:p. 270 se desființează satele Cărămidari și Satnoieni, care se înglobează în satul Lișcoteanca și se desființează comuna Filiu înglobându-se satul Filiu în comuna Bordei Verde.:pp. 101, 223
Inundațiile catastrofale din anul 1970, aveau să conducă la desființarea satului Filiu, sat grav afectat de distrugerile din timpul războiului, când a fost distrus aproape în întregime de bombardamentul Armatei Roșii din ultima parte a lunii august 1944.

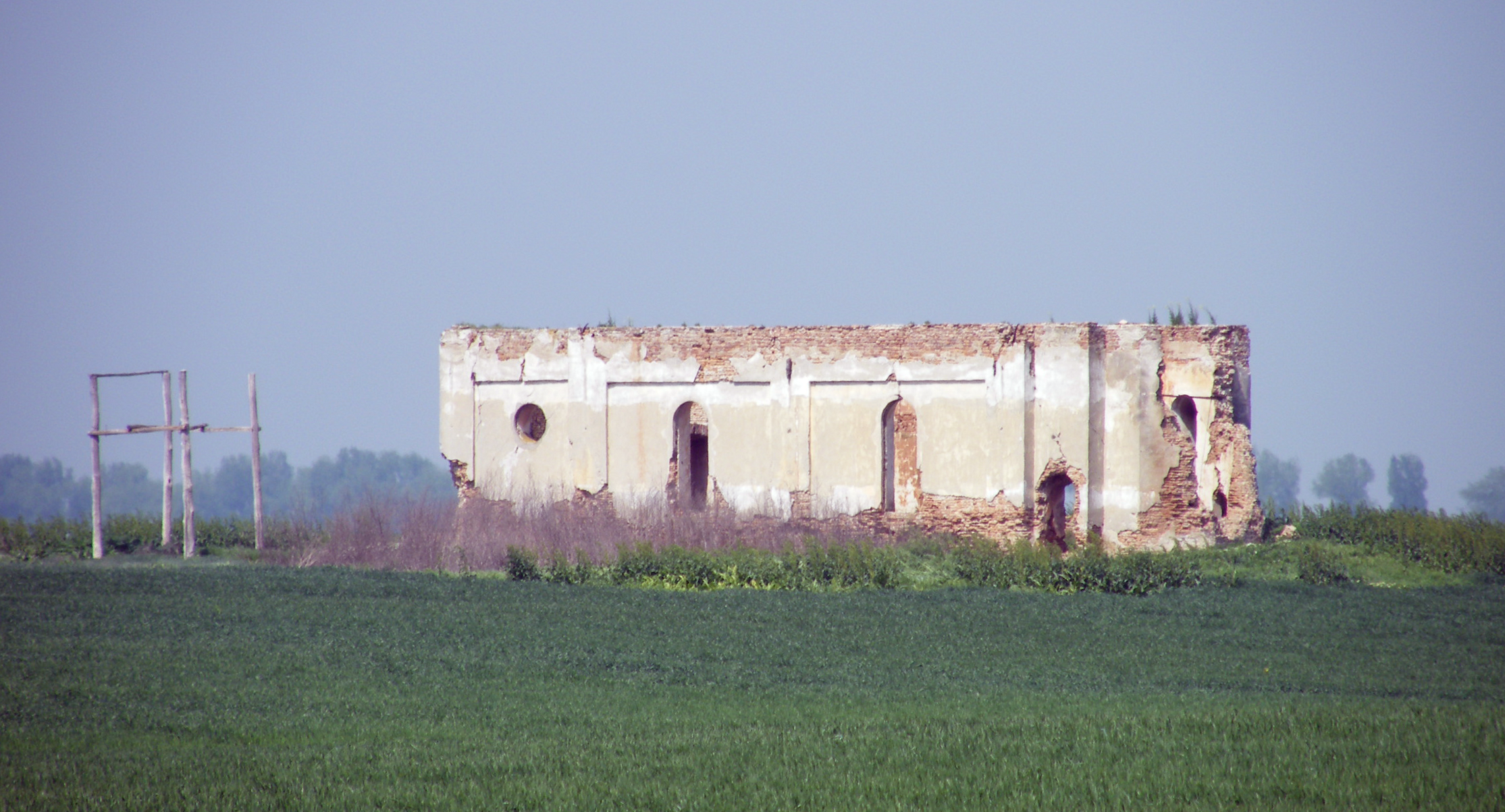
Ruinele bisericii din Filiu

Deja o parte dintre locuitori părăsiseră satul până în acel moment, inundațiile determinându-i și pe cei rămași să-l părăsească și să se stabilească, în special în Târlele Filiu, Ianca și Brăila. În anul 1973 au părăsit vatra satului ultimii locuitori, în marea lor parte bătrâni care nu doriseră să părăsească satul. Vatra satului a fost arată și transformată în teren agricol, în prezent mai putând fi vizibile doar ruinele bisericii și fostul cimitir al satului. (vezi imaginea alăturată)
După 1990 o parte din foștii locuitori din Filiu au revenit creând o zonă cu locuire temporară/sezonieră, situată la mijlocul distanței dintre Bordei Verde și Lișcoteanca.
În perioada anilor 1970-1980 localitățile din comună vor intra sub incidența politicii lui Nicolae Ceaușescu de "sistematizare a satelor", aprobată prin "Legea nr.58/29.10.1974 privind sistematizarea teritoriului și localităților urbane și rurale".
La sfârșitul anilor '70 pe timpul mandatului de primar al lui Aurel Cioran, a fost inițiat și executat un important program de dezvoltare a infrastructurii edilitare a comunei: pietruirea ulițelor noroioase ale satelor, construirea noului cămin cultural din Bordei Verde, construirea noului dispensar comunal, construirea noii grădinițe din fostul sat Vintilești, construirea celor două blocuri de locuințe din centrul comunei, modernizarea rețelei de alimentare cu energie electrică, introducerea telefoniei fixe la abonați individuali, etc.
Înăsprirea generală a regimului politic la nivel național din ultima parte a anilor 1980 s-a răsfrânt și la nivelul localităților comunei. Ulițele localităților au fost închise la extremități cu bariere metalice, pentru a nu permite accesul în sate decât prin câteva puncte bine stabilite și controlate de autorități, în timp ce un număr semnificativ de locuitori au fost anchetați și judecați, în special pentru așa zise „furturi” de produse agricole.

#### După 1989
După revoluția din 1989 comuna Bordei Verde a cunoscut frământările și convulsiile prin care a trecut societatea românească, în general.
La nivel local, cele mai importante evoluții din această perioadă au fost: desființarea cooperativelor agricole de producție și retrocedarea proprietăților agricole, degradarea infrastructurii agricole și a sistemului de îmbunătățiri funciare, apariția a noi forme de asociere agricolă și arendare, diminuarea activității industriale (extracția de petrol și gaze), îmbătrânirea populației, stagnare economică etc.

#### Serviciul militar
Până în 1880 tinerii din comună au executat serviciul militar, de regulă, în cadrul Companiei 3 din Batalionul I a Regimentului 9 Dorobanți, dislocată la Viziru, unde erau încorporați recruții din Plasa Balta.:p. 247 După reorganizarea Armatei din anul 1880, serviciul militar a fost executat în cadrul Companiei 12 din Batalionul III a Regimentului 11 Siret, dislocată la Viziru, Regimentului 3 Artilerie și Regimentului 11 Călărași, ambele dislocate la Brăila.:pp. 99-173 După anul 1910 recruții pentru unitățile de infanterie vor fi încorporați la Regimentul Neagoe Basarab No. 38, nou înființat.:p. 311

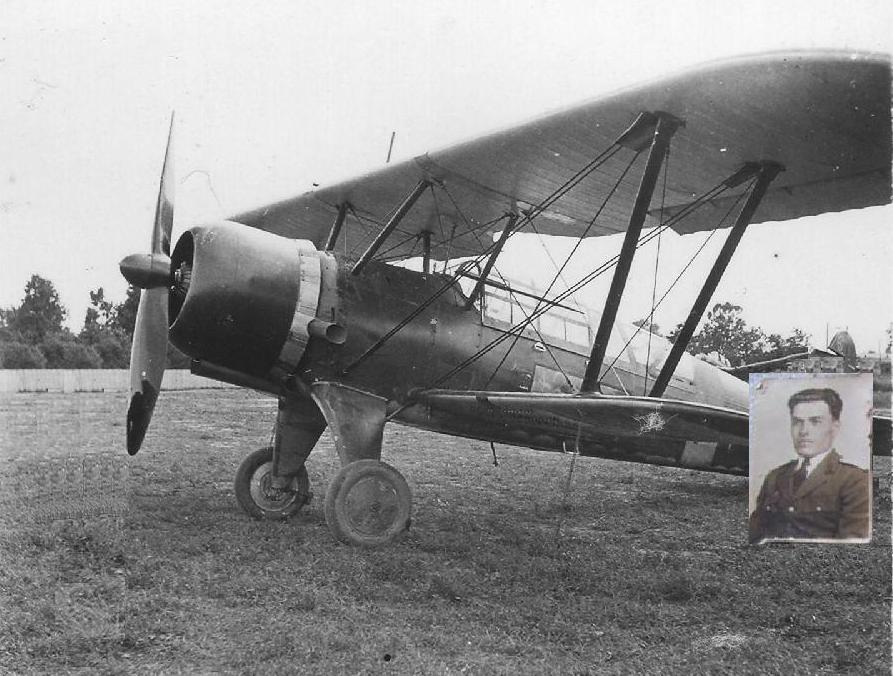
Sublocotenentul erou Mircea Lipan și avionul IAR-37

Soldații recrutați din cele două comune au luptat în Războiul de Independență, în marea lor majoritate în cadrul Regimentului 11 Siret, atunci căzând la datorie și primul erou de război al comunei, soldatul Radu Vlăsceanu, din Filiu, mort în luptele de la Plevna, din 30 august 1877.
În timpul participării României la Primul Război Mondial, soldații din Bordeiul-Verde și Filiu au luptat în cadrul Regimentelor 38 și 78 Infanterie, 3 Artilerie și 7 Călărași, participând la luptele din Dobrogea, Bătălia pentru București și Bătălia de la Mărășești. Viitorii locuitori ai comunei care în urma războiului aveau să fie împroprietăriți aici, au luptat preponderent în cadrul Regimentului 8 Buzău și Regimentului 9 Râmnicu Sărat.:passim:pp. 278-357
Comuna avea să plătească un tribut greu de sânge în cel de-Al Doilea Război Mondial, un număr important din soldații originari din localitățile comunei murind, fiind răniți, luați prizonieri sau dați dispăruți, în special în luptele de Stalingrad și Cotul Donului. Sublocotenentul aviator Mircea Lipan din satul Bordei Verde, a făcut parte din echipajul primului avion românesc doborât de sovietici, chiar în prima zi a războiului de eliberare a Basarabiei, la 21 iunie 1941.

## Structura socio-demografică

### Populația
Componența etnică a comunei Bordei Verde
     Români (95,36%)
     Alte etnii (0%)
     Necunoscută (4,64%)
Componența confesională a comunei Bordei Verde
     Ortodocși (92,88%)
     Penticostali (1,15%)
     Alte religii (1,24%)
     Necunoscută (4,73%)
Conform recensământului efectuat în 2021, populația comunei Bordei Verde se ridică la 2.261 de locuitori, în scădere față de recensământul anterior din 2011, când fuseseră înregistrați 2.654 de locuitori. Majoritatea locuitorilor sunt români (95,36%), iar pentru 4,64% nu se cunoaște apartenența etnică. Din punct de vedere confesional, majoritatea locuitorilor sunt ortodocși (92,88%), cu o minoritate de penticostali (1,15%), iar pentru 4,73% nu se cunoaște apartenența confesională.

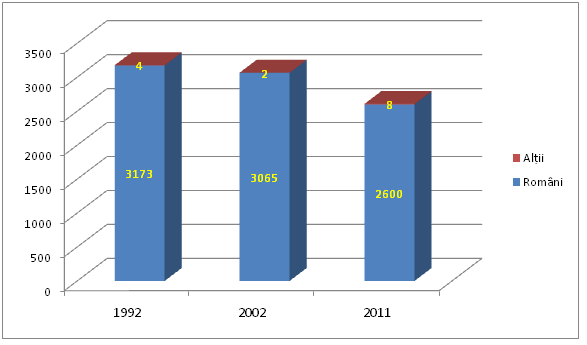
Evoluția populației comune în perioada 1992-2012

După vârstă și sexe, populația localităților este împărțită astfel:
| Grupă de vârstă | Bărbați | Procent bărbați | Femei | Procent femei |
| --------------- | ------- | --------------- | ----- | ------------- |
| 0-14 ani        | 321     | 10,46 %         | 286   | 9,32 %        |
| 15-59 ani       | 867     | 28,26 %         | 776   | 25,30 %       |
| peste 60 ani    | 355     | 11,57 %         | 462   | 15,06 %       |

| Sat                    | Locuitori |
| ---------------------- | --------- |
| Bordei Verde           | 1.569     |
| Constantin Gabrielescu | 844       |
| Lișcoteanca            | 654       |

Pe termen lung se constată menținerea unei structuri etnice stabile la nivelul localităților, fără înregistrarea de fluxuri migratorii semnificative.

### Confesiuni religioase și lăcașuri de cult
| Religie                  | Număr locuitori |
| ------------------------ | --------------- |
| Ortodocși                | 2949            |
| Romano-catolici          | 12              |
| Reformați                | 1               |
| Penticostali             | 62              |
| Adventiști de ziua a 7-a | 35              |
| Creștini de rit vechi    | 1               |

Cultul creștin-ortodox

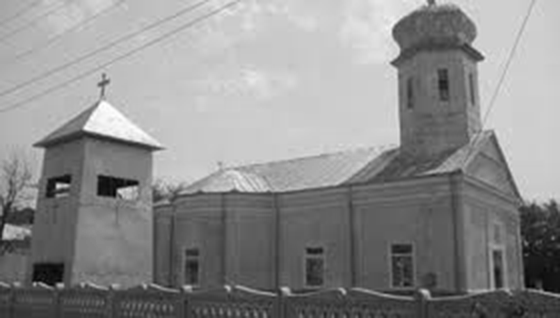
Biserica din Bordei Verde în anii 1980-1990

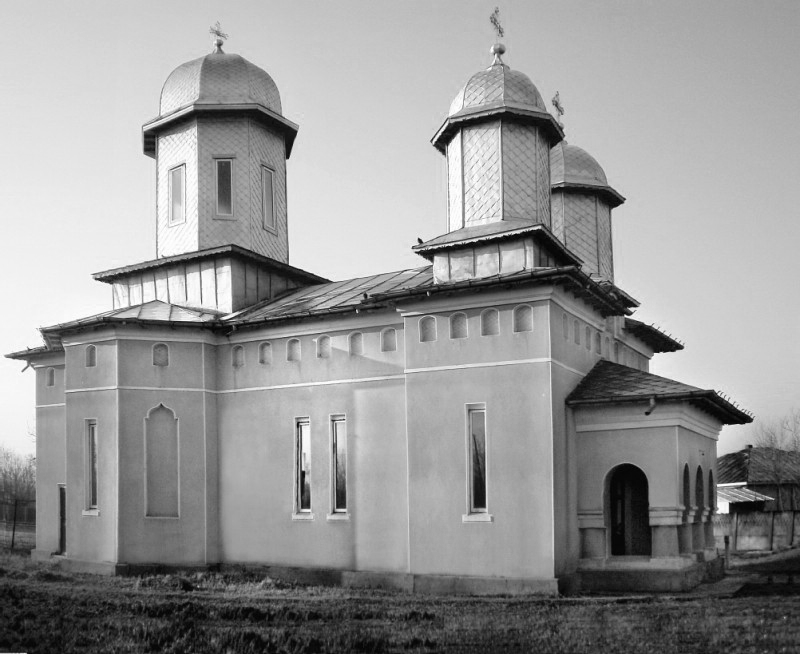
Biserica din Constantin Gabrielescu

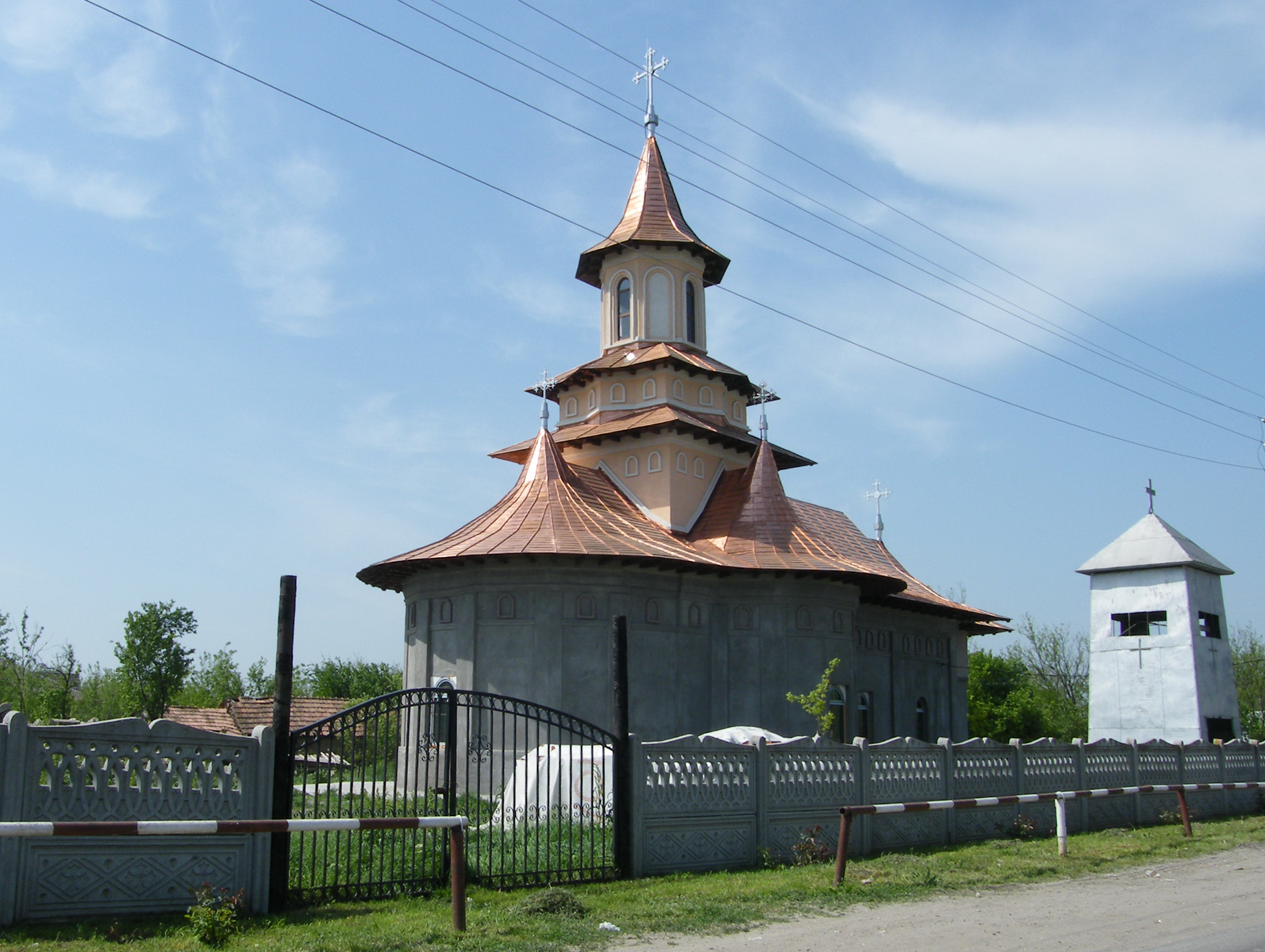
Biserica din Bordei Verde, 2013

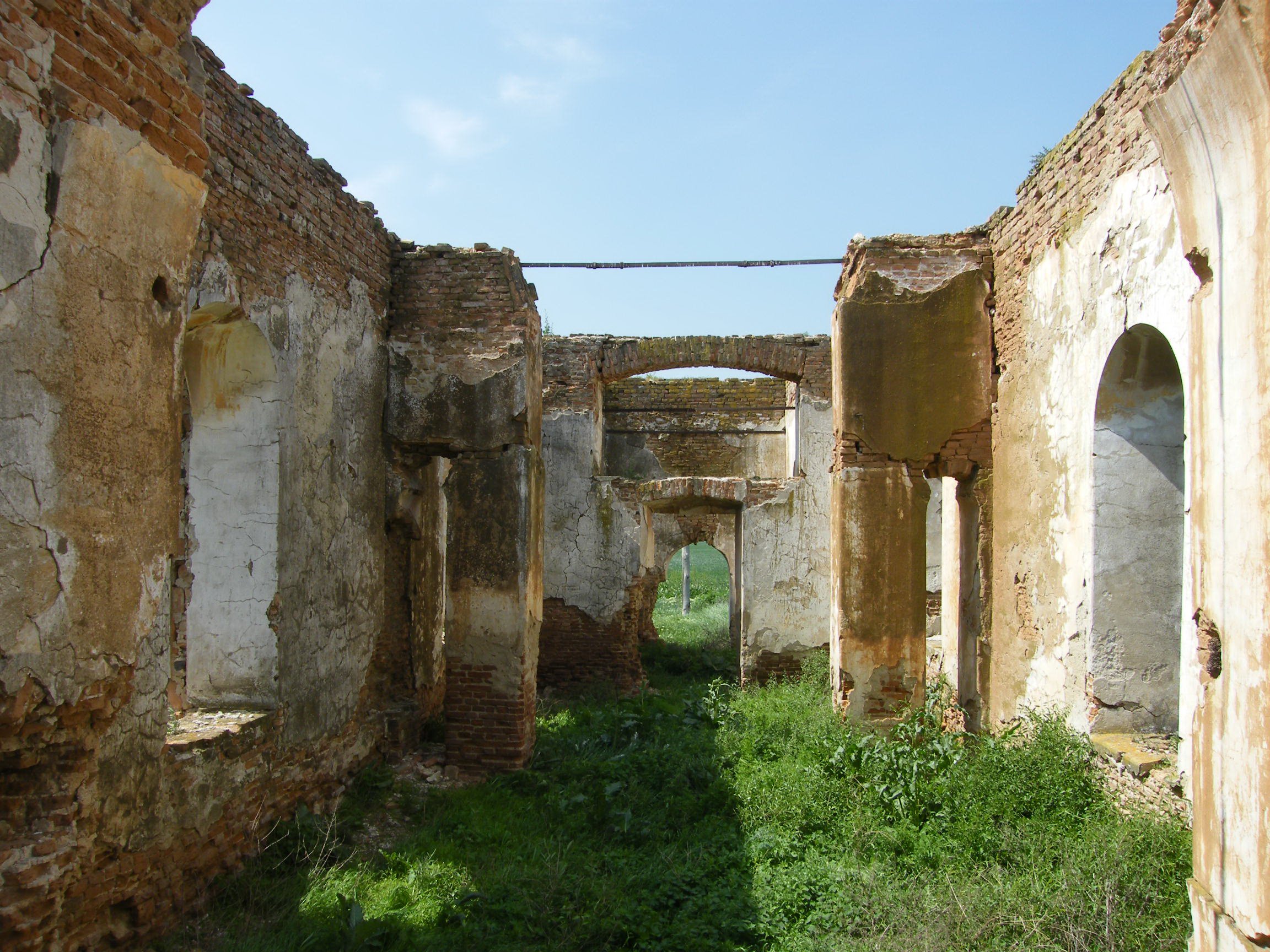
Ruinele bisericii din Filiu

Biserica din satul Bordei Verde, cu hramul Sfântul Dumitru a fost construită între anii 1868 și 1870, pe cheltuiala lui Nicolae Ion Silistrăreanu – cârciumar din localitate, provenit dintr-o cunoscută familie de comercianți din Brăila.:pp. 34-35 Catapeteasma a fost pictată în 1872 de către zugravul Ioniță. Biserica a fost rezidită, în forma actuală, la 1881.
În 1878 parohia Bordei Verde avea 709 enoriași, preot paroh fiind Nicolae (Neagu) Bucur, care va sluji până în preajma Primului Război Mondial.:pp. 118-119:p. 116. Dintre preoții care au slujit ulterior pot fi menționați Grigore Bejan, deținut politic în timpul perioadei comuniste și Gheorghe Marinescu, care avea să ajungă ulterior protopop al Brăilei.:pp. 34-35
Biserica a fost avariată de trupele ruse staționate pe teritoriul României în perioada războiului de independență și de trupele germane și bulgare de ocupație din Primul Război Mondial, precum și de cutremurele din 10 noiembrie 1940 și 4 martie 1977.
A fost reparată capital între 1983-1985, pictată în 1985-1986 de pictorul Ioan Moroșanu din Gura Humorului și resfințită la 27 aprilie 1986 de episcopul Buzăului, Epifanie Norocel.
În timpul reparațiilor din 2012-2015 a fost schimbată major arhitectura bisericii prin adăugarea unui pridvor închis, mutarea turlei de pe pronaos pe naos și înlocuirea celei de tip muntenesc din secolul XIX cu una de tip moldovenesc, precum și înlocuirea acoperirii din tablă zincată cu tablă de cupru.:pp. 34-35
După ce satul Constantin Gabrielescu a devenit comună, în anul 1923, a fost înființată o parohie distinctă în acest sat, primul preot fiind Ilie Ciupercă, ce a slujit până în anul 1954. Între 1954-1990 preot paroh a fost Dan Palaga iar între 1992-2012 Marian Marinescu. În anul 1931 a început construcția bisericii care s-a finalizat în 1954. În această perioadă serviciul religios s-a desfășurat într-o sală de clasă a școlii sau într-o locuință particulară. Biserica a fost sfințită la 18 noiembrie 1962, de un sobor de preoți în frunte cu episcopul Buzăului Antim Angelescu, primind hramul „Sfinții Împărați Constantin și Elena”.
Biserica este situată în centrul satului fiind zidită din cărămidă și acoperiș din tablă galvanizată, are trei turle și un mic pridvor în față. Construcția are un plan treflat, cu un pridvor în stil neo-românesc, catapeteasmă de zid și trei turle în stil muntenesc de câmpie. Are o suprafață de 150mp și nu este pictată. După 1990 au fost executate lucrări de consolidare, reparații la nivelul acoperișului și aplicarea unei noi tencuieli interioare în vederea pictării.
Biserica din satul Filiu a fost zidită la 1845 și rezidită la 1873), ctitor fiind clucerul Ioniță Budișteanu. În 1878 parohia Filiu avea 543 enoriași, preot paroh fiind Constantin Mihălcescu, iar în 1906 este menționat preotul Gheorghe Mihalcea.:pp. 118-119:p. 116
La Lișcoteanca este menționată o biserică, în 1846, dar e posibil ca referința să fie de fapt la biserica din satul alăturat Filiu.
Alte comunități confesionale
Biserica Adventistă de Ziua a Șaptea are comunități în satele Bordei Verde și Lișcoteanca, la recensământul din 2011, 35 de persoane declarându-și apartenența la acest cult. Dezvoltarea comunității începe după anul 1946, când Filofteia Zamfir din localitatea Nucșoara, județul Prhova, se stabilește prin căsătorie în satul Bordei Verde. În 1954 în urma aderării mai multor persoane la cult se înființează biserica adventistă din Bordei Verde, localizată în fostul sat Vintilești.
După 1990 pe teritoriul comunei au apărut și adepți ai cultelor neoprotestante, cea mai importantă comunitate fiind biserica penticostală „Golgota” din Lișcoteanca, numărând 62 de persoane în anul 2011.

### Resursele Umane
Lipsa de-a lungul timpului a unor politici publice de dezvoltare durabilă la nivel local, combinate cu preocuparea scăzută a majorității edililor care au condus comuna, a făcut ca Bordei Verde, deși a beneficiat de premize de evoluție mai bune decât multe din comunele județului Brăila, să se găsească în prezent la un nivel de dezvoltare sub potențialul socio-economic existent.

#### Școală și educație

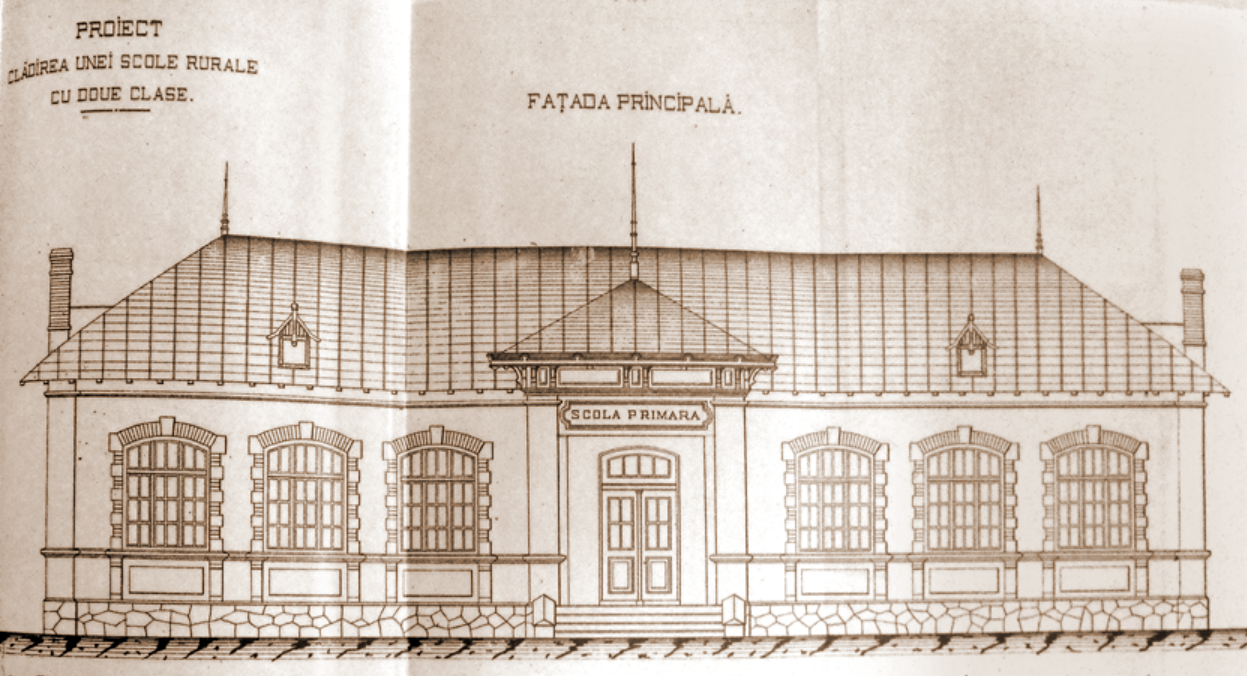
Proiectul școlii din satul Bordei Verde, 1900

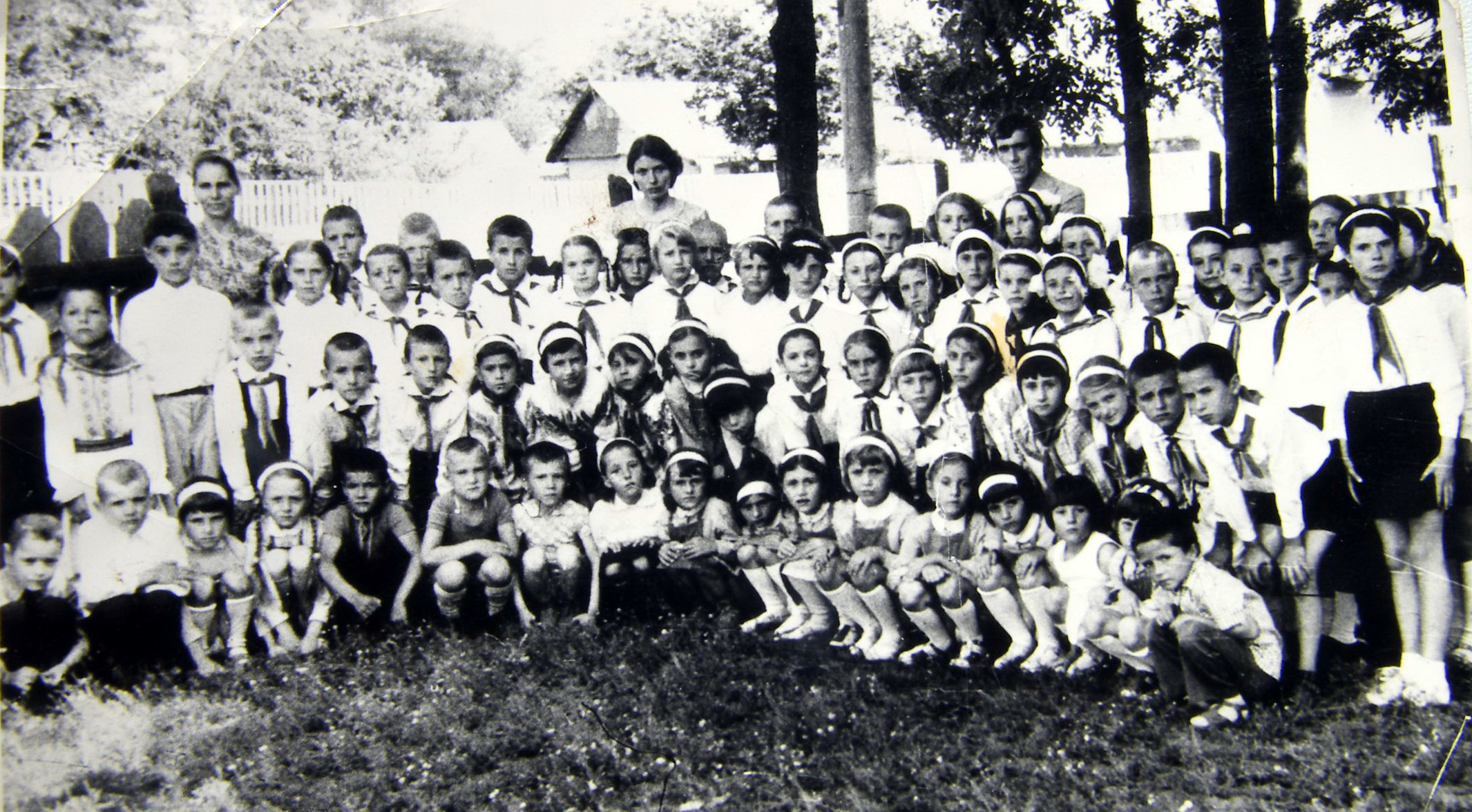
Serbare de sfârșit de an, anii 1970

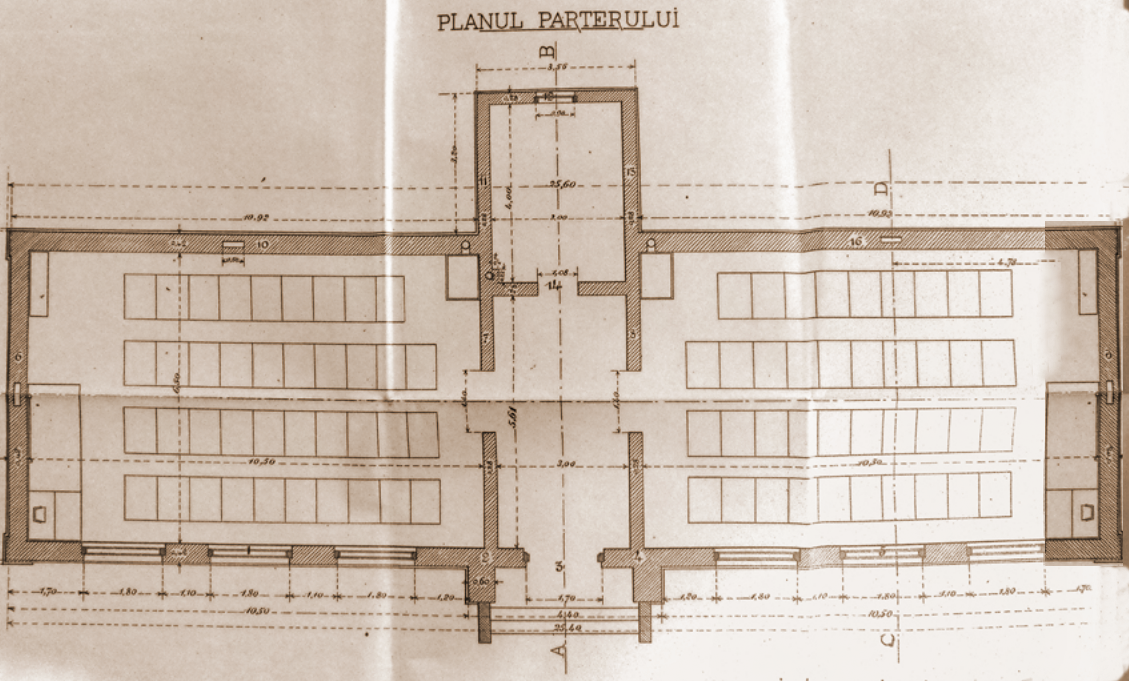
Planul școlii

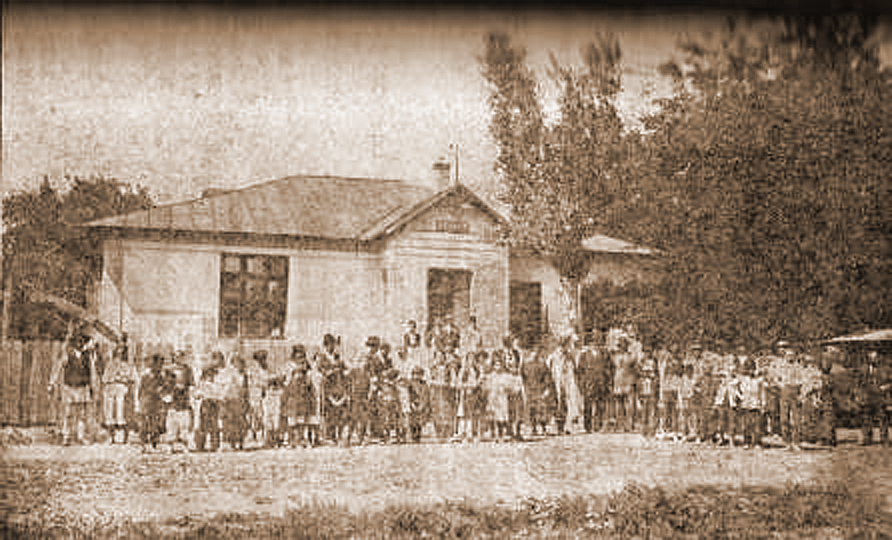
Serbare la școala din Bordei Verde, anii 1920

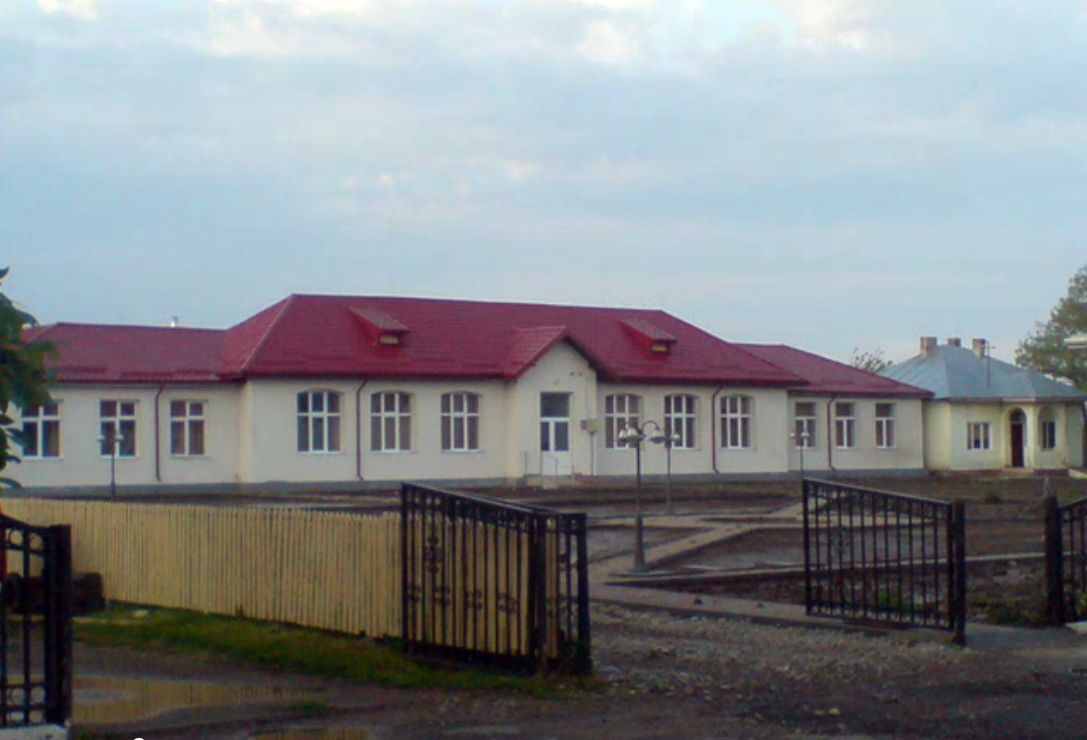
Școala generală nr.1 după renovare, 2012

Istoricul Radu I. Perianu în lucrarea sa Istoria școalelor din orașul și județul Brăila 1832-1864 menționează existența în 1855, a primelor forme de învățământ organizat în satele de pe moșia Eforiei Spitalelor Civile, respectiv „școlile” din Bordei Verde și Filiu. Acestea nu erau „școli” în accepțiunea curentă a termenului, ci mai degrabă un fel de „circumscripții școlare” formate din unul sau mai multe sate, deservite de un învățător plătit de Eforia Școalelor. Nu existau localuri pentru școli, cursurile ținându-se în aer liber sau în casele unor locuitori, o dată sau de două ori pe săptămână, fiind limitate la învățarea scrisului, cititului și socotitului.

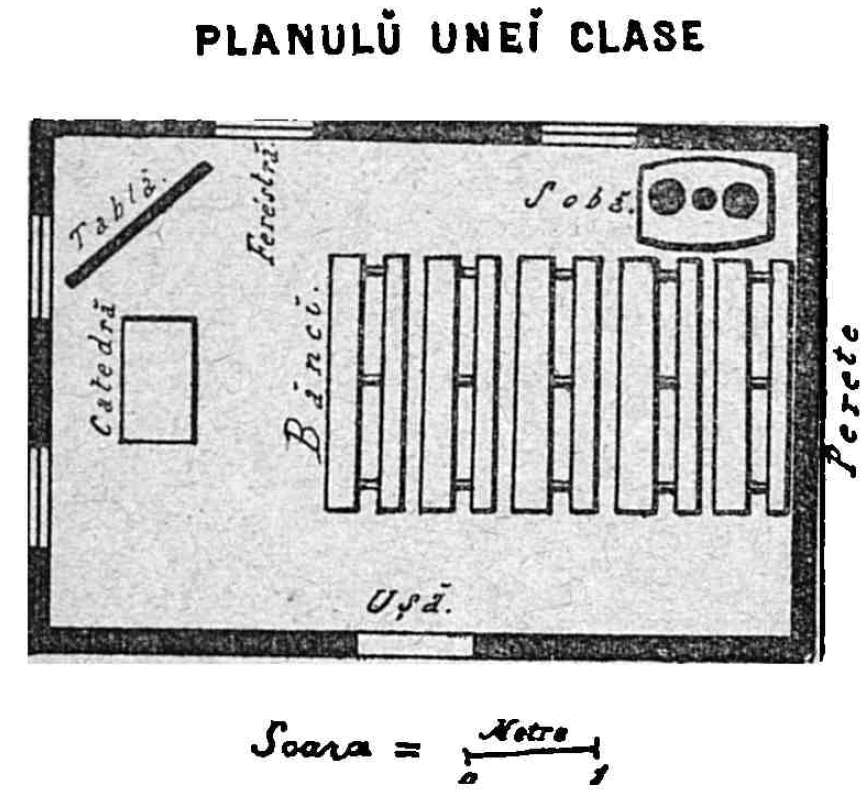
Planul unei săli de clasă a primei școlii din satul Bordei Verde, 1884

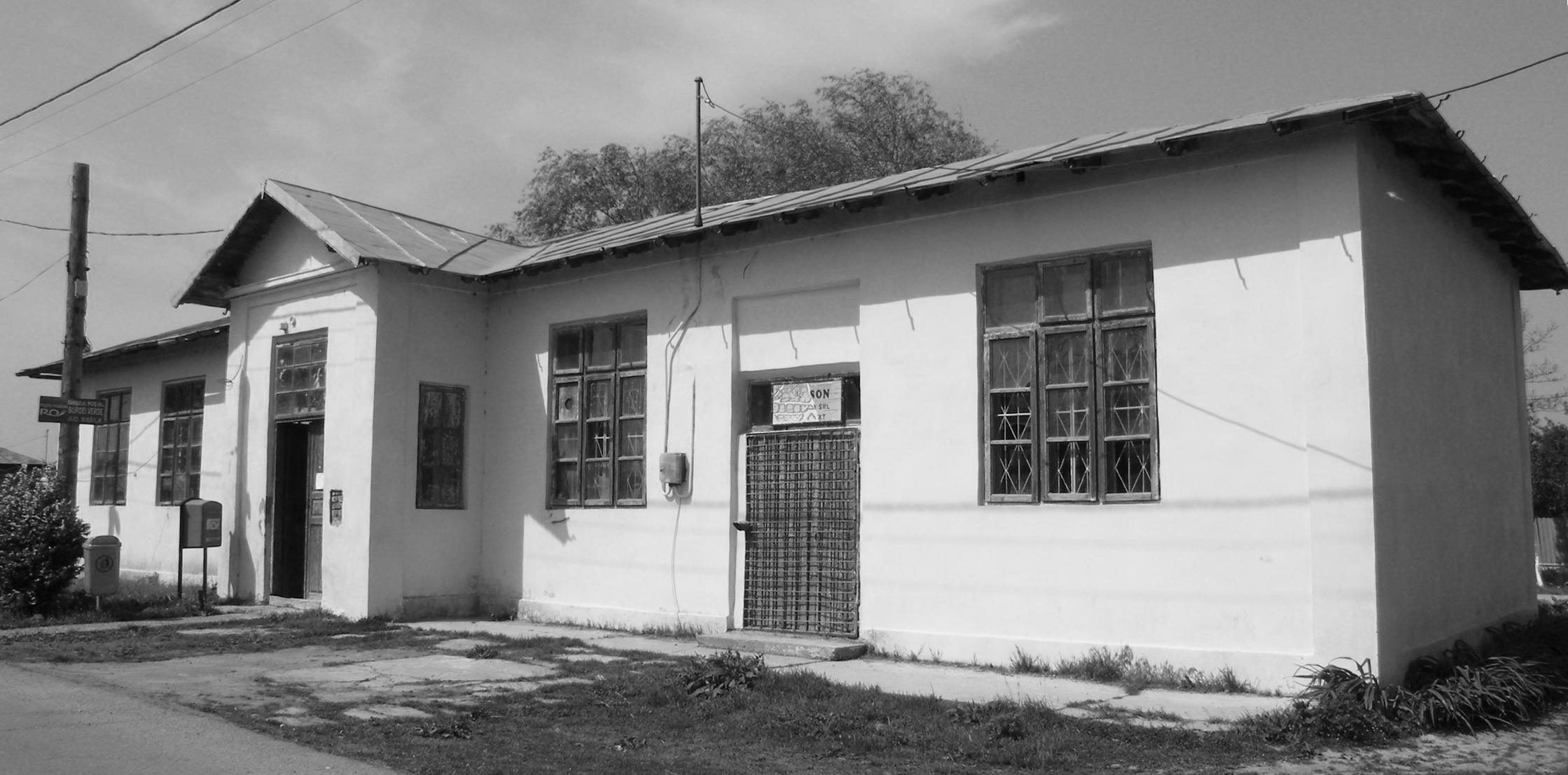
Localul „Școlii Vechi” din satul Bordei Verde

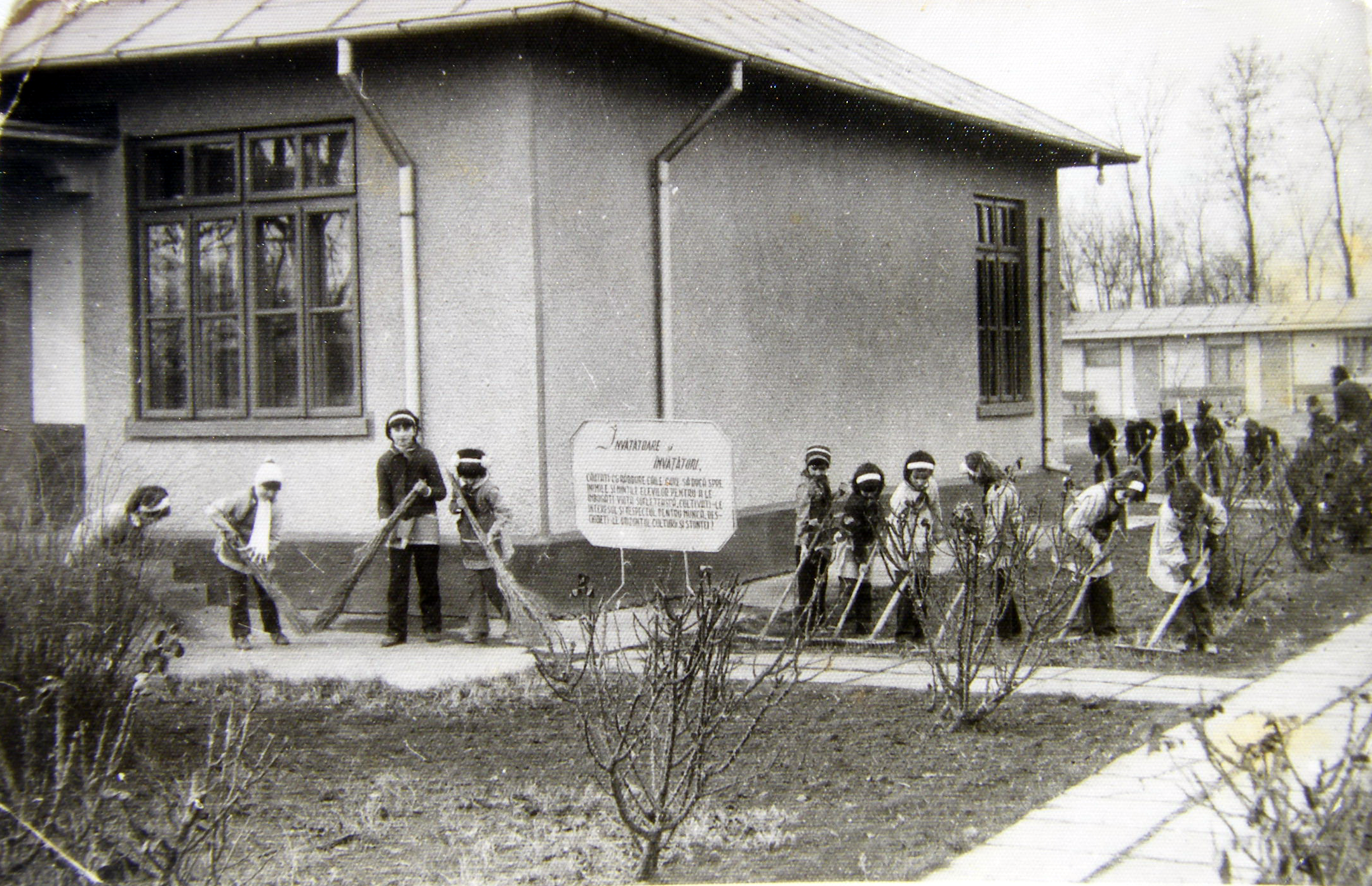
Elevi lucrând în grădina școlii, anii 1980

Școala din Bordei Verde includea și satele Lișcoteanca și Caragica, iar din 1858 și Ionești,:p. 140 iar școala din Filiu includea și satul Lișcoteanca, iar până la 1858 și Ionești.:p. 152.
În anul 1864 este promulgată Legea Instrucțiunii Publice ce punea în practică principiile moderne ale unui învățământ public, general, gratuit și obligatoriu. Legea prevedea să se înființează celu puținu o școlă primarie cu unu învețătoriu în fiecare comună. În temeiul acestei legi s-au înființat primele școli moderne în cele două sate reședință de comune: în Bordeiul-Verde, școala de băieți în 1864 și școala de fete în 1879, iar în Filiu, școala de băieți în 1864 și cea de fete în 1881. În celelalte sate școlile s-au înființat ulterior. La Lișcoteanca a fost construită o școală mixtă în1895, iar în satul Constantin Gabrielescu școala mixtă a fost construită în anul 1909.
Instrucțiunea obligatorie în aceste școli cuprindea următoarele obiecte de studiu: citirea și scrierea, catechismul, noțiuni de igienă, de gramatică, de geografie, de istoria țerei, de dreptu admnistrativu al țerei, cele patru lucrări din aritmetică, sistema legală a mesurelor și a greutăților. Primii învățători la școala din satul Bordei Verde au fost Mușat D. Turtoi (între 1868-1910) și Afrodita Gheorghiu (între 1878-1916), iar la școala din Șchaua Nouă (Constantin Gabrielescu) învățătorul Pârvu Nisipeanu, numit provizoriu începând cu anul 1904. Uneori, elevii silitori erau premiați în natură cu obiecte oferite de persoanele înstărite din comună. Astfel, la serbarea de sfârșit de an din iulie 1884, domnul Grigore Eremia, arendașul moșiei Bordeiul-Verde a oferit școalei din acea comună 9 perechi pantaloni și ka eleve 12 fețe rochii; d. Radu Țițeiu, 3 fețe rochii; d. Radu Popescu și d-ra Afrodita Gheorghiu, învățătoarea locală, 2 fețe rochii și cărți.
Condițiile de învățământ din aceste școli nu erau dintre cele mai strălucite. Medicul județului Brăila nota în urma unei inspecții că „localurile școalelor lasă mult de dorit în ce privesce încăperile și cerințele igienice. Băncile în genere sunt defectuoase”.
În conformitate cu Regulamentul pentru construcția localelor de școli primare urbane și rurale din 1893, Casa Școalelor decide construirea în comuna Bordei Verde a unui local tip școală rurală superioară cu două săli de clasă și locuința învățătorului, conform clasificării din art. 16 al actului normativ. Specificațiile tehnice pentru acest tip de școală mai prevedeau că „vestibulul acestor școle va fi astfel dispus încât să poată servi și de vestiar, și se va proceda cu o firidă lungă pentru punerea merindelor copiilor și cu nișe pentru apa de băut și lemne de foc tăiate.” Finisajele erau formate din tencuielile de var iar tavanele construite pe structură de șipci și trestie. Pardoseala sălilor de clasă trebuia să fie făcută din lemn, fiind interzise cele din piatră, cărămidă, ciment sau pământ. Încălzirea să făcea cu sobe de cărămidă, fiind interzise cele din fontă, pentru a nu pune copiii în pericol. Inventarul sălilor de clasă trebuia să cuprindă: pupitre, catedra, dulapuri, tabla, Biblia, icoana Mântuitorului sau a Fecioarei Maria, portretele suveranilor și obiecte necesare procesului didactic și menținerii curățeniei. Din cauza crizei economice din acea perioadă, lucrările pentru construirea școlii au fost amânate, fiind începute abia în 1904 și finalizate în 1906, pe baza unui proiect tip elaborat de Casa Școalelor din Ministerul Instrucțiunii Publice. Școala este alcătuită din două săli de clasă de circa 10x6,5 m, dispuse simetric pe laturile lungi ale unui hol central prin care se făcea accesul în clădire și la capătul căruia era dispusă cancelaria. Clasele aveau 39 de locuri în bănci, astfel încât să fie asigurate volumul necesar de aer, iluminarea, ventilarea și încălzirea corespunzătoare. (vezi și planul tehnic alăturat)
Marele Dicționar Geografic al României menționează că la începutul secolului XX în satul Bordei Verde existau o școală de băieți (întreținută de stat și frecventată de 65 elevi) și o școală de fete (întreținută de comună și frecventată de 42 eleve), ambele funcționând în același local, în timp ce în școlile similare din Filiu învățau 42 de băieți și 25 de fete. Nivelul de alfabetizare era unul încă scăzut, astfel că în comuna Bordei Verde 615 din 906 locuitori (65%) nu știau carte, iar în Filiu cifra era de 742 din 1108 locuitori (67%).
Rezultatul reformelor introduse de Spiru Haret și al noilor condiții create pentru desfășurarea procesului de învățământ a fost eradicarea în numai un deceniu a  neștiinței de carte din rândul populației tinere. Datele recensământului din 1912 evidențiază acest fapt.

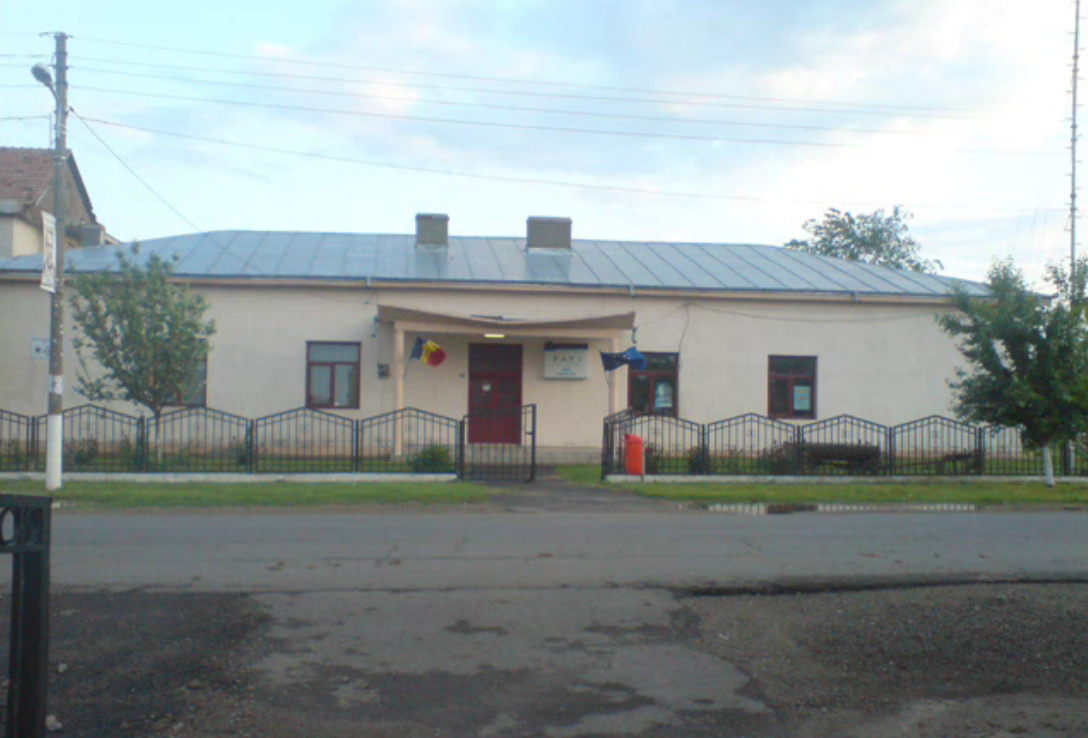
Căminul cultural din satul Bordei Verde

Nivel de educație - 1912 (știutori de carte)
| Comuna         | Bărbați 8-20 de ani | Bărbați peste 20 de ani | Femei peste 8 ani | Total știutori de carte |
| -------------- | ------------------- | ----------------------- | ----------------- | ----------------------- |
| Bordeiul-Verde | 265 (82,3%)         | 224 (56,1%)             | 305 (44,8%)       | 794 (55,3%)             |
| Filiul         | 221 (90,9%)         | 207 (53,2%)             | 237(42,1%)        | 665 (54,9%)             |
| Total          | 486                 | 431                     | 542               | 1.859 (55%)             |

În anul 1926 a fost construit în satul Bordei Verde, tot după un proiect tip al Ministerului Învățământului, un nou local de școală, cu patru săli de clasă, actualul local al Școlii generale nr. 1.
Nivelul general de educație actual, la nivelul comunei Bordei Verde, ca și la nivelul județului Brăila este extrem de scăzut. Acest fapt se datorează unui cumul de factori, cum ar fi: lipsa acută a cadrelor didactice specializate, lipsă de interes a familiilor pentru educația superioară a copiilor, dificultatea susținerii materiale a copiilor la studii sau abandonul școlar. Se observă că deși în ultimii infrastructura educațională s-a îmbunătățit, prin modernizarea localurilor școlare, introducerea calculatorului și internetului în școală, transportul școlar, etc, principalii indicatori ai nivelului de educație, arătau, la nivelul anilor 2007-2008, practic aceleași valori ca în anul 1912.:p. 111, cart. 20
| Indicatorul                                                                | Valoarea la nivelul comunei Bordei Verde | Valoarea la nivelul județului Brăila | Valoarea la nivel național |
| -------------------------------------------------------------------------- | ---------------------------------------- | ------------------------------------ | -------------------------- |
| Populație cu studii superioare                                             | < 1 % (sub 30 de persoane)               | < 3,8 %                              | 2,9%                       |
| Populație în vârstă de peste 10 ani fără studii absolvite                  | 8,2 % (peste 250 de persoane)            | 8, 4 %                               | 19%                        |
| Populație în vârstă de peste 15 ani fără studii sau doar cu școală primară | > 30 % (peste 750 de persoane)           | 39,5 %                               | 48%                        |
| Număr de elevi / profesor                                                  | 13-15                                    | 15,9                                 |                            |

#### Asistența sanitară și starea de sănătate
Starea epidemico-sanitară

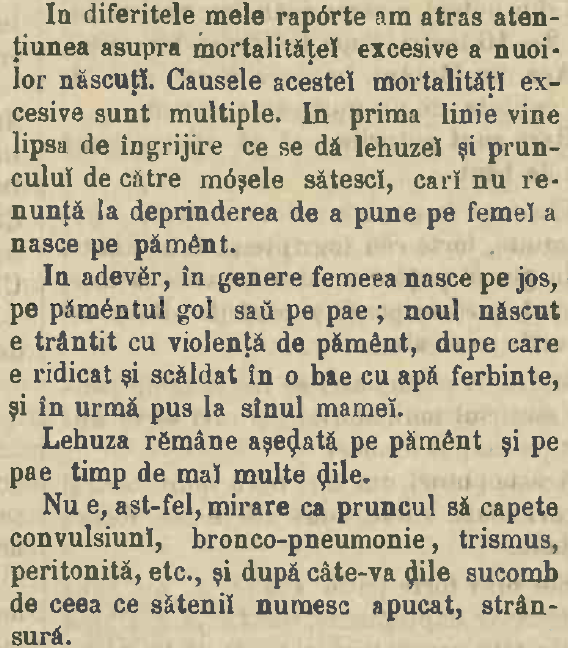
Raport al medicului județului Brăila despre asistarea nașterilor, 1889

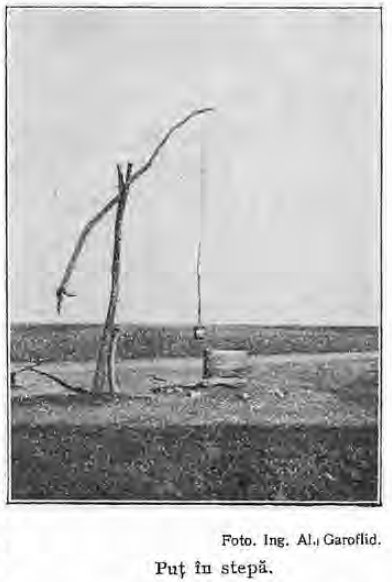
Fântână din zona Druica, 1900

Starea generală de sănătate a locuitorilor comunei a fost determinată în primul rând de condițiile fizico-climatice specifice, cu variații mari de temperatură de la un anotimp la altul. Acest lucru a fost remarcat încă de la începutul secolului XIX de către un ofițer rus participant la asediul Brăilei din anul 1828, care menționa că „ținutul aici este un șes care suferă din cauza secetei. Arșița este destul de mare, suntem în toiul verii încă din luna aprilie. Locuitorii se îmbracă foarte ușor, în afară de cap și stomac pe care le păzesc cu multă băgare de seamă contra răcelii”.:pp. 359-360
Alimentația localnicilor la sfârșitul secolului XIX era una destul de săracă. După cum arata medicul județului Brăila într-un raport din 1889, locuitorii se hrănesc în genere cu substanțe vegetale: fasole, ceapă, mămăligă și altele. Porumbul este principalul aliment; mămăliga și oțetul sunt singurele care nu lipsesc zilnic de la masa țăranului. Locuitorii pun oțet în toate mâncărurile lor obicinuite. Pescele sărat iarăși formează mâncarea predilectă a sătenilor. Carnea este rară la masa lor șì când există ea este de oaie.
Acest lucru făcea ca maladiile predominante să fie paludismul, maladiile aparatului respirator și maladiile aparatului digestiv. În același timp, o serie de boli grave, cum erau sifilisul și pelagra, care afectau puternic populația rurală din restul țării să fie întâlnite la un număr foarte limitat de locuitori. Epidemiile cele mai frecvente erau cele de angină difterică, rujeolă, morbili și dizenterie, durata lor fiind de regulă foarte scurtă.
Apariția bolilor era favorizată de condițiile precare de locuit și lipsa apei potabile. Medicul Gheorghe Crăiniceanu consemna la 1895 că la Bordeiul Verde erau case în mare parte nesănătoase, cu pardoseală de pământ lipit și încălzite cu tizic.: p. 50. La rândul său, medicul județului Brăila, Dumitru Roșeanu, informa autoritățile că apa din fântâni, în mare parte, este de rea calitate, de un gust sărat, sălciu. Rare sunt puțurile care să albă o bună apă de băut. Ele sunt în genere vicios construite, neghizduite, foarte rău îngrijite și întreținute.
Acest cumul de factori conducea la o rată mare a mortalității sau la apariția de malformații, cum era cea consemnată în 1883 de ziarul România Liberă, că „o femeie din comuna Bordeiu-Verde, județul Brăila a născut două fete moarte, una mică cu urechile lungi, fața lipită de piept, limba lipită de cerul gurei; cea de-a doua cu capul moale, fără oase, având numai piele și păr.” Nu lipseau însă și evenimentele pozitive, cum e cazul nașterii unor tripleți sănătoși, întâmplată în 1884 când femeia lui Ioan Țiganu din comuna Bordeiu-Verde, în seara de 29 ianuarie trecut a născut trei fete. Și ele și muma sunt în deplină sănătate.
Salubritate și igienă publică

Igiena publică la nivelul localităților a progresat într-un ritm foarte lent. Un raport de inspecție din 1889, menționa că salubritatea satelor lasă mult de dorit. Necesitatea locuitorilor de a-și încălzi casele cu tizic face ca mai toate bătăturile caselor și interiorul curților să fie acoperite cu grămezi de gunoi. Câțiva ani mai târziu, un alt raport mai adăuga că la toate casele se observă lipsa totală de latrine și locul acestora îl țin șanțurile de îngrădire din jurul caselor. Evoluția va fi una înceată: gardurile vor înlocui șanțurile despărțitoare dintre gospodării abia după Primul Război Mondial, tizicul va dispărea și latrinele se vor generaliza după Al Doilea Război Mondial, iar un sistem modern de canalizare este și în prezent tot în stadiul de proiect.
Asistența medicală

În 1846, diplomatul francez Adolphe Laurent Joanne, identifica „lipsa resurselor sanitare” ca unul din factorii esențiali care făceau locuirea câmpiei Brăilei imposibilă.: p. 70
După înființarea comunelor în 1864, și până la Primul Război Mondial asistența medicală era asigurată de personalul medico-sanitar al Plasei Balta, cu reședința la Viziru: un medic, un vaccinator și o moașă. După intrarea în vigoare a Regulamentului pentru serviciul sanitar de județe s-au înființat posturi de agent sanitar în fiecare comună iar după 1906 au fost înființate posturi de moașe comunale, plătite din bugetul comunelor. S-a produs astfel o îmbunătățire a stării igienico-sanitare, constatându-se că în numai câțiva ani de la înființarea agenților sanitari comunali, „s-au scos afară din sat grămezile de gunoaie ce stăteau grămădite pe ulițe și maidane”.
Începând cu 1890 s-au înființat farmacii volante în satele reședință de comună (Bordeiul-Verde și Filiu) și s-au aprovizionat cu medicamentele necesare. Distribuirea medicamentelor se făcea de către primar, învățător sau preot după instrucțiunile imprimate ce am trimis fiecărei comune, ținându-se compt de substanțele întrebuințate și numele pătimașilor.
Aceste condiții s-au menținut în linii generale până în anii 1950-60 când începe să se observe o ameliorare ca urmare a unor serii de măsuri cum ar fi: modernizarea locuințelor, trecerea la încălzitul pe bază de lemne și cărbuni, diversificarea alimentației, construirea dispensarelor sătești, introducerea rețelelor de apă potabilă etc. În localitatea Bordei Verde există în prezent un dispensar uman construit în anul 1977 în care funcționează un cabinet medical individual cu un medic și un asistent.
Indicatorii actuali ai stării de sănătate reflectă atât o calitate a vieții relativ proastă (stil de viața nesănătos, alimentație deficitară, condiții de viața necorespunzătoare, stres, etc.) cât și deficiențe ale sistemului sanitar în special în ceea ce privește măsurile de prevenție. Principalii indicatori ai stării de sănătate, arătau următoarele valori, la nivelul anilor 2007-2008.187 :pp. 107-111
| Indicatorul            | Valoarea la nivelul comunei Bordei Verde | Valoarea la nivelul județului Brăila | Valoarea la nivel național |
| ---------------------- | ---------------------------------------- | ------------------------------------ | -------------------------- |
| Speranța de viață      | aprox 72 ani                             | 72, 25 ani                           | 71,64 ani                  |
| Mortalitate            | 15-20 %                                  | 12,4 %                               | 12 %                       |
| Mortalitatea infantilă | 0                                        | 14,9 %                               | 15,2 %                     |
| Natalitate             | < 8 %                                    | 8,6 %                                | 10,2 %                     |
| Spor natural           | - 5-10 %                                 | - 3.8 %                              | - 1,8 %                    |
| Nr. medici             | 1 / comună                               | 1,1 / comună                         |                            |
| Nr. medici/locuitori   | 1 / 3.067                                | 1 / 1. 2328                          | 1 / 1.950                  |

#### Forța de muncă și nivelul de trai

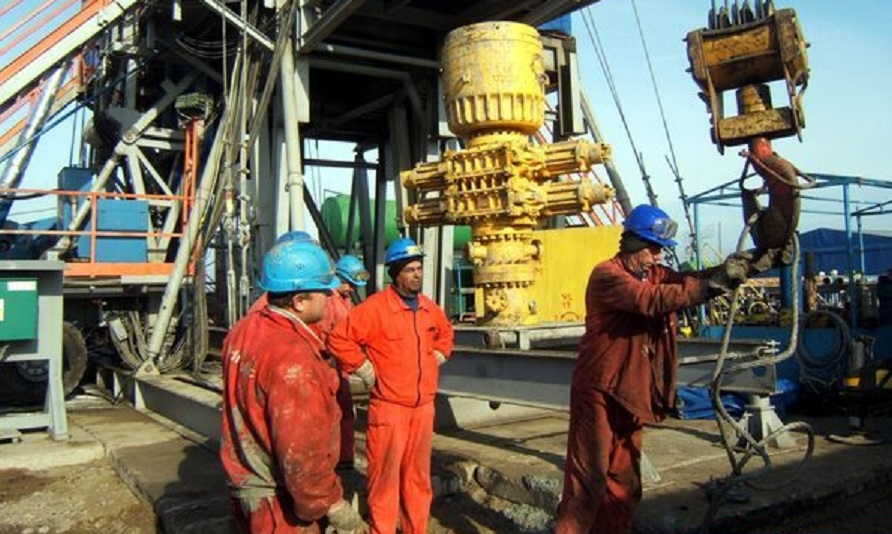
Muncitori din industria petrolieră

Deși rata de ocupare a populației este între 80-90% iar comuna se află pe unul din primele locuri la nivelul județului Brăila privind numărul de salariați din industrie, ponderea persoanelor salariate este mică, datorită faptului că populația activă este ocupată preponderent în sectorul agricol, desfășurându-și activitatea ca lucrători pe cont propriu sau în gospodăria proprie. Ca urmare a reducerii activității economice în domeniul petrolier, între 2000-2007 s-a înregistrat o scădere a numărului de salariați la nivelul comunei de 56,9%. 
În anul 2015, la nivelul comunei erau înregistrați un număr de 120 salariați, în sectoarele bugetar, al industriei extractive și serviciilor, iar 192 de persoane erau plecate oficial la muncă în străinătate.
Indicele Gini al dezvoltării umane avea în anul 2010 valoarea de 0,28 inferioară mediei pe țară de 0,34, iar raportul de dependență economică era de 131% sub nivelul mediei județene și naționale.

## Administrația locală
De-a lungul timpului, organele administrației publice locale au purtat denumiri specifice diferitelor perioade istorice: (Primărie (1865-1948), Comitet Provizoriu (1949-1950), Sfat Popular (1950-1968), Consiliu Popular (1968-1990), Consiliu Local (1990-prezent). În conformitate cu prevederile legale în vigoare organele administrației publice locale din comuna Bordei Verde sunt reprezentate de Primărie și Consiliul Local. 

### Primăria
După 1989, comuna a fost condusă de următorii primari:
- Ion Bicoiu - 1990-1996 (Frontul Salvării Naționale, Partidul Democrației Sociale din România, Partidul România Mare)
- Dumitru Gruzea - 1996-2000[139] (Partidul Democrat Agrar din România, Alianța pentru România, Partidul Democrat Liberal)
- Tudor Turcu - 2000[140]-2008[141] (Partidul Social Democrat)
- Georgel Vasile - 2008[142][143]-2016 (Partidul Democrat Liberal, PDL/Alianța pentru viitorul Brăilei, PNL).
- Dumitru Rotaru[*], - 2016 - prezent (Partidul Social Democrat).

Conducerea executivă actuală a Primăriei Bordei Verde este reprezentată de:
- Primar - Dumitru Rotaru (PSD) - din 5 iunie 2016[145]
- Viceprimar – Aurel Petrea[146] (PSD)[147]
- Secretar - Zodilă Viorel[146]

### Consiliul Local
Consiliul Local al comunei Bordei Verde este format din 11 consilieri. Componența actuală, rezultată in urma alegerilor din 5 iunie 2016 este următoarea:
|  | Partid                    | Consilieri | Componența Consiliului | Componența Consiliului | Componența Consiliului | Componența Consiliului | Componența Consiliului | Componența Consiliului | Componența Consiliului |
|  | ------------------------- | ---------- | ---------------------- | ---------------------- | ---------------------- | ---------------------- | ---------------------- | ---------------------- | ---------------------- |
|  | Partidul Social Democrat  | 7          |                        |                        |                        |                        |                        |                        |                        |
|  | Partidul Național Liberal | 4          |                        |                        |                        |                        |                        |                        |                        |

## Activitatea economică

### Agricultura

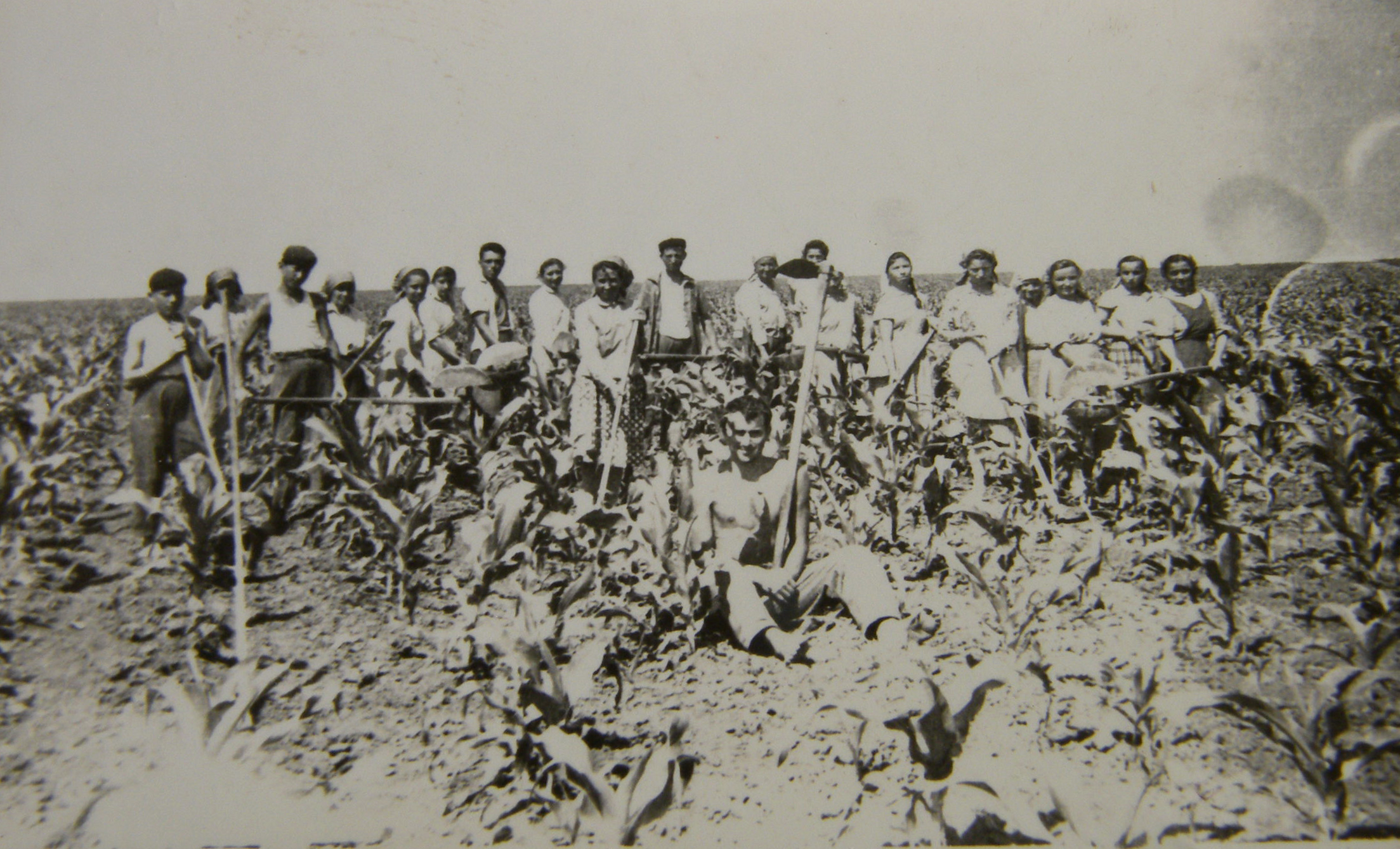
Prășitul porumbului, 1960

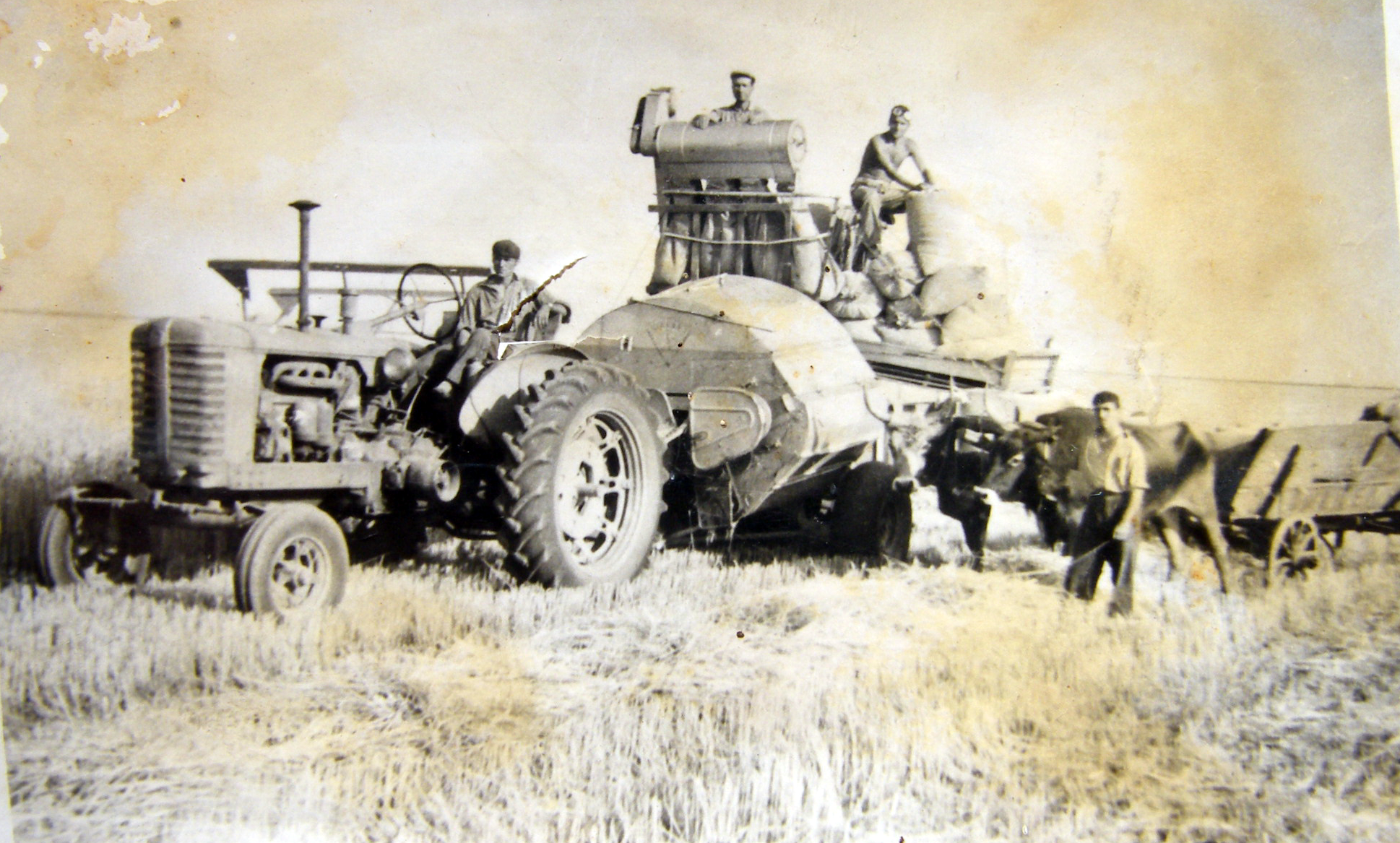
Treieratul grâului la CAP Vintilești, 1961

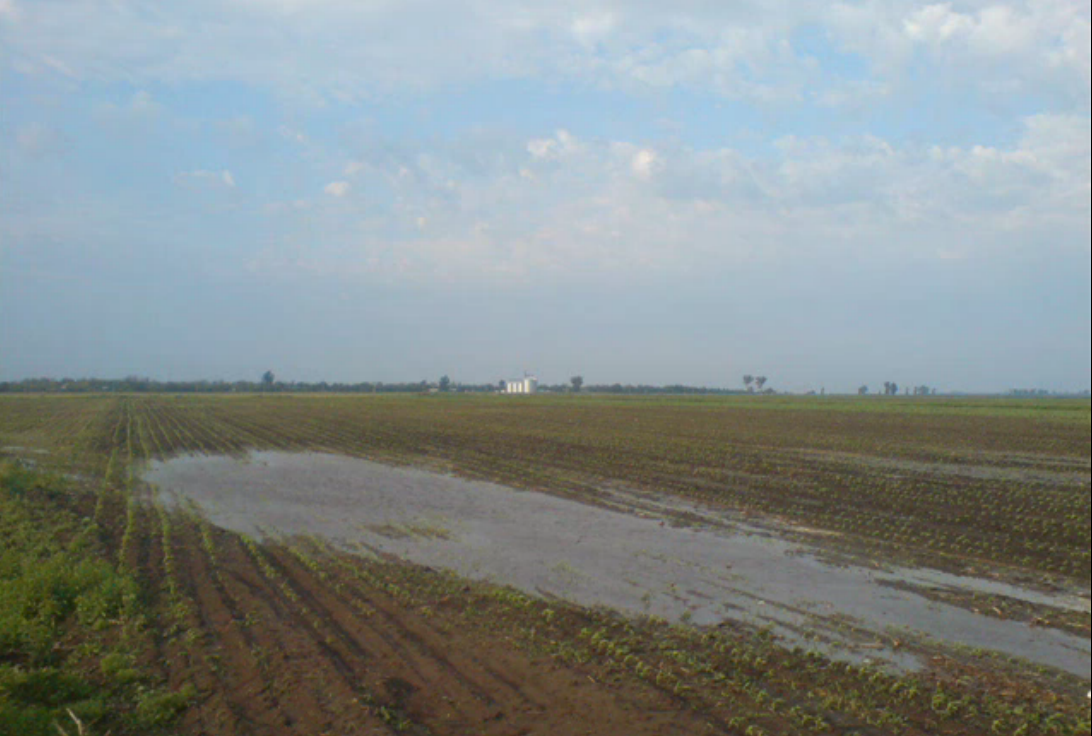
Câmp semănat în zona Boi Negri. 2012

Fiind situată în zona de câmpie, activitățile agricole sunt preponderente în structura activităților economice din comuna Bordei Verde, agricultura fiind ocupația de bază a locuitorilor comunei. Fondul agricol al comunii include în marea majoritate terenuri arabile de foarte bună calitate, propice cultivării atât cerealelor - grâu, orz, secară, porumb - cât și plantelor tehnice și industriale - rapiță, soia, floarea soarelui etc. În trecutul apropiat se mai cultivau legume și sfeclă, dar în ultimii ani aproape s-a renunțat la aceste culturi.:p. 128-171
Încă de la 1848 un diplomat francez remarca potențialul agricol al zonei, menționând că natura solului indică o mare fertilitate, dar este lăsată ca pășune aproape în totalitate, hrănind numeroase turme de vite.:p. 228
Exploatarea moșiilor Bordei Verde, Șcheaua și Lișcoteanca, unele dintre cele mai mari din județ, s-a făcut prin arendare de către marii arendași și sub supravegherea atentă a Eforiei Spitalelor Civile. La începutul secolului XX erau folosite cu preponderență mijloacele mecanice, în detrimentul muncii manuale. Arendașul moșiei Bordei Verde, Gheorghe G. Găetan a construit chiar o cale ferată îngustă până la gara Ianca, pentru transportul recoltei, pentru care folosea patru locomotive și optzeci de vagoane de câte 5.000 kg fiecare. :p. 156
Nicolae Iorga lauda și el calitatea organizării exploatării agricole de către arendașul moșiei Bordei Verde, ardeleanul Ghiță Găetan a cărui agricultură bine condusă e mai cu noroc decât a tuturor, dacă se scoate la o parte gospodăria-model pe care o face domnul Nicolae Filipescu la moșia sa de aice.:p. 408
În perioada interbelică, exploatarea agricolă a fost preponderent una familială pe loturi medii de 5 hectare primite prin împroprietărire după 1921 iar în perioada comunistă s-a făcut centralizat în cadrul cooperativelor agricole de producție și întreprinderilor agricole de stat. După 1990 au fost desființate plantațiile de viță de vie aparținând fostelor CAP-uri, și au fost înființate plantații noi de către țăranii împroprietăriți prin legea fondului funciar. În aceeași perioadă au fost desființate plantațiile de dud (din partea de sud și nord a fostului sat Vintilești) odată cu renunțarea la creșterea viermilor de mătase.
Creșterea animalelor se practică sporadic, preponderent familial, pentru subzistență, cu mult sub potențialul de dezvoltare existent, preponderente fiind ovinele și caprinele.:pp. 156-160

### Industria, serviciile, investițiile

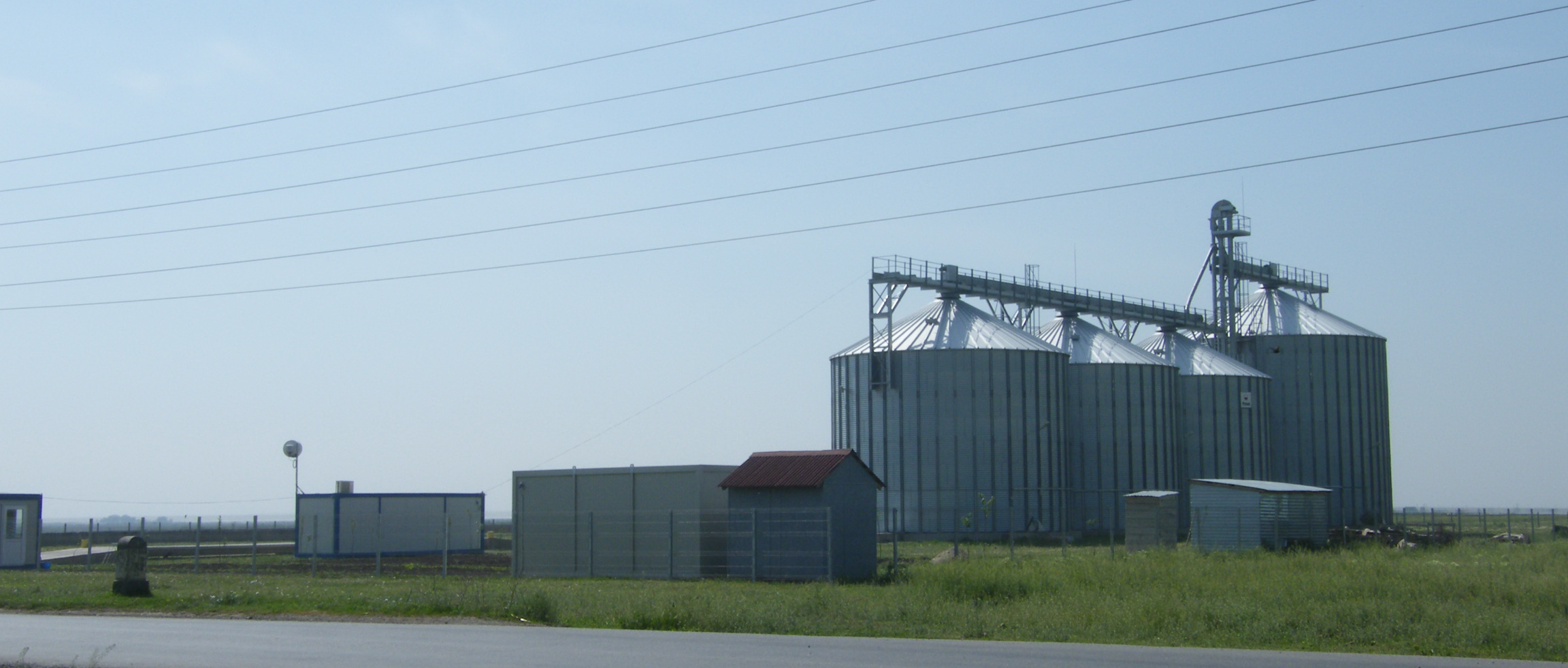
Siloz de cereale, satul Bordei Verde

Industria este reprezentată preponderent de industria extractivă, cu două componente principale: extragerea țițeiului - în perimetrele Bordei Verde-Est, Bordei Verde-Vest și Lișcoteanca și extragerea gazelor naturale (gaze asociate) - în perimetrele Bordei Verde și Lișcoteanca. Pe măsură ce zăcămintele de mică adâncime s-au epuizat, activitate de extracție s-a diminuat continuu în perioada 1990-prezent, unele instalații fiind desființate iar altele fiind trecute în conservare.:pp. 187-188
Domeniul serviciilor este , fiind orientat spre satisfacerea nevoilor de bază ale populației. Principalele tipuri de servicii întâlnite sunt activitățile comerciale diverse: desfacere cu amănuntul produse alimentare și nealimentare, târg săptămânal etc. Alte servicii sunt reprezentate de oficiu poștal, etc.
Începând cu anul 2005 se observă o relativă dezvoltare a investițiilor pe teritoriul comunei. Principalele lucrări de investiție derulate sau avute în vedere sunt realizate din fonduri publice - alimentări cu apă, reabilitare clădiri publice, canalizare, parcuri, stadion, etc. sau private - parc eolian cu rețea de reacordare aferentă, spații de recepție și de depozitare cereale,

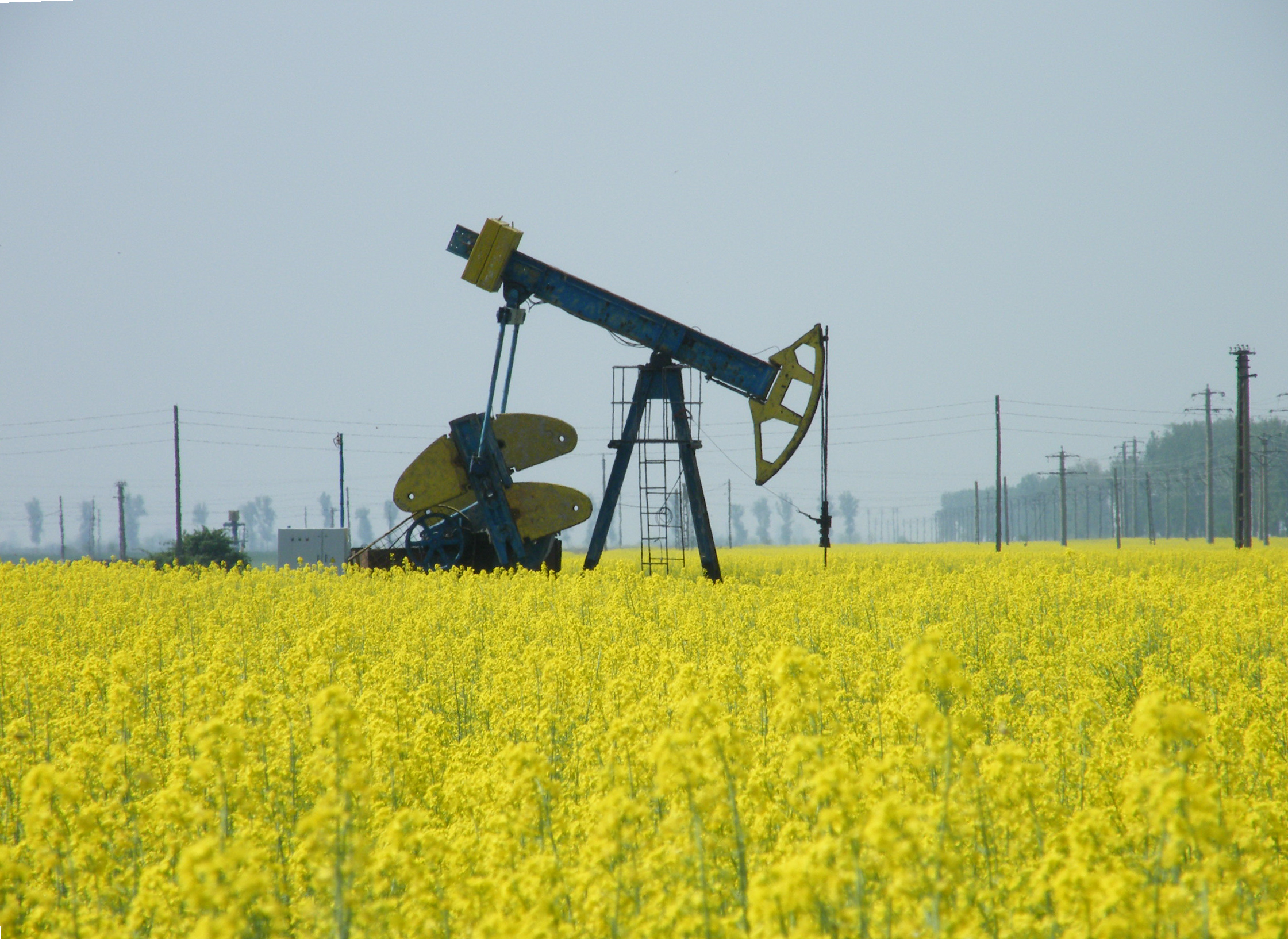
Extracția petrolului cu o pompă de adâncime

Evoluția societăților comerciale în ultimii 20 de ani a avut o dinamică determinată de ciclurile economice la nivel național. Pentru exemplificare, mai jos sunt arătate câteva date statistice, la nivelul anilor 2006 și 2008 și 2012.
| Localitatea            | Societăți comerciale în anul 2006 | Societăți comerciale în anul 2008 | Societăți comerciale în anul 2012 |
| ---------------------- | --------------------------------- | --------------------------------- | --------------------------------- |
| Bordei Verde           | 14                                | 16                                | 25                                |
| Constantin Gabrielescu | 3                                 | 3                                 | 10                                |
| Lișcoteanca            | 6                                 | 6                                 | 14                                |
| Total comună           | 23                                | 26                                | 49                                |

## Tradiții etnografice și activitatea sportivă

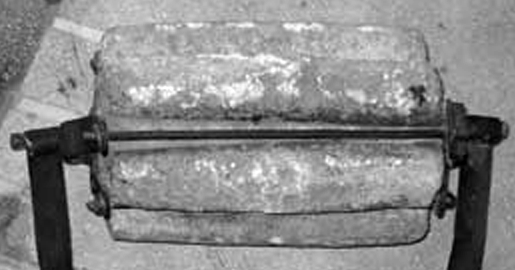
Arman pentru treierat grâul

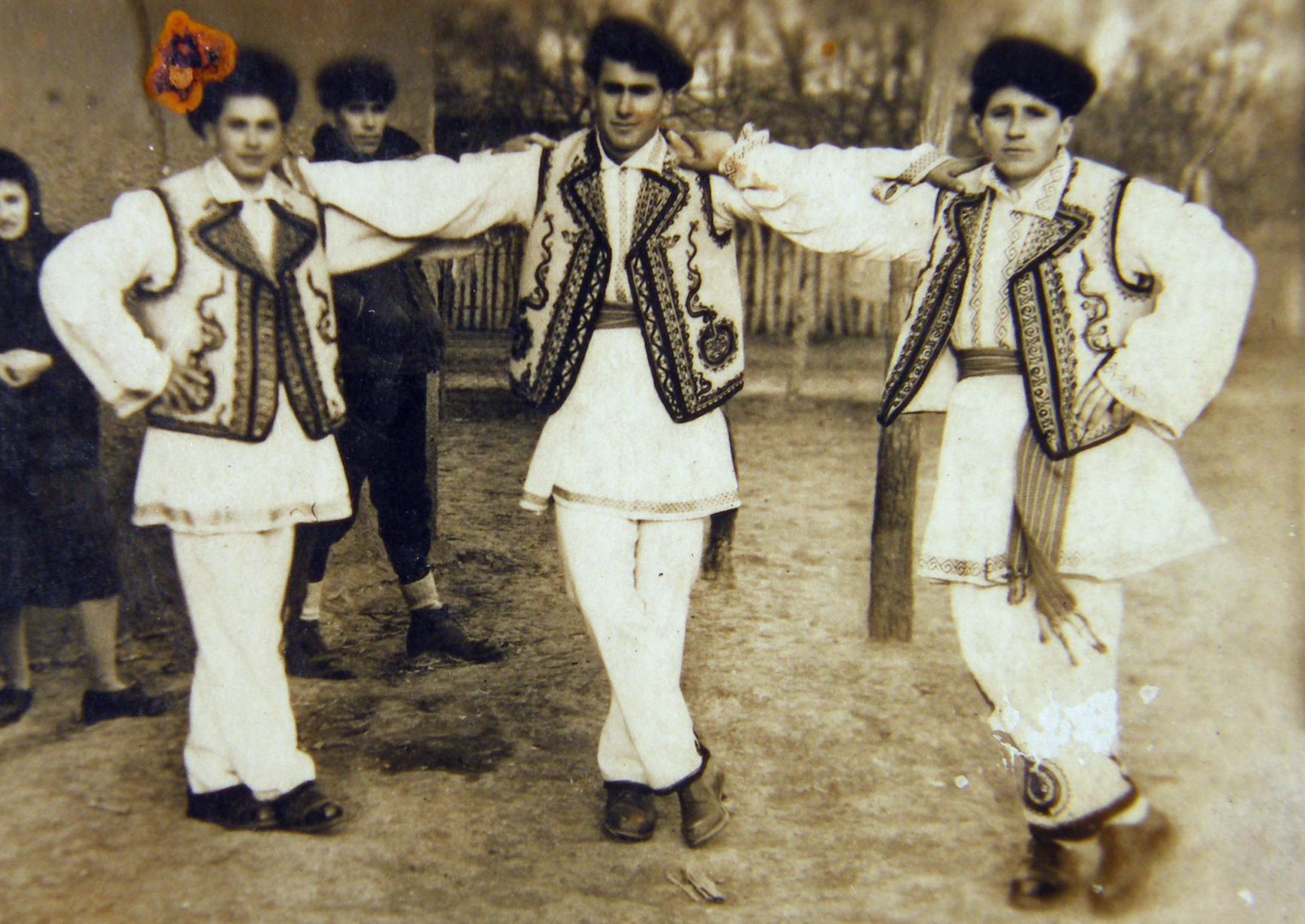
Echipa de dansuri populare din satul Vintilești, 1958

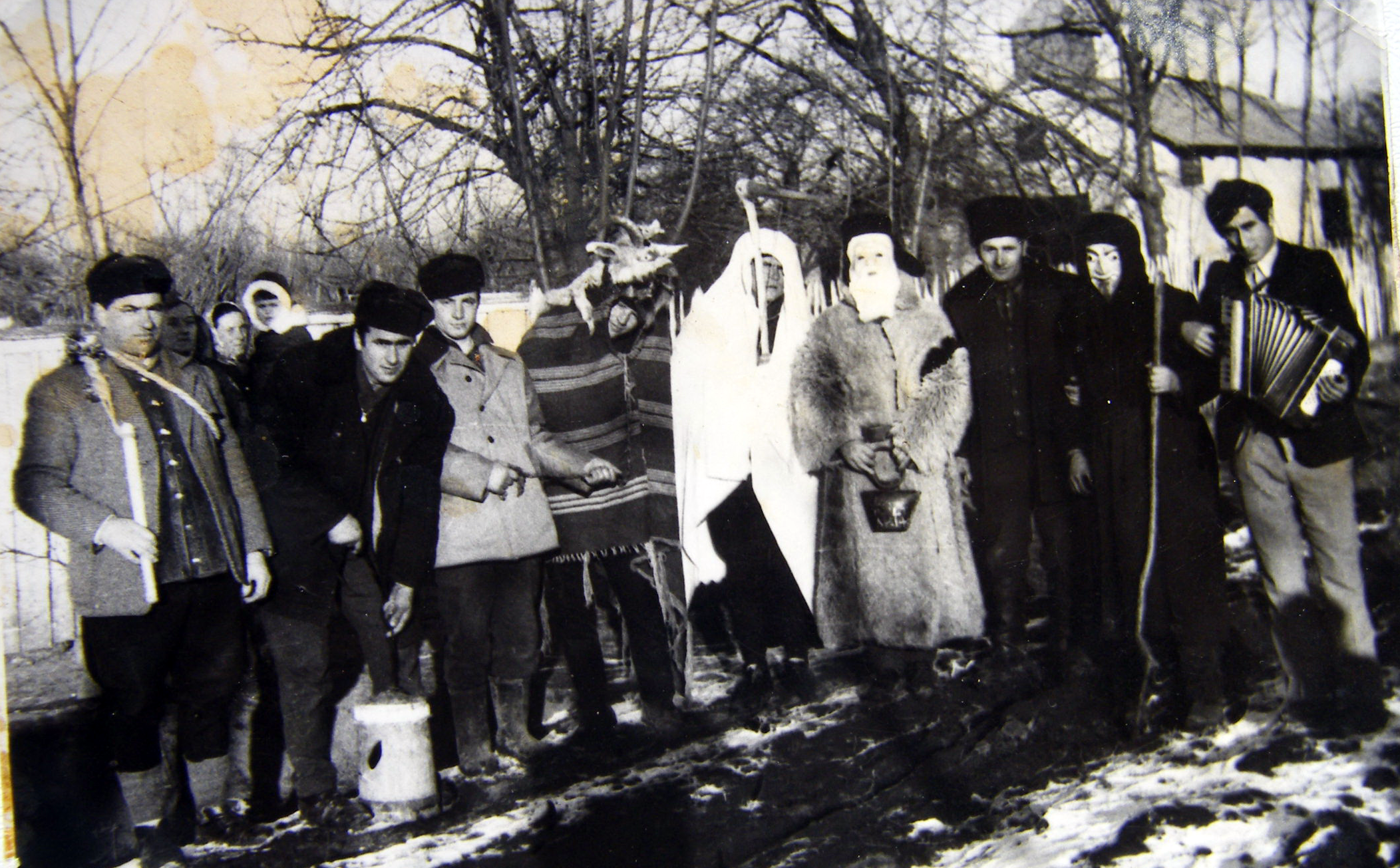
Tineri cu Plugușorul, 1970

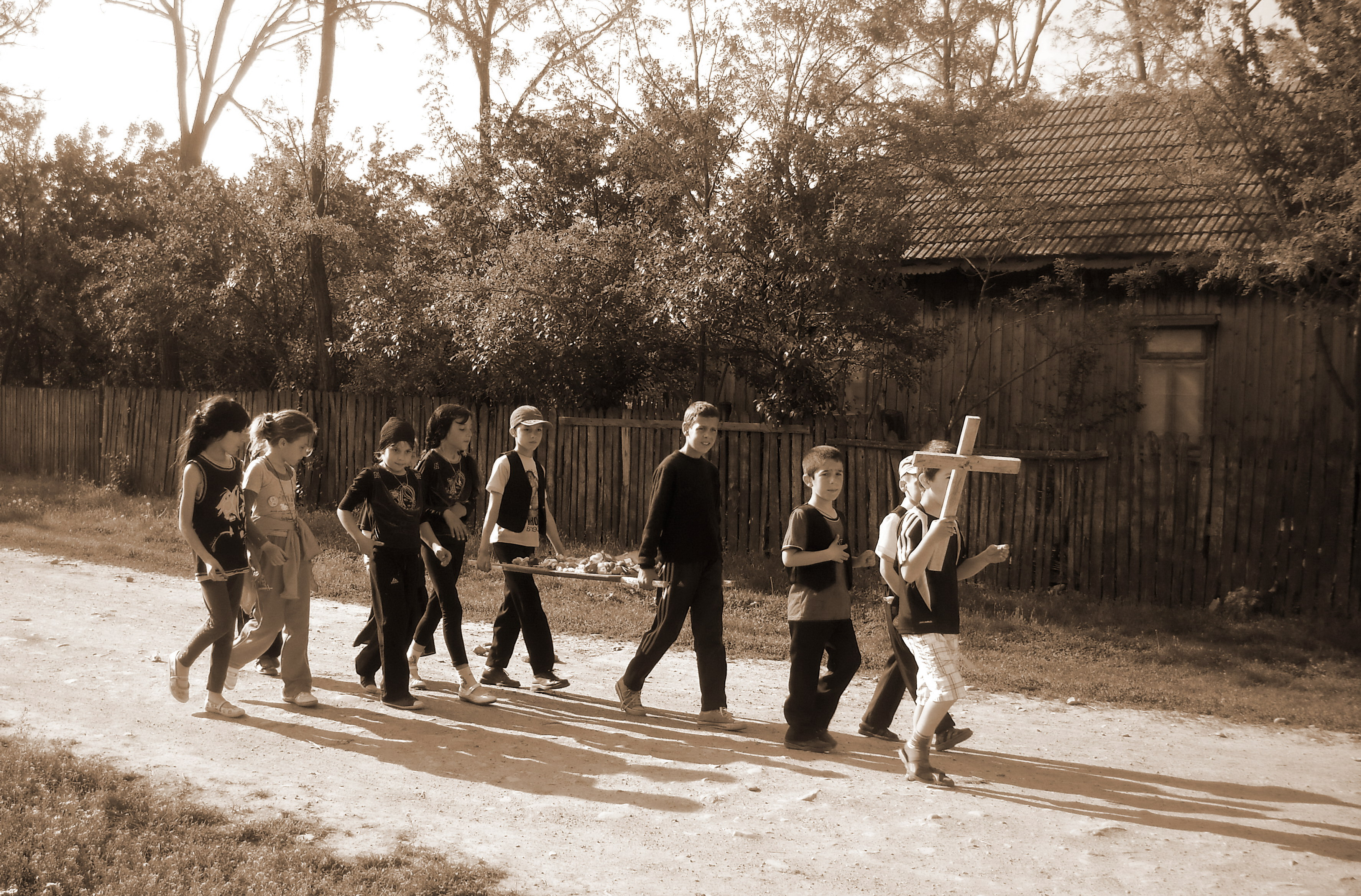
Copii cu Caloianul

Din punct de vedere etnografic, comuna Bordei Verde face parte din Subzona Centrală Ianca a Zonei etnografice a Brăilei. În momentul de față, la nivelul comunei, fondul etnografic este aproape dispărut din localități, el fiind păstrat doar prin unele piese și mărturii aflate în muzee (Municipiul Brăila sau Muzeul Ianca).
O primă referire la portul locuitorilor din zona raialei Brăila este făcută la începutul secolului XIX de către un ofițer rus la începutul secolului XIX, care menționa că aceștia „se îmbracă foarte ușor. Portul lor este absolut turcesc în această regiune”.:p. 359
În perioada interbelică în satele comunei au existat locuitori care au practicat o serie de meșteșuguri tradiționale, legate în principal de agricultură. Anuarul „Socec” al României Mari din 1924 identifica în comuna Bordei Verde un croitor, un dulgher și șapte fierari, iar în comuna Filiu doi dărăcitori de lână și patru fierari. Tradiția acestor meseriași a fost continuată și în perioada comunistă, fiind însă practic dispărută în prezent. 
Foarte puține dintre produsele meșterilor tradiționali s-au mai păstrat până în prezent. Centrul de Conservare și Valorificare a Tradiției și Creației Populare din Brăila identifica în 1999 la Bordei Verde câteva elemente de patrimoniu cultural, cum ar fi „un costum popular vechi de 90 de ani, aparținând familiei Bogzoiu, scoarțe vechi de circa 60 ani și o cuvertură de 150 ani.”
Locuitorii satelor comunei fiind proveniți din diferite zone etnografice (Buzău) au adus cu ei obiceiuri sau tradiții populare din zonele respective  dansuri populare cum ar fi „Fedeleșul”, „Șchioapa”, „Ciobănașul”, „Hora lui Badea”, păstrate în prezent doar în cadrul instituțiilor de cultură locale sau pe cale de dispariție. În secolul XIX apare menționat un obicei legat de stăpânirea pământului:
La Bordei Verde – se venea cu carul încărcat cu copiii de la șase ani în sus. După ce se așeza piatra sau butucul de hotar în pământ, se da la copii de mâncare apoi pe fiecare îl da cu capul de semn ca să țină bine minte hotarul.

După 1898 activitatea sportivă a căpătat un caracter mai sistematic, ca urmare a introducerii în programa obligatorie a jocului de oină, pe baza regulamentului întocmit de comisia condusă de profesorul Radu Corbu, născut în Bordei Verde. De asemenea, după 1908 au fost introduse în programa învățământului preuniversitar orele de „cerc sportiv”.

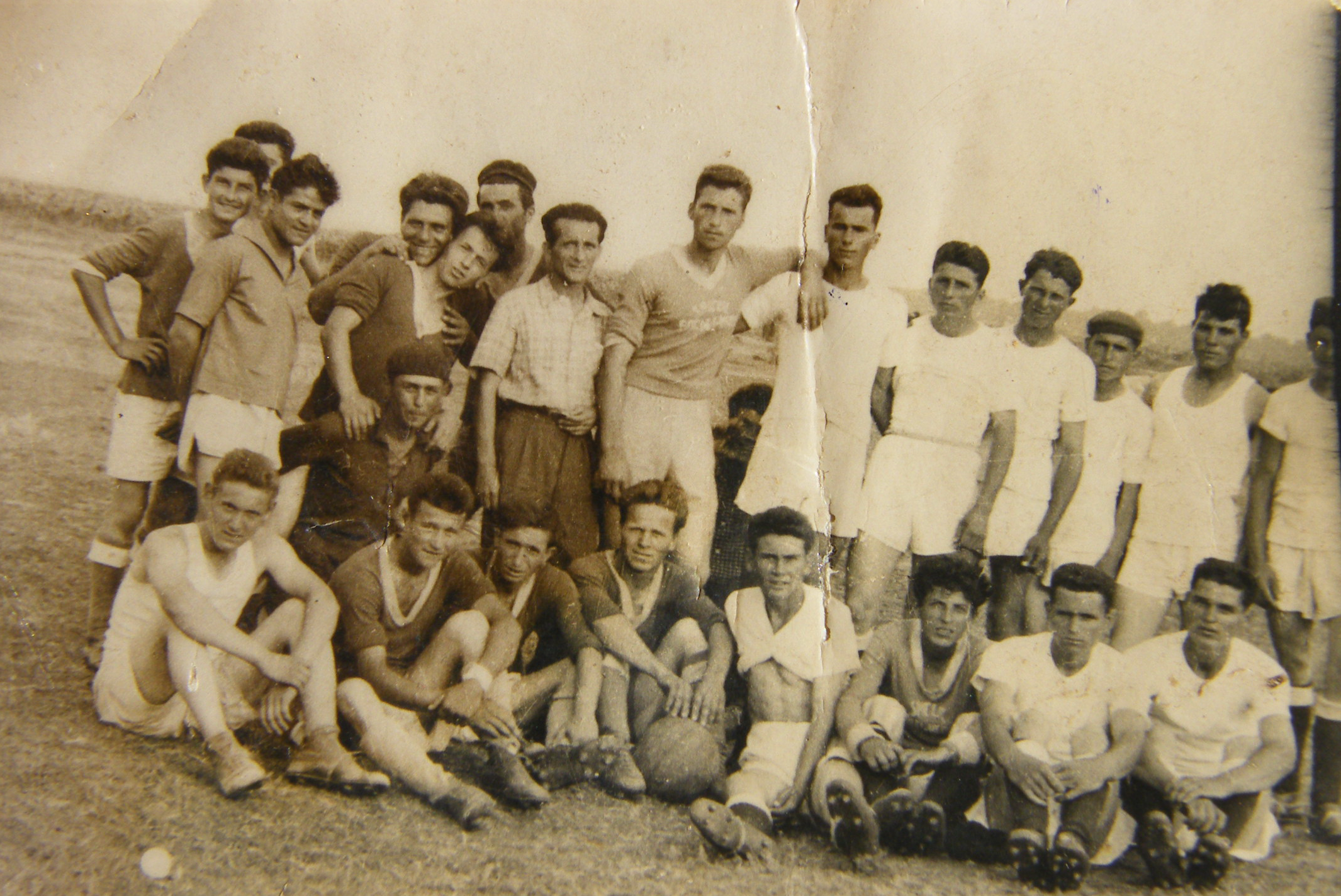
Echipa de fotbal Spicul Bordei Verde, 1960

Primele mențiuni despre competiții sportive locale la nivelul comunelor Bordei Verde și Filiu sunt din perioada interbelică, și se referă la concursuri de trântă. În perioada comunistă se organizau cu competiții sportive între echipele satelor. În perioada 1955-1970 existau echipe de fotbal în toate satele comunei, precum și de volei băieți și handbal fete în Bordei Verde, participante în campionatul raional. Echipa de fotbal Spicul Bordei Verde a participat într-o perioadă în campionatul regional al Regiunii Galați. S-au remarcat prin activitatea depusă profesorii de educație fizică Iacob Sava și Teodor Ciochia.
Printre sportivii cu performanțe la nivel național și internațional, se numără handbalistul Constantin Hornea, extremă stângă la clubul Dinamo București și echipa națională din perioada 1970-1980, precum și canoistul Cosmin Simion, campion mondial și european de juniori și tineret în perioada 2009-prezent.
În anii 2005-2006, au fost construite o sală de sport modernă și un teren de fotbal din teren de fotbal, de categoria C. Tot în 2005 s-a înființat echipa de fotbal A.S. Bordei Verde, care joacă în campionatul județean de fotbal Brăila, seria II.

## Toponimie
Toponimele întâlnite pe teritoriul comunei au legătură concretă cu elementele de topografie și, într-un număr mai mic cu elemente onomastice (nume de persoane). În continuare sunt prezentate principalele toponime, grupate pe categorii și originea probabilă a acestora.
Localități
| Toponimul              | Anul menționării | Origine și semnificație |
| ---------------------- | ---------------- | --- |
| Albuleț                | 1898             | Provine de la numele unei familii de oieri săceleni "Albuleț", întemeietorii mai multor târle în Bărăgan, în secolul XIX |
| Bordei Verde           | 1858 (1835)      | Provine de la numele cârciumii "La Bordeiul Verde" situate în partea de sud-vest a satului actual. Ca nume de cârciumă (loc de popas) e menționat în 1835, ca nume de sat e atestat din 1858. (vezi pe larg în articol) |
| Budișteanu             | 1830             | Provine de la unul din primii proprietari ai moșiei Filiu, clucerul Ioniță Budișteanu |
| Cărămidari             | 1850             | Provine de la existența unor cuptoare de ars cărămidă ce funcționau cu materia primă (argila) extrasă din zona malului Călmățuiului |
| Colțica                | 1898             | diminutiv de la "Colțea", numele moșiei aparținând spitalului Colțea, din comuna Batogu |
| Constantin Gabrielescu | 1923             | Numele prefectului de Brăila din perioada 1906-1908 când a fost întemeiat satul Șcheaua Nouă |
| Crestezul              | 1884             | Provine de la numele văii omonime, cu sensul de "crestătură" |
| Druica                 | 1884             | Provine de la numele văii omonime. Cel mai probabil derivă din numele propriu "Druică" |
| Filiu                  | 1830             | Provine de la numele unei proprietărese din a doua parte a secolului XIX, Maria Filianca. |
| Lișcoteanca            | 1715 (1830)      | Pentru acest toponim sunt două variante. Cea vehiculată în prezent presupune că numele derivă de numele unei familii de mari boieri cu moșii în Bărăgan, "Lenș" - ("Lenșcoteanca"), familie de origine franceză din secolul XIX (numele original era "de Linchou", modificat apoi în "de Linche" pentru a pretinde o presupusă înrudire cu o celebră familie aristrocratică franceză, românizat apoi în "Lenș".) Filip Lenș este cel care a construit Casa Vernescu din București. Problema care apare este că termenul de Lișcoteanca ar apărea în hrisovul spătarului Mihail Cantacuzino din 1715, document al cărui original s-a pierdut. (vezi pe larg în articol) În acest caz toponimul nu ar mai putea deriva de la numele "Lenș", care nu exista la acel moment, ci ar proveni de la regionalismul "Lișcotă (plural "Lișcote")" care înseamnă "liotă, ceată zgomotoasă de copiĭ". Este posibilă și o altă variantă, în care originea mai veche a totponimului să fie uitată și să rămână în circulație doar originea mai aporpriată de contemporaneitate. |
| Mototolești            | 1898             | Provine de la numele propriu "Mototolea" familie de oieri originari probabil din actualul sat Movila Miresei, denumit în secolul XIX și "Târlele Mototolești". Numele este întâlnit și astăzi în satul Constantin Gabrielescu |
| Pănești                | 1931             | Provine de la numele proprietarului moșiei, boierul Petru Pană |
| Satnoeni               | 1898             | Provine din toponimul "Satul Nou" |
| Spînul                 | 1898             | Provine de la numele de familie "Spânu", întâlnit și astăzi în satul Bordei Verde |
| Șcheaua Nouă           | 1906             | Provine de la numele moșiei "Șchiaua" (vezi pe larg în articol) |
| Vintilești             | 1925             | Provine de la numele comunei Vintilă-Vodă, județul Buzău, de unde proveneau majoritatea locuitorilor împroprietăriți la 1921 |
| Vlad                   | 1898             | Provine de la numele de familie "Vlad". Numele este întâlnit și astăzi în comuna Bordei Verde |

Toponimie minoră (elemente de topografie locală)
| Toponimul         | Localizare | Origine și semnificație |
| ----------------- | --- | --- |
| Boi Negri         | Tarla situată în zona movilei omonime, pe la mijlocul distanței de la Bordei Verde la Lișcoteanca, pe partea stângă a drumului           | Denumirea provine cel mai probabil de la unul din proprietarii importanți din zonă, familia de cârciumari "Bou Negru", din Filiu                                                           |
| Capra             | Movilă situată la intrarea în localitatea Târlele Filiu, pe partea dreaptă a drumului care vine de la Bordei Verde                       | Denumirea provine de la "căprioară" (capră) ca pereche a Movilei Cerbul situată la circa 3 kilometri sud de ea și a Movilei Iedu situată mai la sud vest (între movilele Capra și Cerbul). |
| Cerbul            | Tarla în zona movilei omonime situată pe partea dreaptă a șoselei Bordei Verde - Lișcoteanca, aproximativ vis-a-vis de tarlaua Boi Negri | Denumirea vine cel mai probabil de la animalul "cerb" (vezi și explicația de la "Capra")                                                                                                   |
| La Cărămizi       | Circa 2 kilometri est de Lișcoteanca, în malul abrupt al Luncii Călmățuiului                                                             | Este unul din locurile de unde se extrăgea argila pentru confecționarea de cărămizi (vezi și explicația de la "Cărămidari")                                                                |
| La Cerdac         | Zona din partea imediat nord-vest a satului Bordei Verde                                                                                 | Denumirea vine de la un "cerdac" (schelă de observare din lemn) din care erau supravegheate și păzite terenurile din zonă                                                                  |
| La Lupescu        | Circa 4 Kilometri sud-est de Bordei Verde ( 2 kilometri sud de Constantin Gabrielescu)                                                   | Denumirea provine de la moșia boierului "Lupescu" (perioada interbelică) |
| La Pădure         | Tarla situată la circa 5 kilometri nord-est de satul Bordei Verde                                                                        | Denumirea vine de la Pădurea Druica, existentă aici până la mijlocul secolului XX |
| Malcea            | Circa 6 kilometri nord de satul Bordei Verde, aproape de Căldărușa                                                                       | Cel mai probabil derivă din numele de familie "Malcea" |
| Movila Matache    | Situată la circa 2 kilometri nord de Lișcoteanca, lângă șoseaua care vine de la Bordei Verde                                             | Provine de la numele propriu "Matache" |
| Movila Olaru      | Situată la circa 1 kilometru vest de Lișcoteanca, lângă șoseaua care vine de la Ionești                                                  | Provine de la meseria de "olar", olăritul fiind unul din meșteșugurile dovedite de săpăturile arheologice efectuate aici (Movila Olaru este sit arheologic)                                |
| Movila Surduleanu | Situată la circa 2 kilometri nord-est de Lișcoteanca                                                                                     | Provine de la numele propriu "Surduleanu" (încă întâlnit în Lișcoteanca) |
| Movila Tâmpu      | Situată la circa 4 kilometri sud-est de Constantin Gabrielescu                                                                           | Provine de la numele fostului cătun "Tâmpu" aflat în zonă, astăzi desființat |
| Movila Urleasca   | Situată la circa 3 kilometri nord de Constantin Gabrielescu                                                                              | Provine de la numele satului învecinat "Urleasca" |
| Perșani           | Tarla situată la circa 5 kilometri nord-vest de Bordei Verde                                                                             | Provine de la deformarea numelui locuitorilor satului Perișoru ("perișani" - "perșani") |
| Valea Adâncă      | Vale situată la circa 2 kilometri est de Bordei Verde, la mijlocul distanței către Constantin Gabrielescu                                | I s-a spus "valea adâncă" pentru a o deosebi de valea alăturată a Crestezului, care era mai domoală.                                                                                       |

## Oameni legați de comuna Bordei Verde

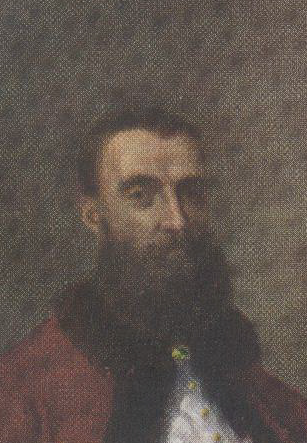
Marele spătar Mihail Cantacuzino (1640-1716), proprietarul moșiilor Șcehaua și Lișcoteanca
Clucerul Ioniță Budișteanu – (cca. 1790 – cca. 1850), întemeietorul satului Filiu
Profesorul Radu Corbu – (1864 – 1941), „inventatorul” jocului modern de oină
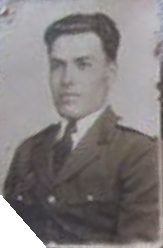
Locotenentul erou Mircea Lipan - primul aviator român căzut în campania din 1941
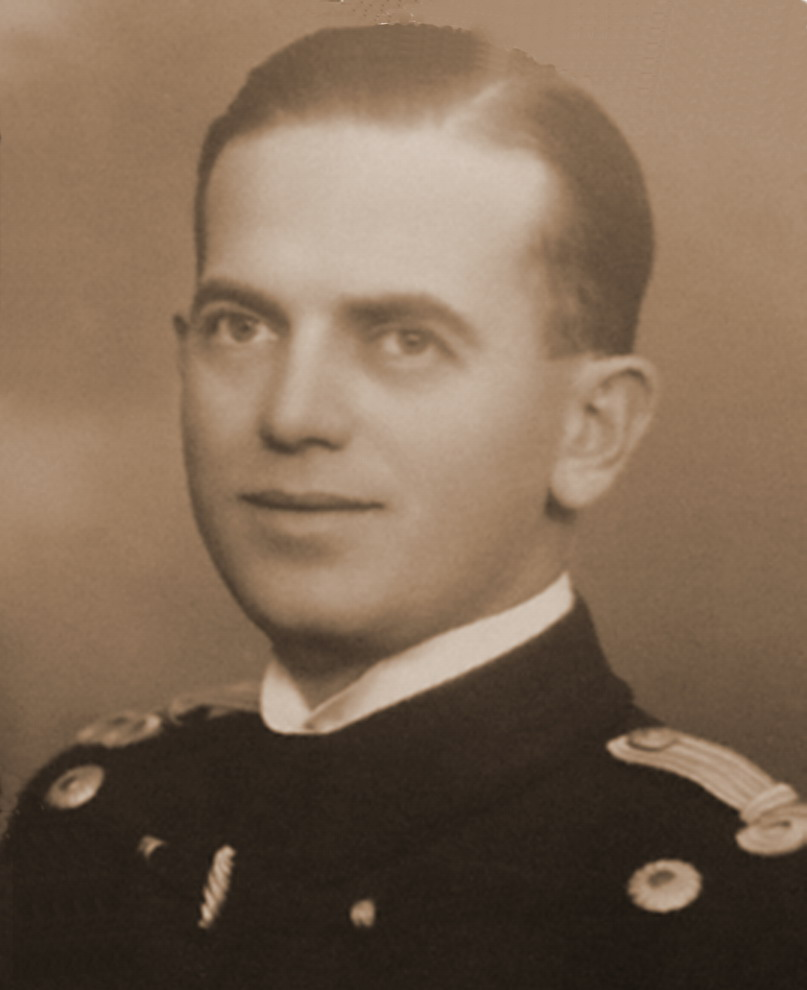
Maiorul Ioan Tobă „Hatmanull”, comandantul detașamentului român implicat în incidentul armat de la Putna din 1940
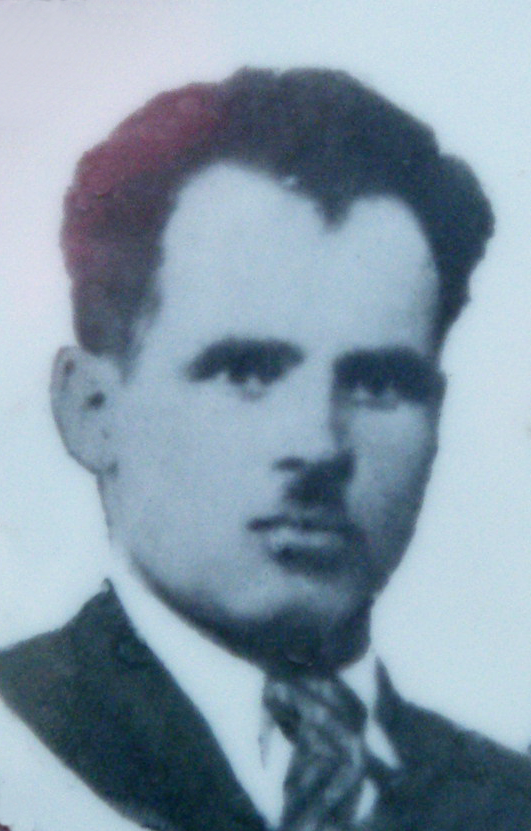
Învățătorul Virgil Popescu de la Școala din satul Vintilești – deținut politic
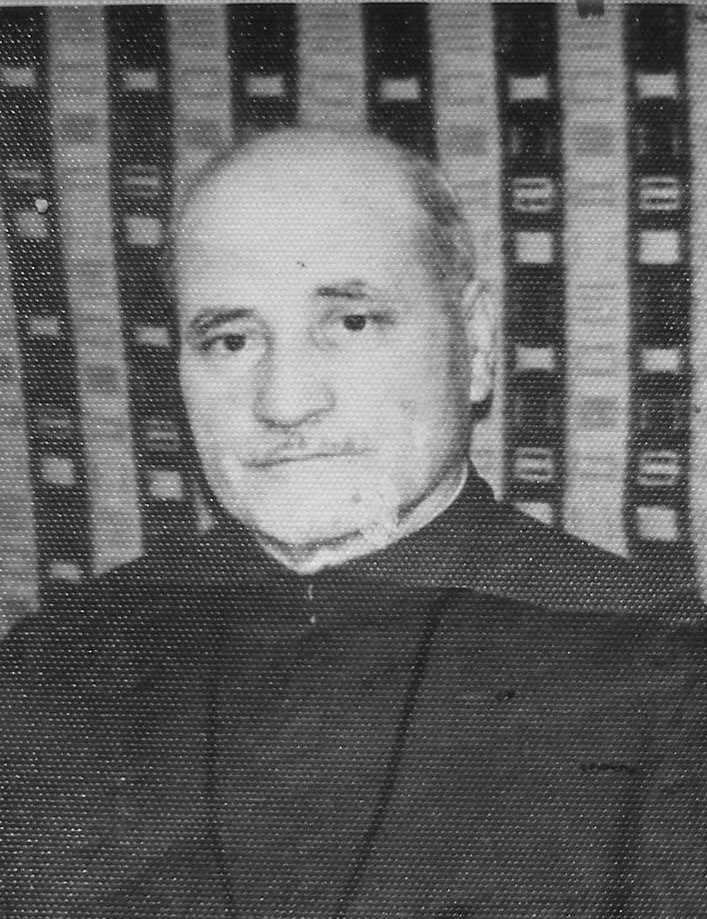
Preotul Grigore Bejan - deținut politic
Ioniță Boboc (1904-1953), țăran, fost deținut politic, mort în închisoarea Văcărești
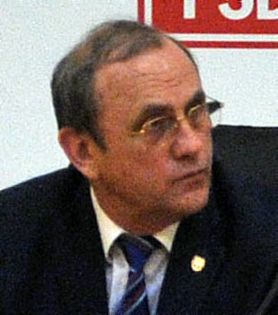
Ion Rotaru – senator de Brăila (2008-2016)
Octavian Motoc – senator de Tulcea (2012-2016)
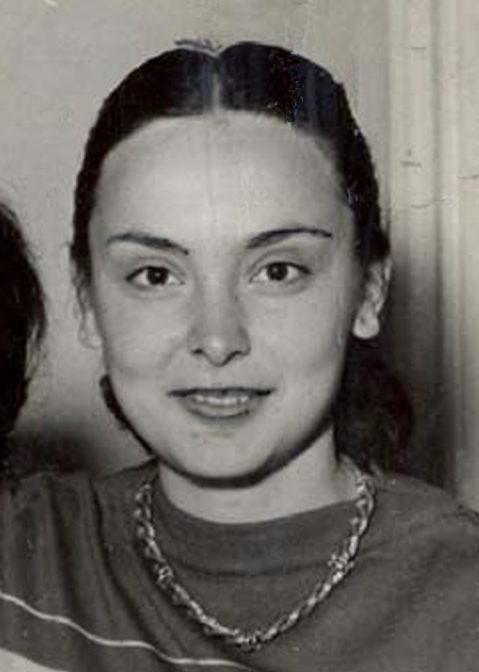
Maria Albuleț-Pogorevici - prima maestră internațională la șah, din România
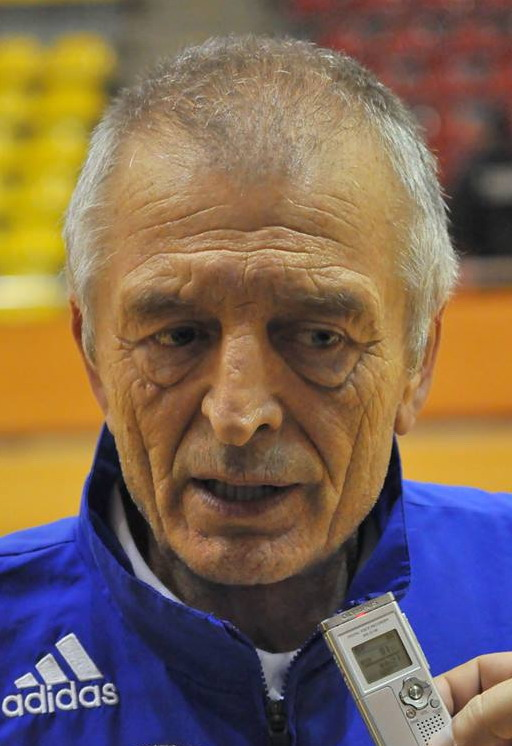
Constantin Hornea, jucător de handbal la cluburile Dinamo București și Știința Bacău, ulterior antrenor
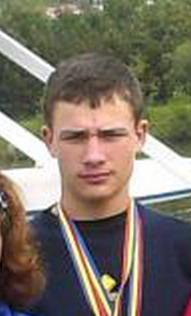
Cosmin Simion - campion și vicecampion mondial de juniori și tineret la canoe